# Wojsko Polskie w okresie wojny polsko-bolszewickiej
Wojsko Polskie w okresie wojny polsko-bolszewickiej – siły zbrojne odradzającej się II Rzeczypospolitej w okresie walk o wschodnie granice państwa polskiego.
W latach 1918–1921 Wojsko Polskie prowadziło liczne wojny i potyczki militarne niemal ze wszystkimi sąsiadami. Były to: wojna z Ukraińcami o Galicji Wschodnią, z Czechosłowacją o Śląsk Cieszyński, starcia zbrojne z Litwinami o Wileńszczyznę i północną Suwalszczyznę, jak też powstanie wielkopolskie i trzy powstania śląskie.
Największą i angażującą największe siły była wojna z sowiecką Rosją w latach 1919–1920.
Powyższe okoliczności powodowały, że Wojsko Polskie w szczytowym okresie swego rozwoju rozrosło się do prawie milionowej armii i uważane było za główny instrument bezpieczeństwa kraju. W wojennej organizacji Wojska Polskiego wyodrębnić można trzy okresy: pierwszy, trwający od jego powstania do kwietnia 1919, drugi - do marca 1920 i trzeci, obejmujący okres do zakończenia okresu demobilizacji i przejścia wojska na stopę pokojową.

## Formowanie i zmiany organizacyjne

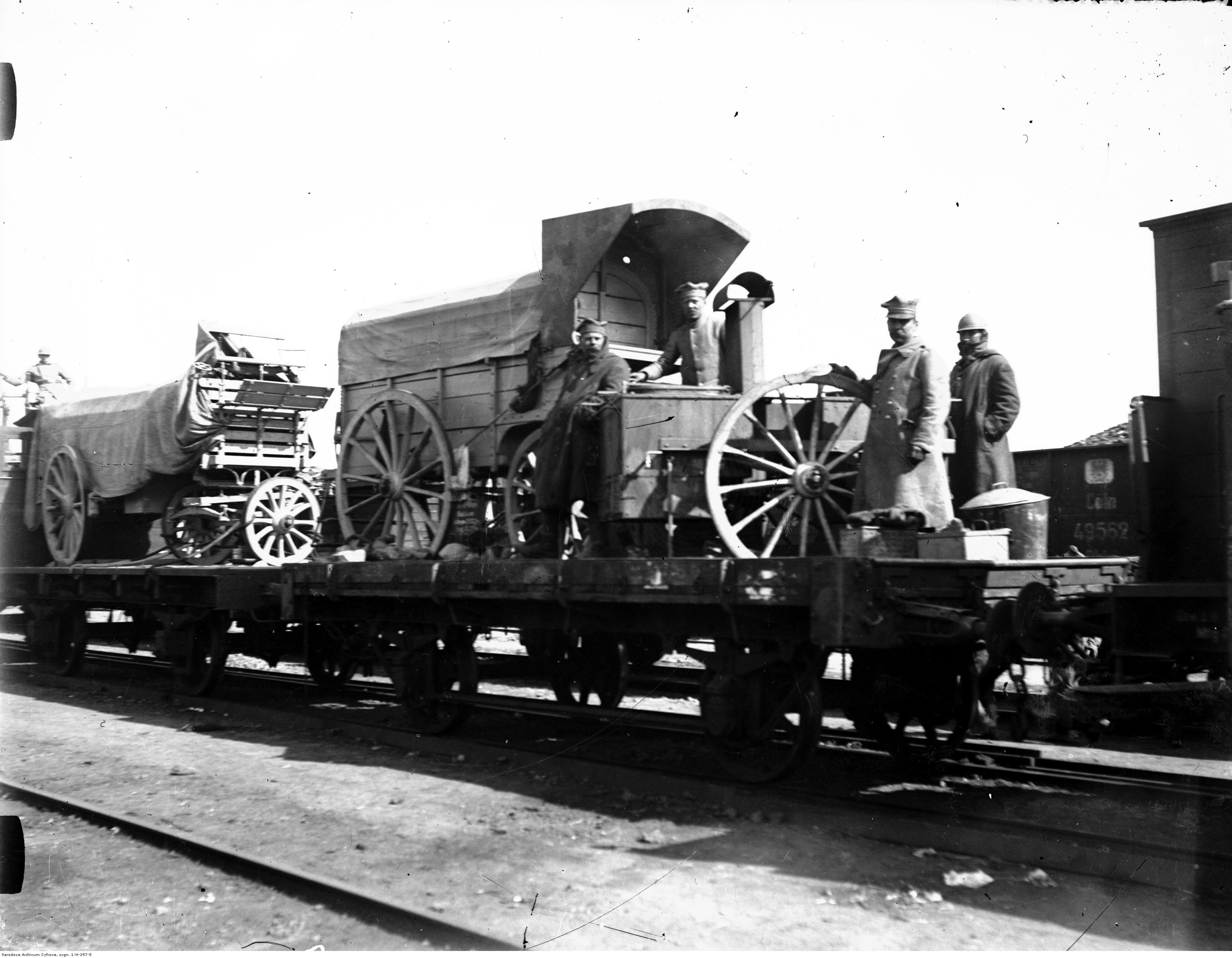
Transport koleją oddziałów armii generała Józefa Hallera z Francji do Polski; 1919 r.

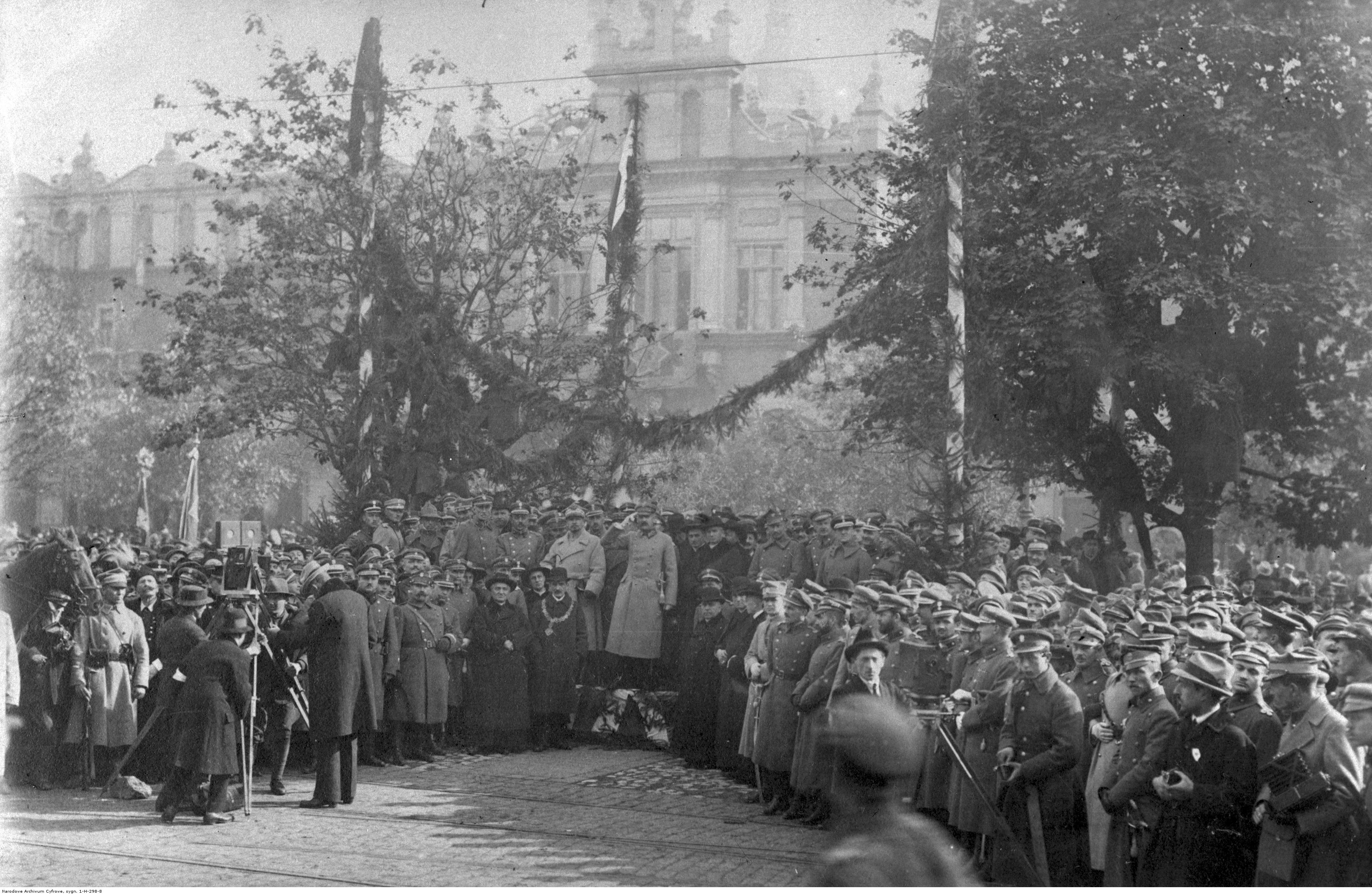
Święto Zjednoczenia Armii Polskiej - w centrum Józef Piłsudski i Józef Haller

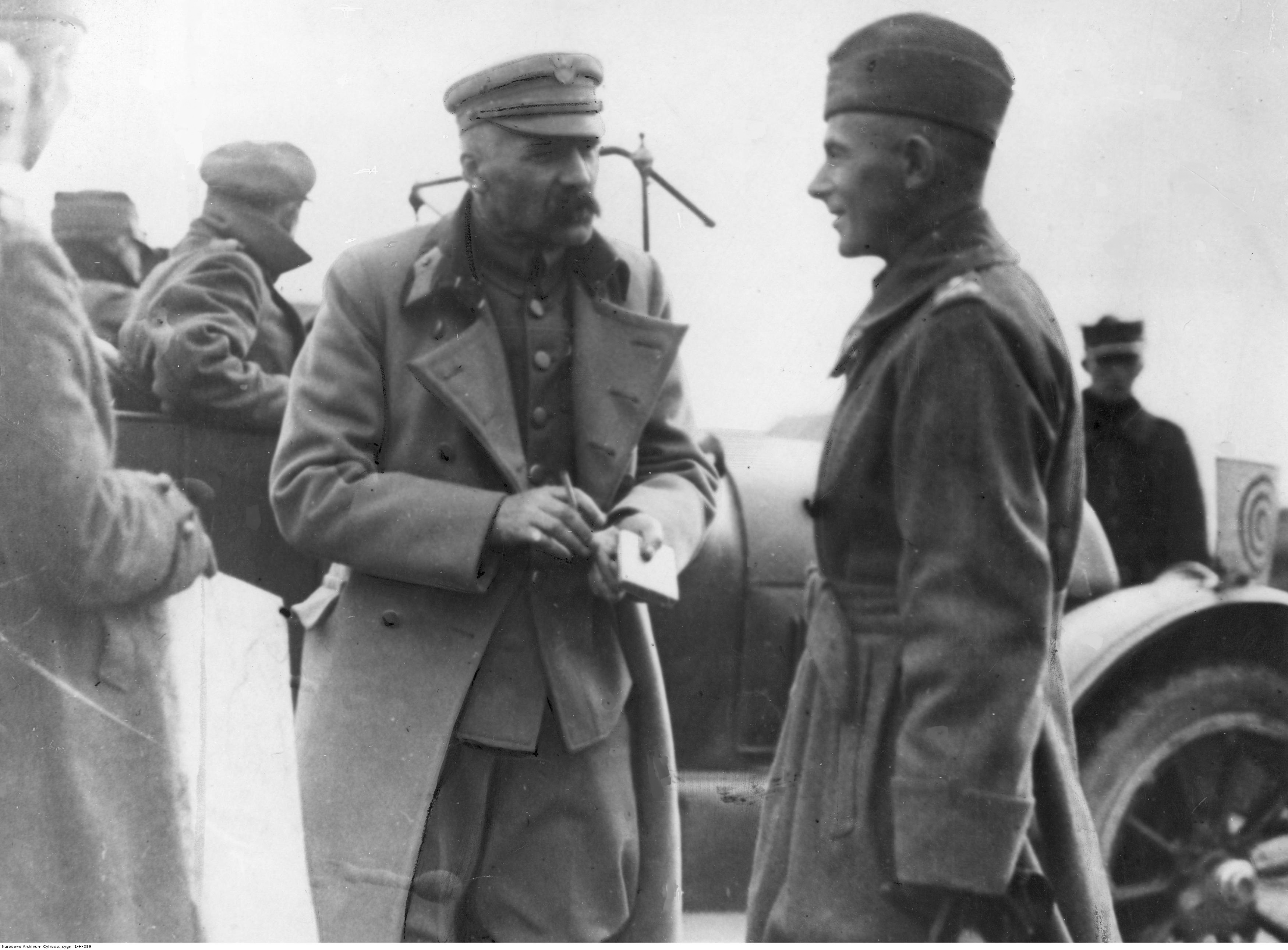
Józef Piłsudski w rozmowie z gen. Edwardem Śmigłym-Rydzem w czasie wojny polsko-bolszewickiej

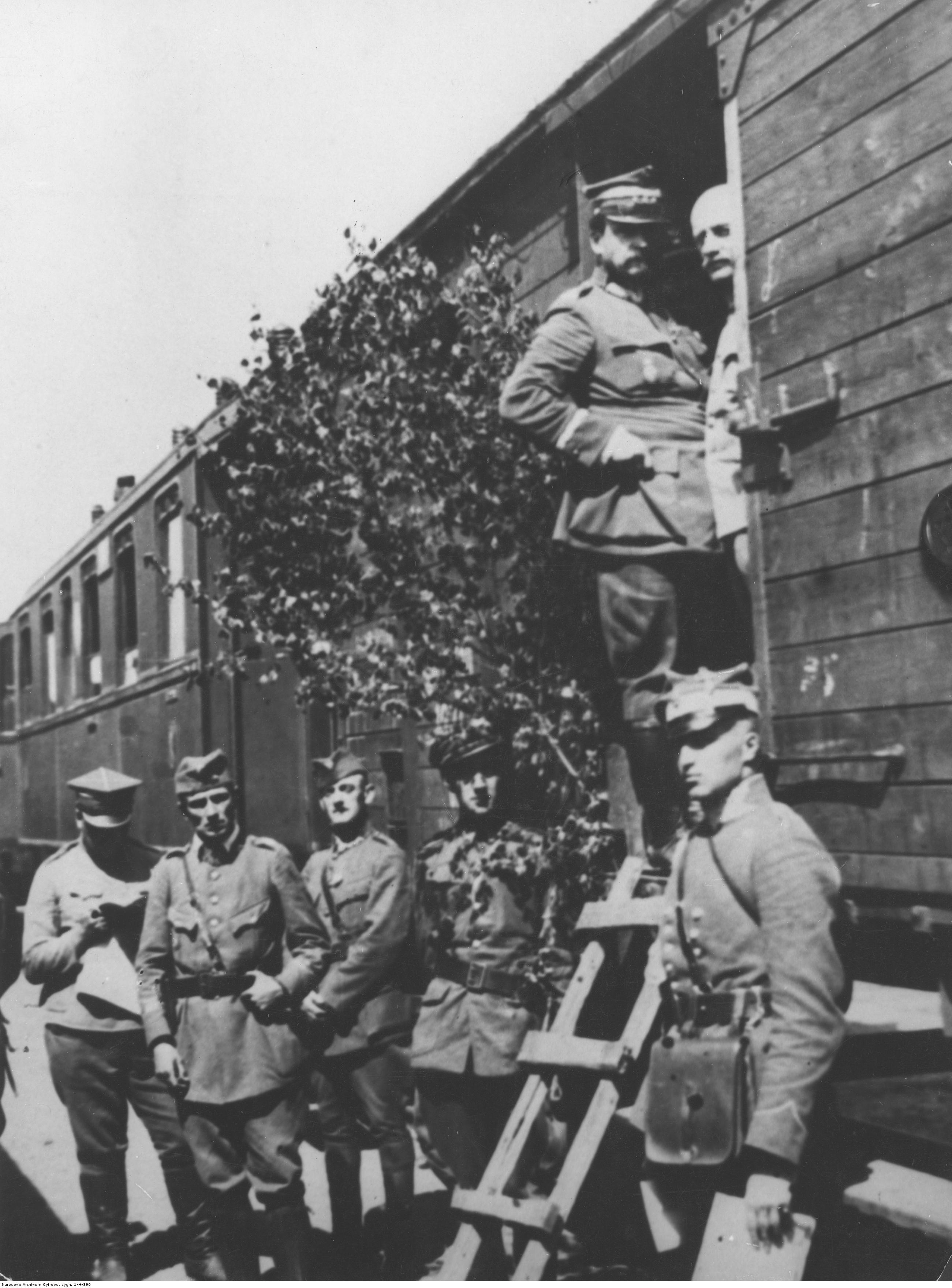
Wojna polsko-bolszewicka. Generał Józef Haller w pociągu w otoczeniu sztabu

Oddziały wojskowe, początkowo tworzone na zasadzie zaciągu ochotniczego, skupiały żołnierzy mających zróżnicowany rodowód wcześniejszej służby. Największą grupę tworzyli byli żołnierze armii zaborczych, a następną żołnierze byłych Legionów Polskich i kolejno: członkowie Polskiej Organizacji Wojskowej oraz żołnierze armii gen. Józefa Hallera i Armii Wielkopolskiej. Już w marcu 1919 zdecydowano się na pobór. W tym czasie nastąpił szybki proces rozbudowy liczebnej Wojska Polskiego oraz jego dozbrajania i wprowadzania jednolitych zasad sztuki wojennej.
Początkowo nie było spójnego planu formowania armii. Jej rozwój oparty został na zaciągu ochotniczym. Tą drogą do Wojska Polskiego trafiło około 100 000 żołnierzy-ochotników. Oddziały powstawały samorzutnie, bez centralnego kierownictwa, były nie większe od batalionu, względnie szwadronu, czy baterii. Improwizowane pododdziały przyjmowały dowolne struktury organizacyjne. Ale nawet tak sformowane jednostki niemal natychmiast po ich powstaniu kierowano na front. W terminie późniejszym stawały się one zalążkami większych struktur organizacyjnych. Łączyły się w pułki, potem w dywizje piechoty i brygady jazdy. Pierwszy lokalny pobór przeprowadzono w grudniu 1918 w Galicji Zachodniej. W jego wyniku wcielono do armii 36 984 żołnierzy. Od 15 stycznia 1919 poborem do wojska objęto także obszar byłego Królestwa Polskiego. Pobory cząstkowe zorganizowano też w lutym i marcu. Rozpoczęto przygotowania do formowania pierwszych 12 dywizji piechoty i 6 brygad jazdy oraz broni pomocniczych i służb.
7 marca 1919 Sejm Ustawodawczy przyjął uchwałę o formowaniu półmilionowej armii oraz poborze sześciu roczników. W połowie roku w szeregach było ponad 500 000 żołnierzy. Do formowania kolejnych dywizji przystąpiono latem. Zdecydowano się na powołanie w sumie 20 dywizji piechoty oraz 7 brygad jazdy. Do końca 1919 armia liczyła już około 600 000 żołnierzy, w tym 21 dywizji piechoty i 7 brygad jazdy.
W czasie działań wojennych uzupełnienie wojsk organizowane było systemem terytorialnym. Kierowano się zasadą, że każdy powiat uzupełnia jeden pułk. Poborowi wcielani byli do batalionów marszowych, tam wyposażani, szkoleni i wysyłani na front. Pod koniec października 1919 powołano 52 nowe powiatowe komendy uzupełnień. W sumie w owym czasie było ich 110. Co do zasady, każda komenda uzupełniała jeden pułk piechoty.
Od kwietnia 1919 do marca 1920 miał miejsce kolejny etap w rozwijaniu struktur organizacyjnych Wojska Polskiego. W etapie tym dążono do ukształtowania jednolitych pod względem organizacyjnym struktur i wyposażenia poszczególnych oddziałów w miarę jednolity sprzęt. Połączono też w jednolity organizm wszystkie polskie formacje zbrojne. W kwietniu 1919 do Polski przybyła z Francji licząca blisko 70 000 żołnierzy „błękitna armia" gen. Józefa Hallera. Także 70 tysięczna Armia Wielkopolska do grudnia 1919 w całości podporządkowana została Naczelnemu Dowództwu WP. W połowie 1919 roku przybyła z rejonu Odessy 4 Dywizja Strzelców gen. Lucjana Żeligowskiego. Na jej bazie utworzona została 10 Dywizja Piechoty. Dopiero latem 1920 do kraju powróciły resztki 5 Dywizji Strzelców płk. Kazimierza Rumszy, formowanej na Syberii.
Wojsko Polskie było niemal jednolite pod względem narodowościowym, bowiem w jego szeregach służyli przede wszystkim Polacy. Dopiero w lipcu 1920 Rada Obrony Państwa podjęła uchwałę o poborze Żydów, ale z uwagi na ich na ogół niechętny stosunek do państwa polskiego i sprzyjanie bolszewikom odsuwani oni byli w większości od służby w formacjach bojowych. Mniejszość niemiecka z kolei uchylała się od poboru, wykorzystując swój status optantów. W ogóle nie zarządzano poboru ludności ukraińskiej, zaś w minimalnym stopniu dotyczyło to Białorusinów.
Od kwietnia do października 1920 miał miejsce trzeci etap rozwoju Wojska Polskiego. W tym czasie wojna toczyła się już nie tylko o kształt granicy wschodniej, ale i o zapewnienie niepodległości i suwerenności Polski. Wódz Naczelny Józef Piłsudski dokonał istotnej reorganizacji struktur dowodzenia formacjami bojowymi. Decyzją z 23 marca 1920 zlikwidowano dowództwa Frontów, a wojsko zorganizowano w cztery armie i jedną grupę operacyjną, przekształconą w maju w 3 Armię pod dowództwem gen. Edwarda Śmigłego-Rydza. W sumie istniało siedem armii i przejściowo od 25 maja do 15 czerwca Armia Rezerwowa. Dwie armie (5. i 7 A) istniały dość krótko. W czerwcu 1920 fronty zostały przywrócone i funkcjonowały do końca sierpnia. Od tego czasu Piłsudski bezpośrednio dowodził grupą armii złożoną z 2. i 4 Armii, uczestniczącą w operacji niemeńskiej, zaś dowodzenie 3. i 6. Armią sprawował szef SG ND WP.
W czerwcu 1920 Sejm Ustawodawczy ustawą z 15 czerwca zarządził dodatkowy pobór. W lipcu 1920 wcielono do wojska dalszych 84990 rekrutów. Utworzono Armię Ochotniczą oraz sformowano wiele pododdziałów marszowych, uzupełniających duże straty bojowe ponoszone przez oddziały liniowe. Nie powiódł się natomiast plan formowania na obszarze Wielkopolski i Pomorza pułków ochotniczo-rezerwowych. Na dzień 1 września 1920 liczyło ono 943 978 żołnierzy (bez wojsk sprzymierzonych), w tym 26478 oficerów oraz 917 498 szeregowych. We wrześniu na froncie walczyło 297 batalionów piechoty, 171 szwadronów jazdy i 207 baterii artylerii. W tym okresie utworzono nowy system wspierania Wojska Polskiego. Powołano Radę Obrony Państwa, która na mocy dekretów mobilizowała społeczeństwo do nadzwyczajnych ofiar na rzecz wojska. Cofnięto ulgi w poborze do wojska wynikające z Ustawy o powszechnym obowiązku służby wojskowej, wydano rozporządzenie o przymusowej służbie w Policji Państwowej, Utworzono Trybunał Obrony Państwa, rozpatrujący przestępstwa szczególnej wagi, powołano Nadzwyczajny Sąd Wojskowy i wydano rozporządzenie o utracie obywatelstwa polskiego za niedopełnienie obowiązku służby wojskowej.

## Instytucje centralne Wojska Polskiego

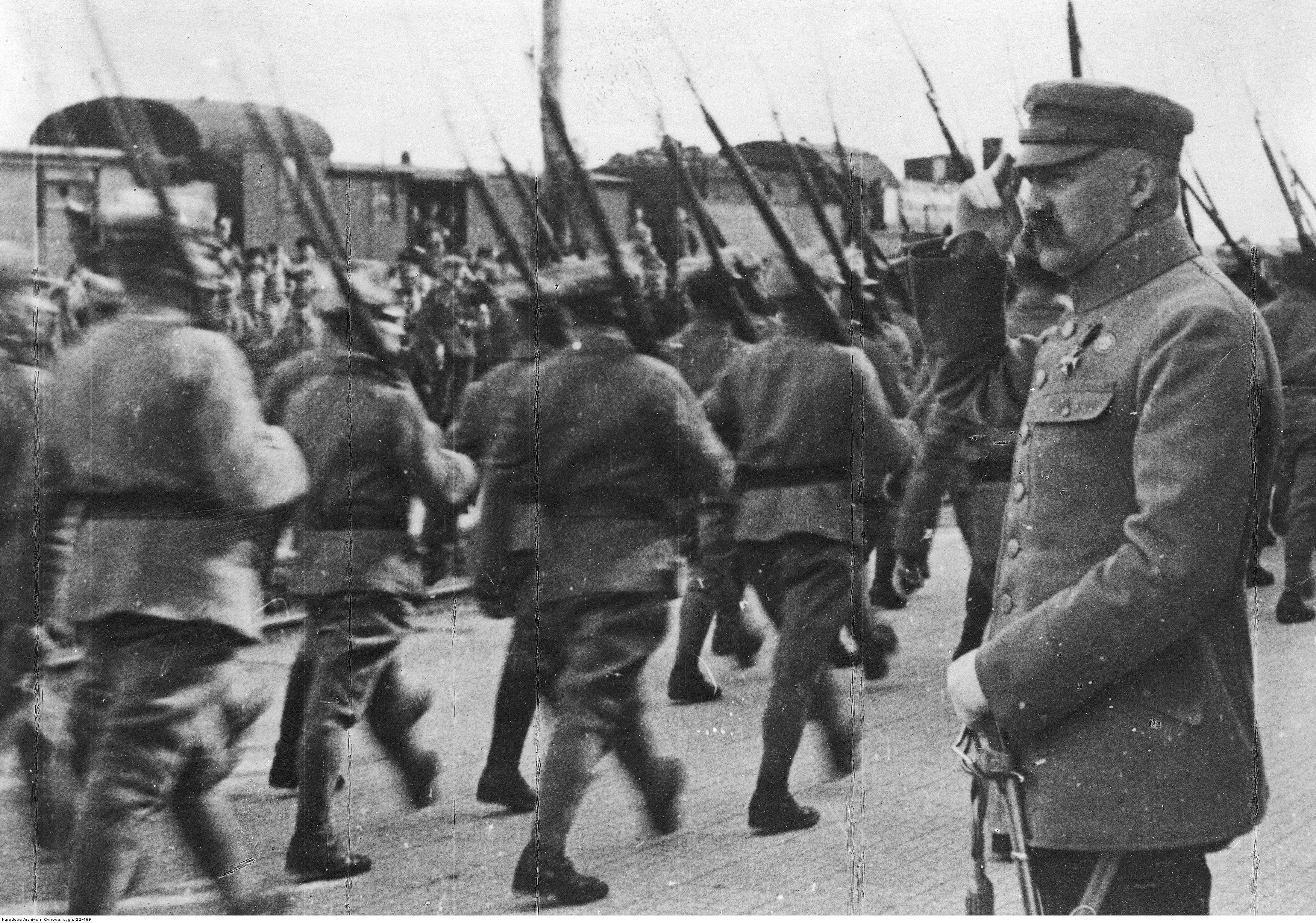
Naczelnik Państwa Józef Piłsudski odbiera defiladę oddziału piechoty na dworcu kolejowym

Poczynania organizacyjne związane z formowaniem instytucji centralnych wojska podjęto jeszcze przed ukształtowaniem się niepodległego państwa polskiego. Zorganizowano: Sztab Generalny Wojska Polskiego, powołany 25 października 1918 przez Radę Regencyjną z gen. Tadeuszem Rozwadowskim na czele, oraz, utworzone następnego dnia, Ministerstwo Spraw Wojskowych kierowane przez płk. Jana Wroczyńskiego. 11 listopada 1918 zwierzchnią władzę nad wojskiem, jako naczelny wódz, objął Józef Piłsudski. Nastąpiły wówczas dalsze czynności organizacyjne związane z tworzeniem centralnych władz wojskowych, to jest ministerstwa i Sztabu Generalnego WP. Ministerstwo Spraw Wojskowych, w tym Sztab Generalny, zajmowało się stroną organizacyjną nowo tworzonego Wojska Polskiego. Bezpośrednim organem pracy Naczelnego Wodza WP była Adiutantura Generalna. Naczelne Dowództwo Wojska Polskiego sprawowało kierownictwo nad prowadzeniem operacji wojskowych. Podlegały mu formacje frontowe i etapowe. Od marca 1919 do marca 1920 sprawowało też bezpośrednie dowodzenie związkami operacyjnymi szczebla frontu.
Ministerstwo Spraw Wojskowych

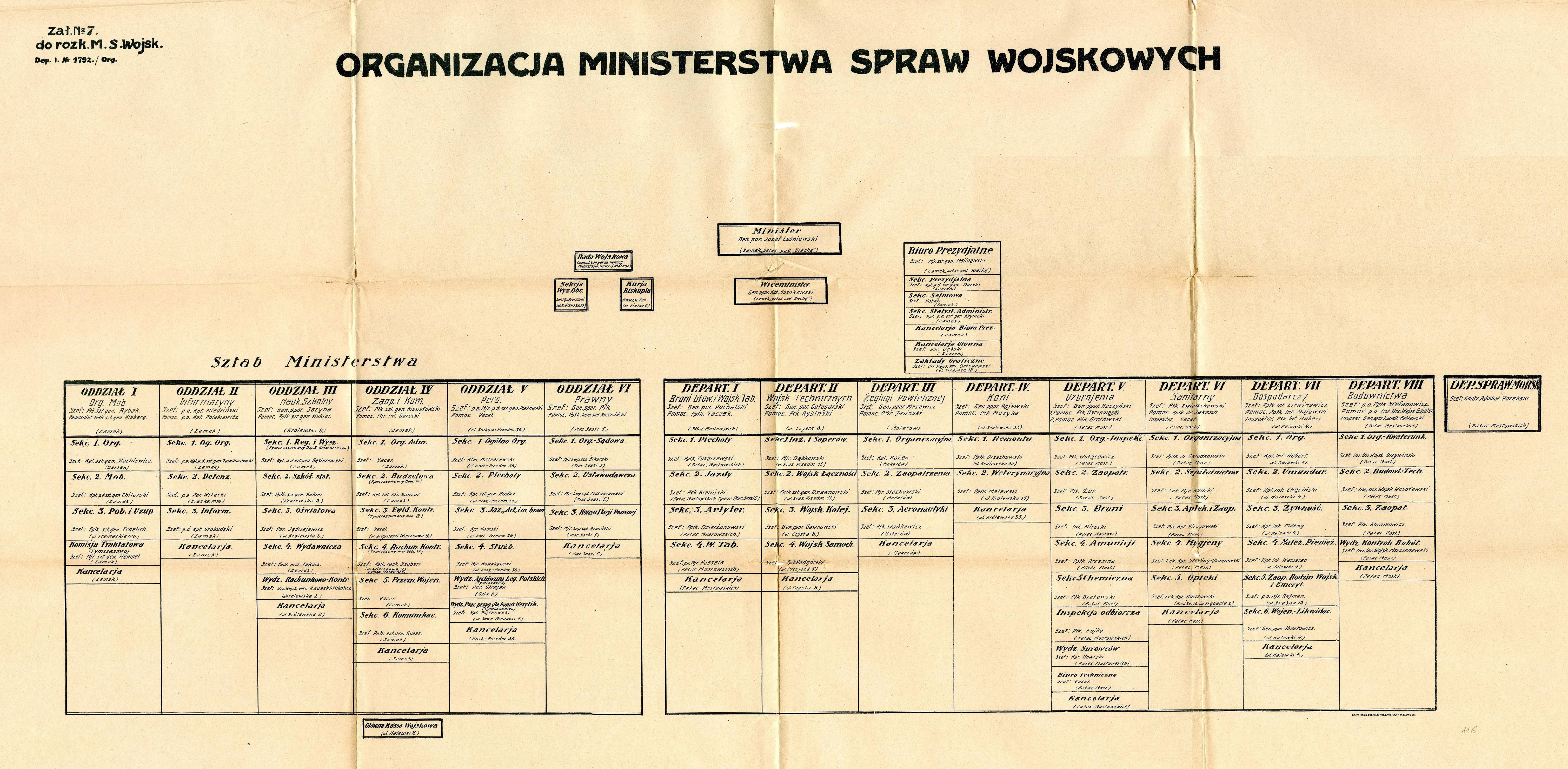
Organizacja MSWojsk. w 1920

MSWojsk. było najwyższym organem administracyjnym Wojska Polskiego. Początkowo jego struktura wzorowana była na rozwiązaniach niemieckich. W lutym 1919 na jego czele stanął gen. Józef Leśniewski. 6 marca powołano Radę Wojskową pod przewodnictwem gen. Eugeniusza de Henninga-Michaelisa, która zajmować się miała opiniowaniem projektów ustaw oraz innych przepisów organizacyjnych. 1 lutego 1920 nastąpiła zasadnicza reorganizacja resortu.
Tym razem jej strukturę oparto na wzorcach francuskich. 8 lipca 1920 minister spraw wojskowych utworzył Generalny Inspektorat Armii Ochotniczej. Inspektorat pod kierunkiem gen. Józefa Hallera koordynował działania związane z zaciągiem ochotniczym na obszarze całego kraju
Po reorganizacji resortu, od 9 sierpnia na czele MSWojsk. stanął gen. Kazimierz Sosnkowski. Szef resortu miał mocno ograniczone kompetencje kierowania wojskiem, poza formacjami „niefrontowymi”. Był natomiast odpowiedzialny przed Sejmem Ustawodawczym za funkcjonowanie wojska, realizował wytyczne rządu i Rady Obrony Państwa. Wojenna organizacja MSWojsk. obowiązywała do sierpnia 1921, kiedy to ukazał się rozkaz regulujący organizację naczelnych władz wojskowych na stopie pokojowej.
Sztab Generalny

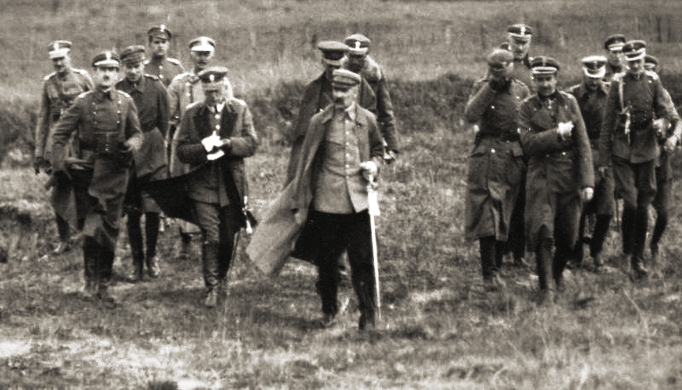
Józef Piłsudski ze sztabem; 1920

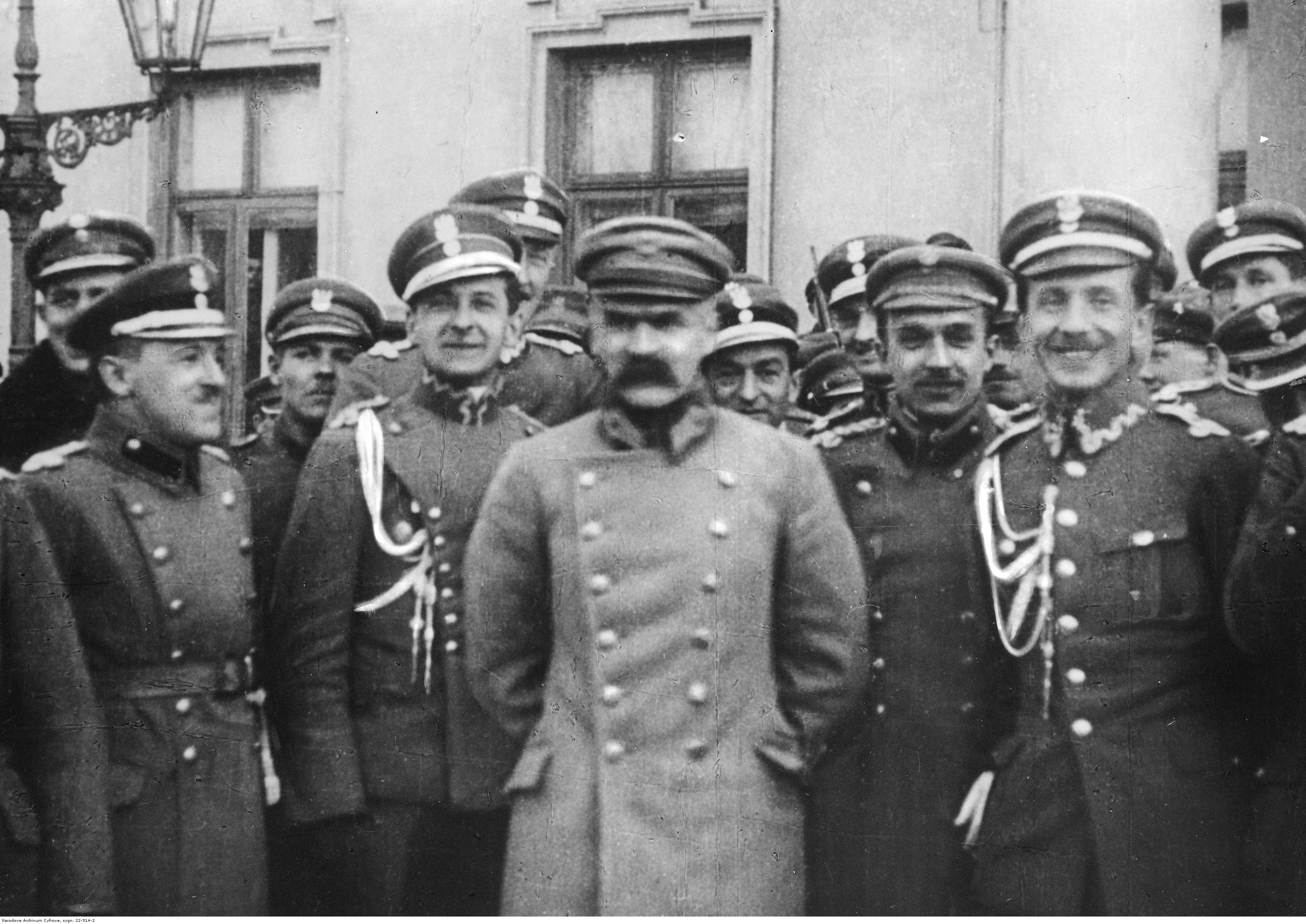
Naczelnik Państwa Józef Piłsudski ze swoimi współpracownikami

W działaniu SG WP wyróżnić można dwa okresy: pierwszy trwający do początków marca 1919 to okres samodzielności tej instytucji i drugi obejmujący okres od marca 1919 do przejścia Wojska Polskiego na stopę pokojową – wówczas SG wchodził w skład Naczelnego Dowództwa WP i skupiał uwagę na planowaniu wojennej działalności wojska.
Szefami sztabu generalnego byli kolejno: gen. Tadeusz Rozwadowski do 9 listopada 1918, generał Stanisław Szeptycki do 7 lutego 1919, płk Stanisław Haller do lipca 1920, a potem znowu gen. Rozwadowski.
W początkowym okresie SG funkcjonował w składzie dziesięciu wydziałów: I Organizacyjny, II Służby Łączności, III Kolejowy, IV Techniczny, V Demobilizacyjny, VI Informacyjny, VII Naukowy, VIII Geograficzny, IX Personalny i X Adiutantura.
Po gruntownej reorganizacji dokonanej 10 marca 1919 część dotychczasowych agend Sztabu Generalnego przeszła do Ministerstwa Spraw Wojskowych, część natomiast utrzymana została ukształtowana jako sztab naczelnego wodza.
W składzie zreorganizowanego Sztabu Generalnego znalazły się wydziały: I Operacyjny, II Służby Łączności, III Kolejowy, IV Główne Kwatermistrzostwo, V Prezydialny, VI Informacyjny. W wyniku kolejnej reorganizacji, przeprowadzonej 11 maja 1919 r., agendy Sztabu Generalnego, działającego nadal przy naczelnym wodzu, rozbudowano, a wydziały przemianowano na oddziały: I Organizacyjny, II Informacyjny (dawny VI Wydział), III Operacyjny, III A Łączności, III B Lotnictwa, IV	Kwatermistrzostwo, IV A Kolejowy i V Prezydialny.
Zasadnicze zmiany przyniosła następnie reorganizacja podjęta 1 stycznia 1920. Oddziały poza pierwszymi trzema i V zostały poddane gruntownie przebudowane. Oddział III A przemianowano na Szefostwo Służby Łączności, Oddział III B na Szefostwo Lotnictwa; z Oddziału IV wydzielono szefostwa: Intendentury, Służby Sanitarnej, Weterynarii, Duszpasterstwa, Sądowo-Prawne, Budownictwa Polowego i Centrum Zaopatrzenia Pułków Piechoty. Oddział IV przekształcono w Szefostwo Kolejnictwa Polowego, a Dowództwo Żandarmerii, podlegające dotąd Oddziałowi Informacyjnemu, przemianowano na Szefostwo Żandarmerii i podporządkowano zastępcy szefa Sztabu Generalnego. Oddział V nie uległ zmianie. W takiej strukturze organizacyjnej przetrwał Sztab do późnej jesieni 1920.
Adiutantura Generalna
Adiutantura Generalna była bezpośrednim organem pracy Naczelnego Wodza WP. Do 6 marca 1919 w jej skład wchodzili: mjr Tadeusz Kasprzycki, kpt. Stanisław Łapiński, por. Andrzej Nałęcz-Korzeniowski, a także adiutanci: rtm. Bolesław Wieniawa-Długoszowski, kpt. Srzednicki i por. Kazimierz Stamirowski oraz czterej oficerowie ordynansowi. Potem Adiutantura kierowana nadal przez mjr. Kasprzyckiego została znacznie rozbudowana. W listopadzie 1919 obok adiutanta generalnego znajdował się w niej etat jego zastępcy, lekarza Naczelnego Wodza, kapelana, 4 adiutantów, 4 oficerów ordynansowych, zespół Kancelarii Wojskowej Naczelnika Państwa, referenci do spraw polityczno-prasowych i personalnych, 2 oficerowie łącznikowi i 4 kanceliści.
Naczelne Dowództwo Wojska Polskiego
Od listopada 1918 do marca 1919 ND WP ograniczało się do osoby Naczelnego Wodza i Adiutantury Generalnej i było strukturą pozbawioną organów realizacyjnych. Po włączeniu w jego skład Sztabu Generalnego mogło dopiero spełniać funkcje związane z dowodzeniem wojskami. Od marca 1919 do marca 1920 sprawowało też bezpośrednie dowodzenie nad związkami operacyjnymi szczebla frontu. W skład ND WP od końca lutego 1920 weszli także jednoosobowo generalni inspektorzy broni i służb, ale ich komórki pozostały w składzie MSWojsk.

## Bronie główne, rodzaje wojsk i służb

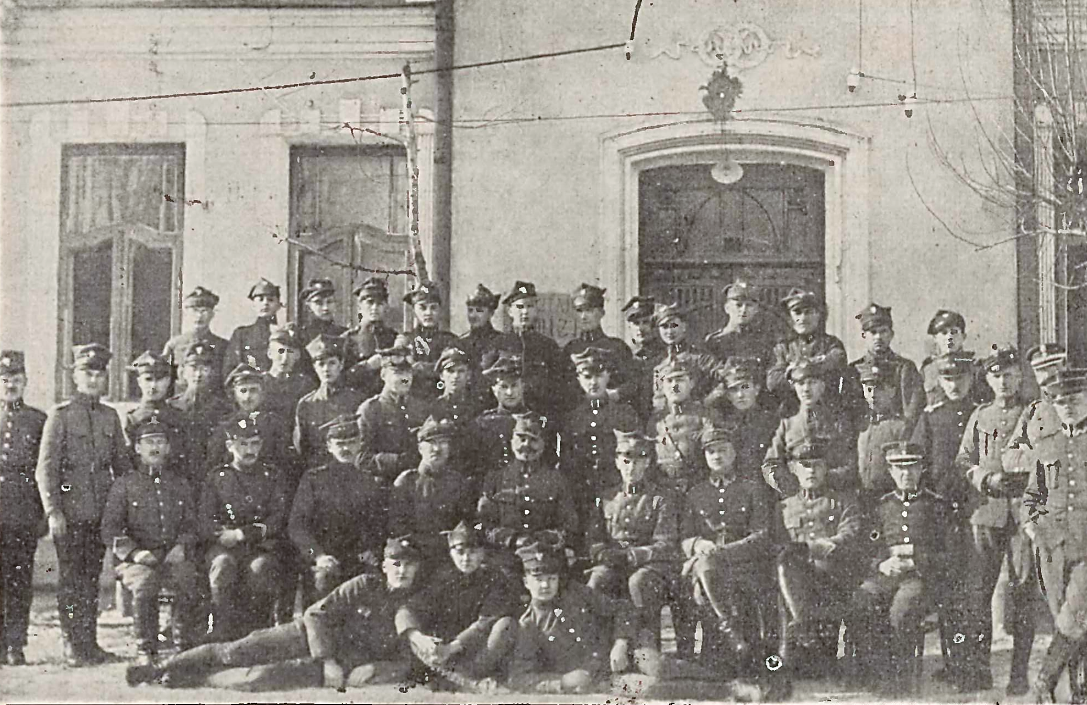
Sztab 1 Dyw. Strz. Wlkp. w Bobrujsku z d-cą gen. Danielem Konarzewskim; 1919

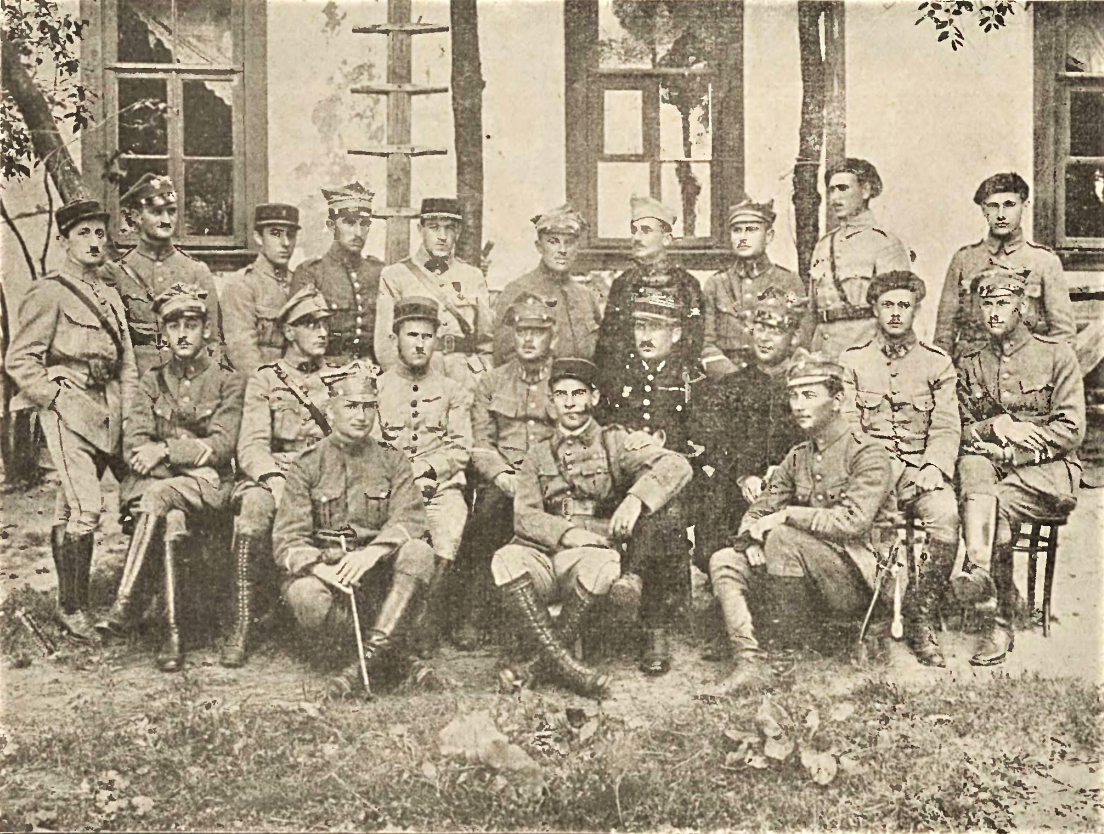
Sztab 4 pułku strzelców wielkopolskich oraz oficerowie francuscy biorący udział z czołgami w natarciu po zajęciu Bobrujska; wrzesień 1919

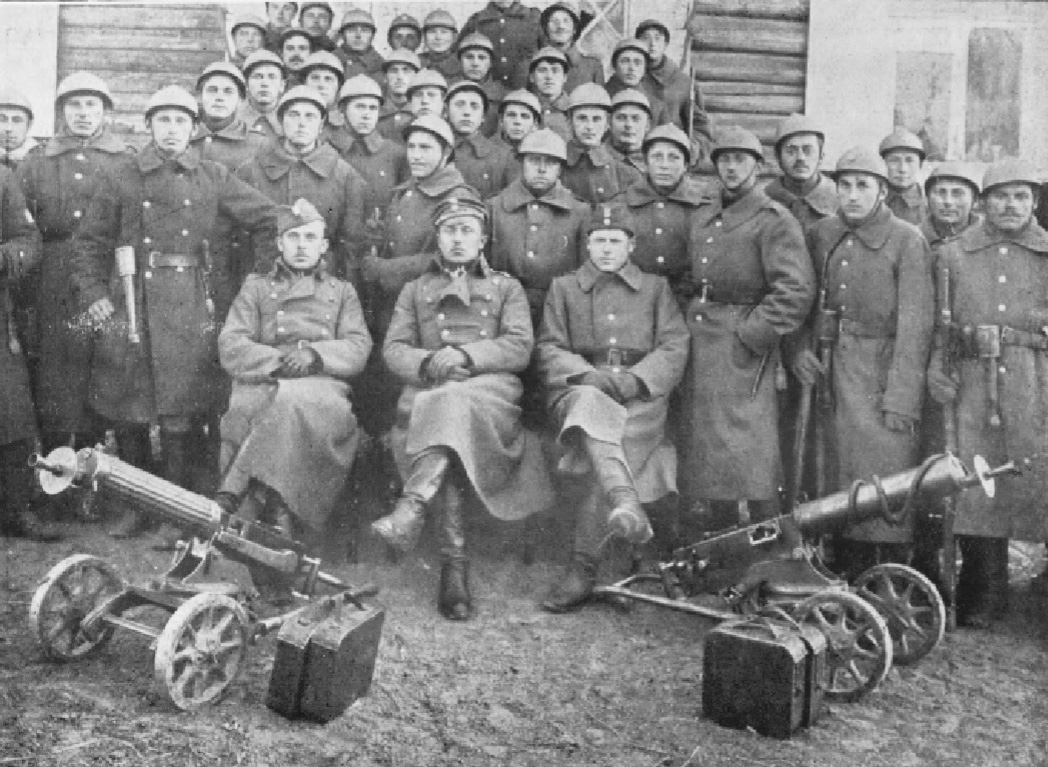
2-ga kompania km 85 pp w Leplu; 1919

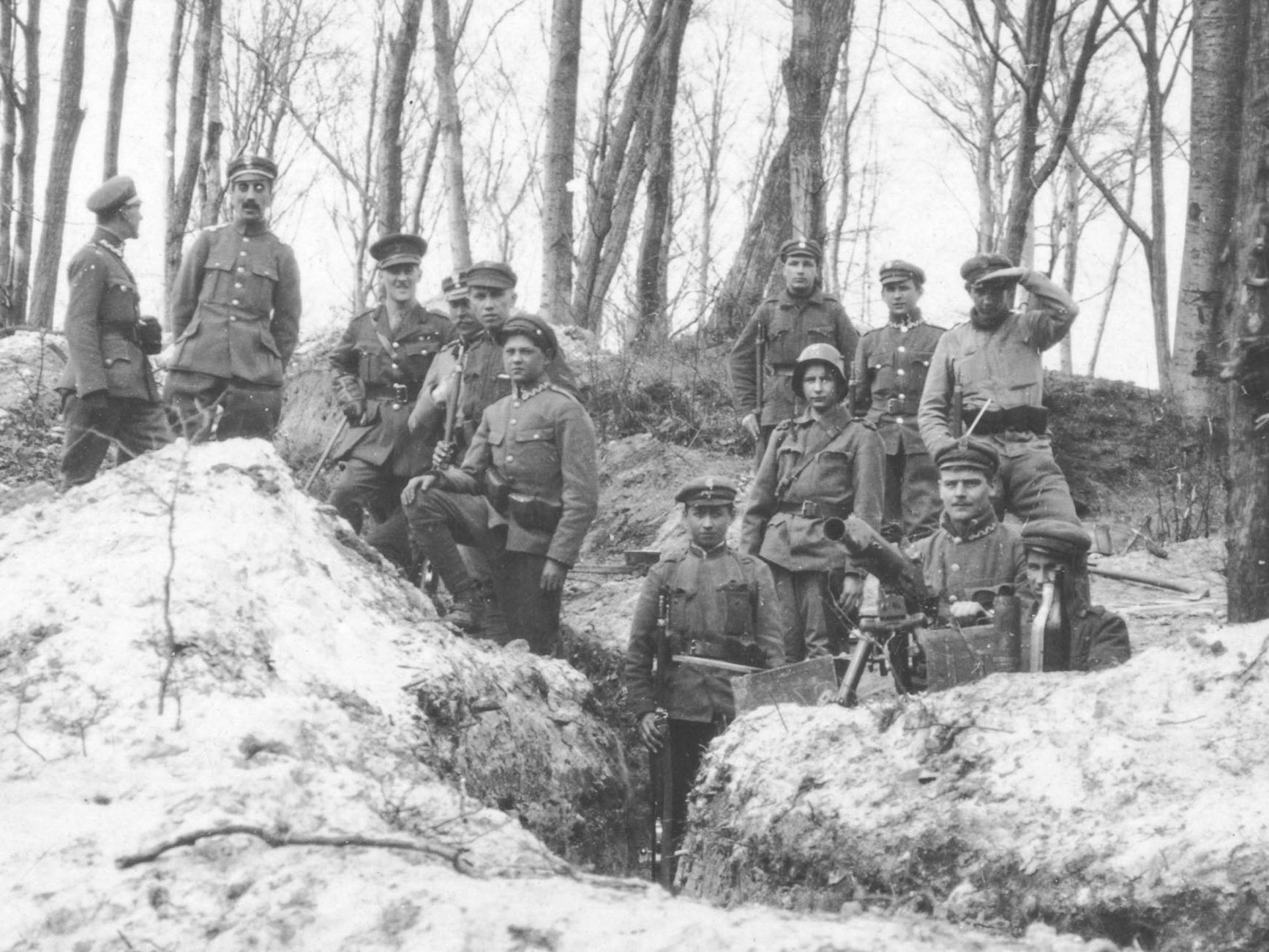
Polscy żołnierze w okopie – ckm Schwarzlose wz. 07/12; 1919 r.

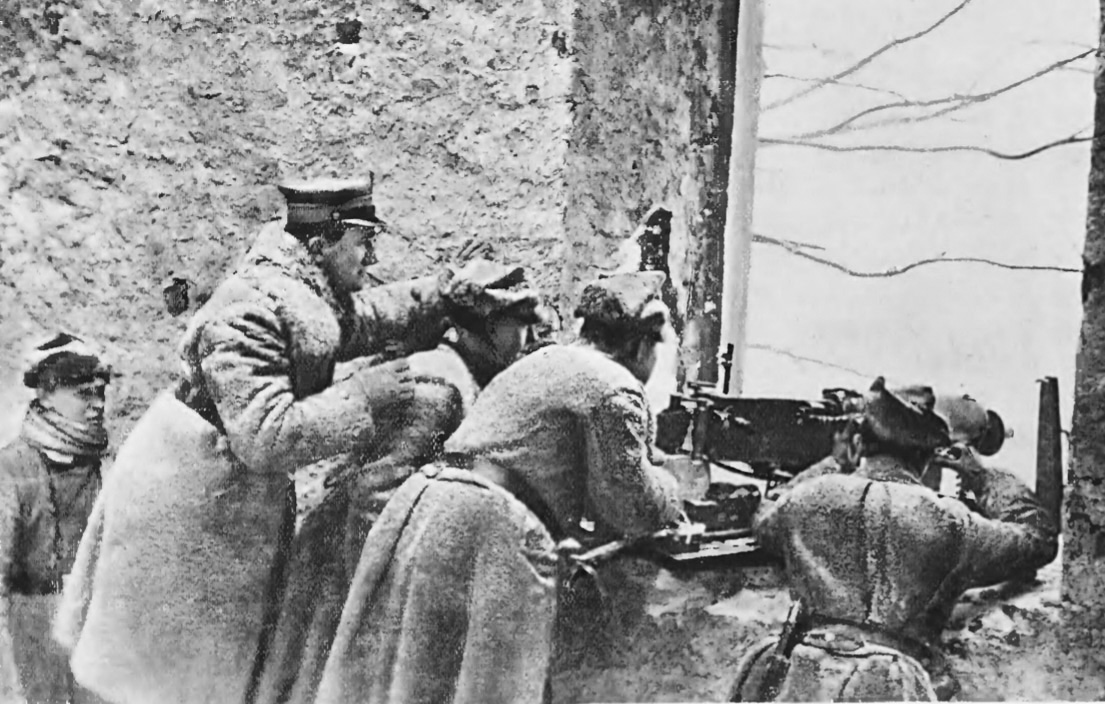
Karabin maszynowy na stanowisku na froncie wschodnim

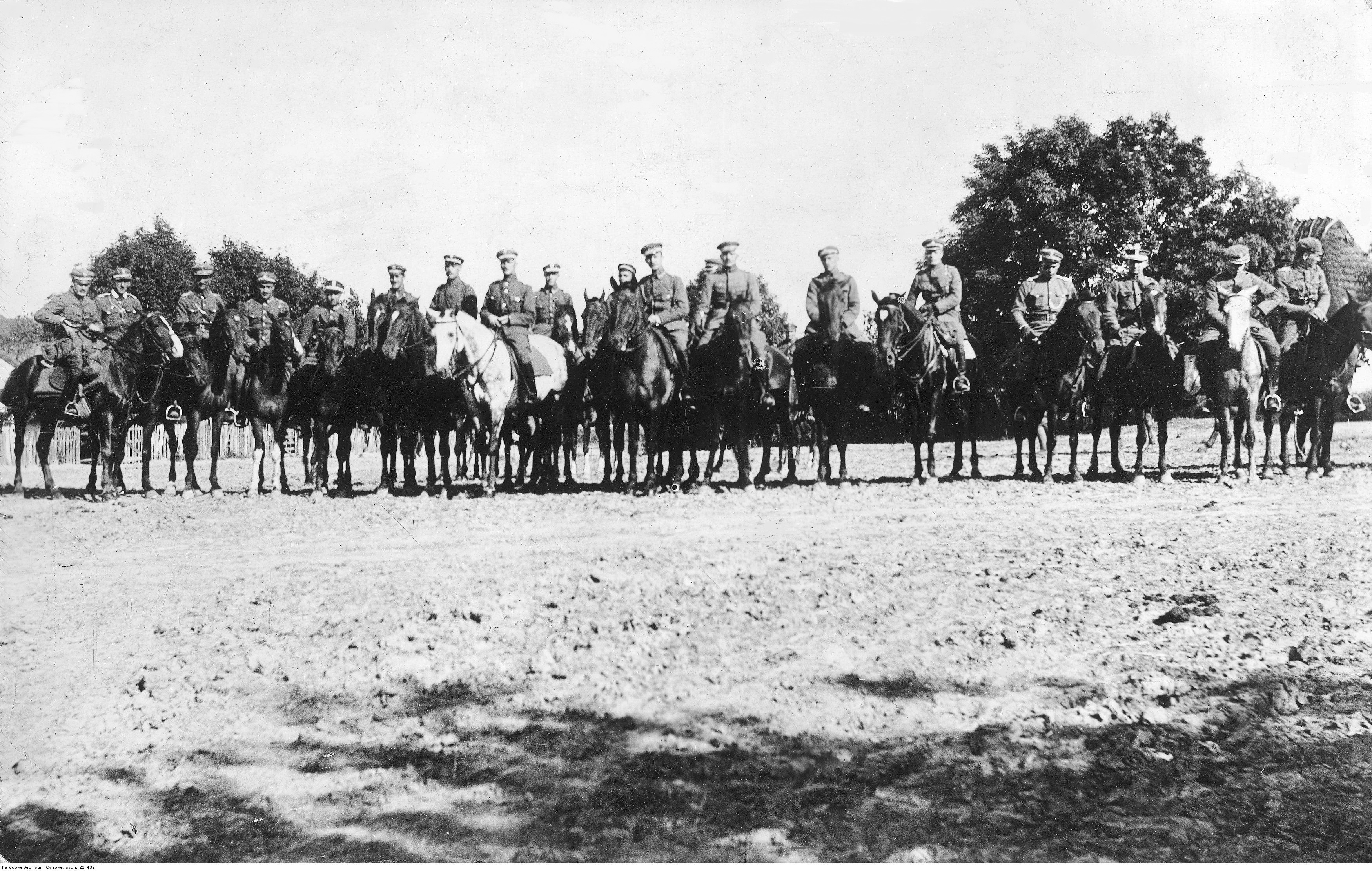
Kawaleria czasów wojny polsko-bolszewickiej

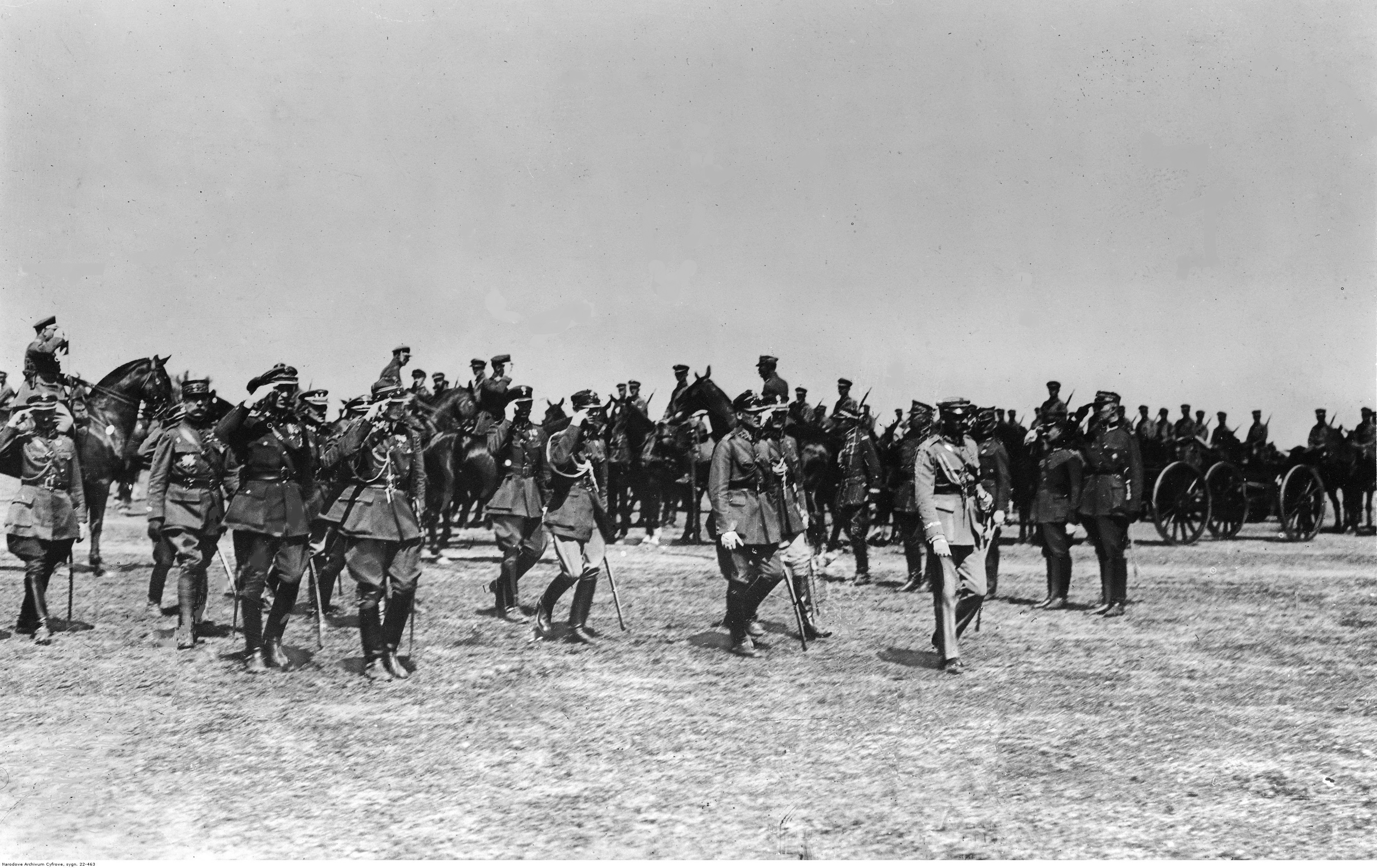
Marszałek Józef Piłsudski dokonuje przeglądu 1 Dywizjonu Artylerii Konnej

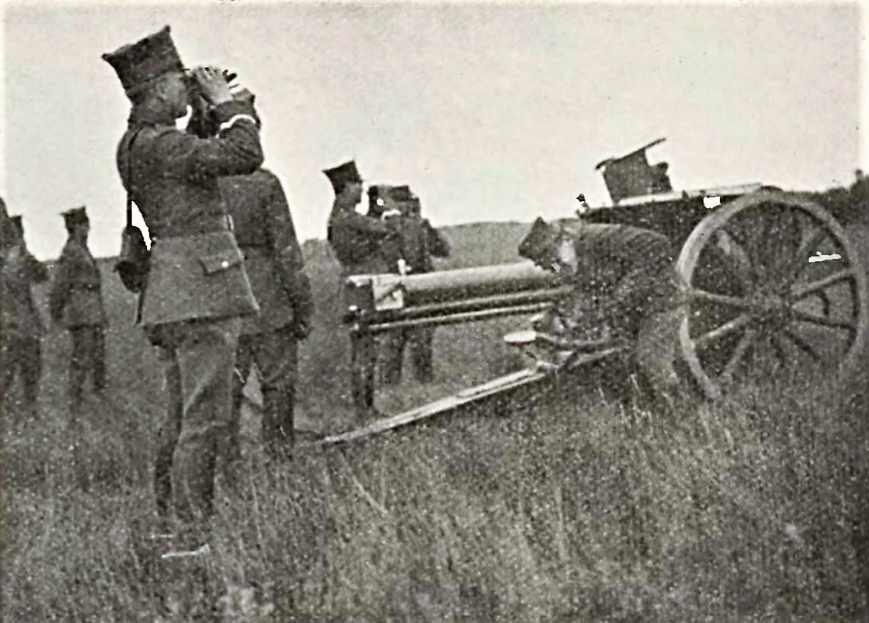
14 pap na poligonie w Biedrusku w 1919 r. Strzelanie ostre z armat włoskich 75 mm

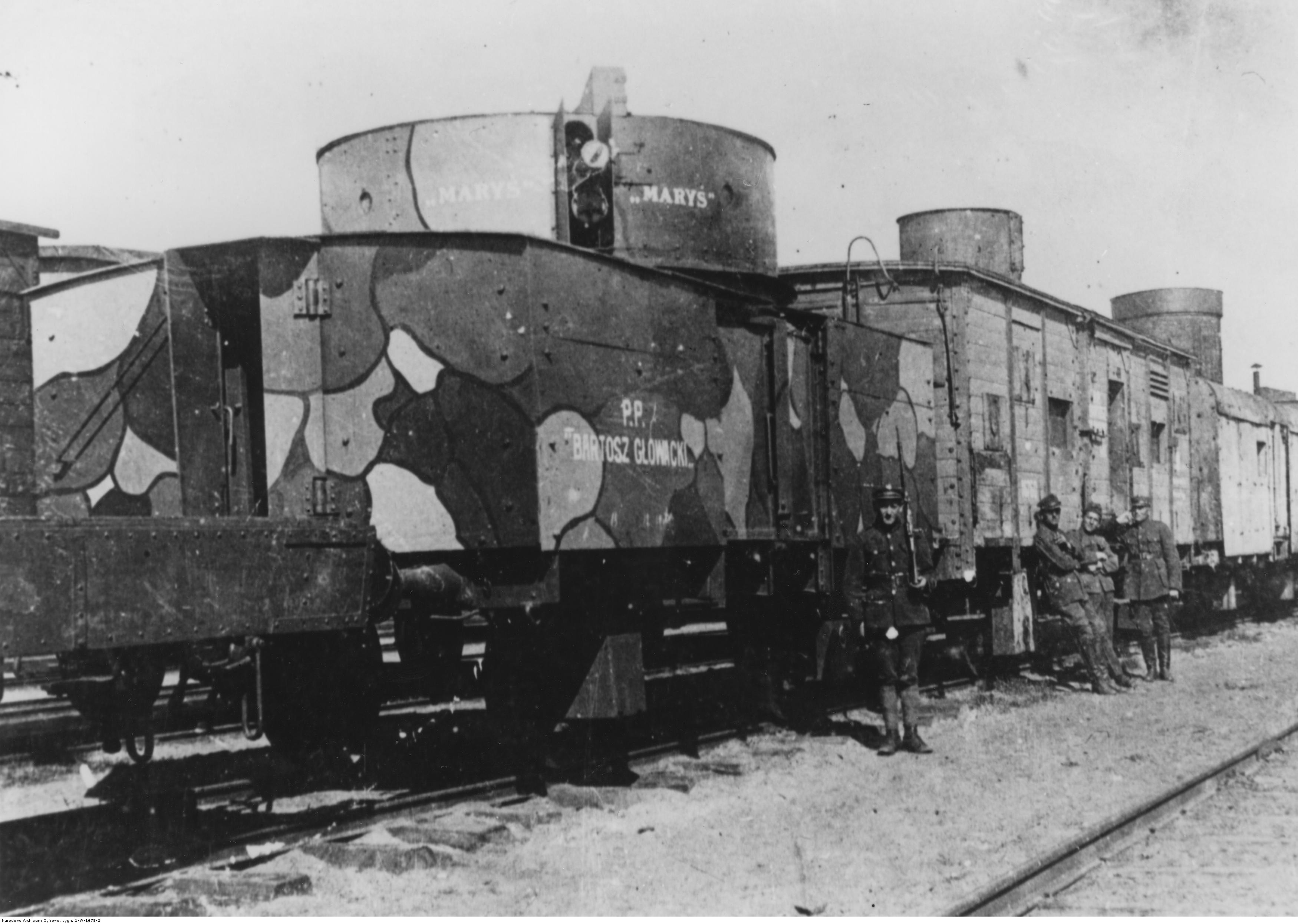
Pociąg pancerny "Bartosz Głowacki" w wojnie polsko-bolszewickiej

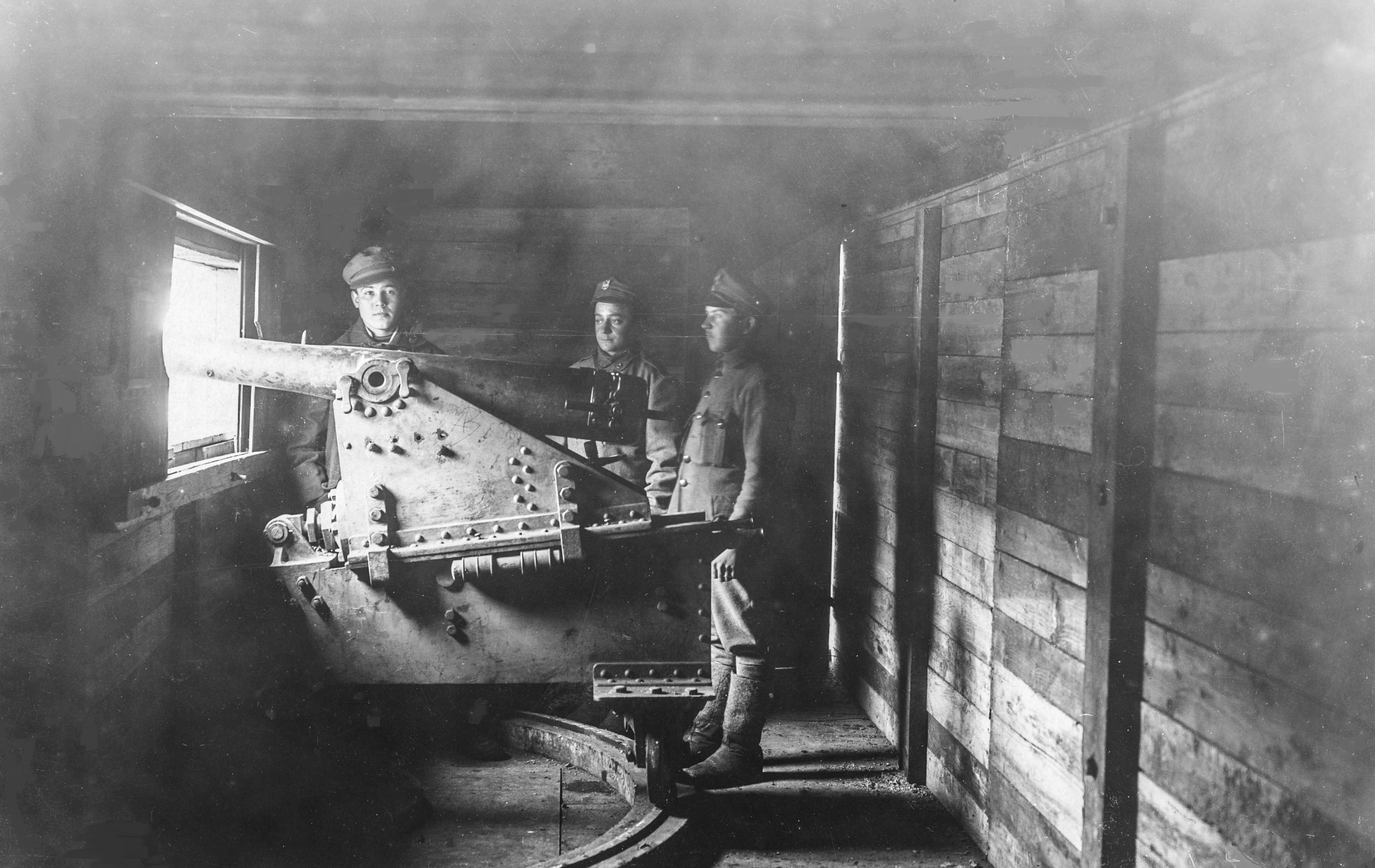
Wnętrze wagonu pociągu pancernego "Śmiały" – żołnierze przy armacie na stanowisku bojowym

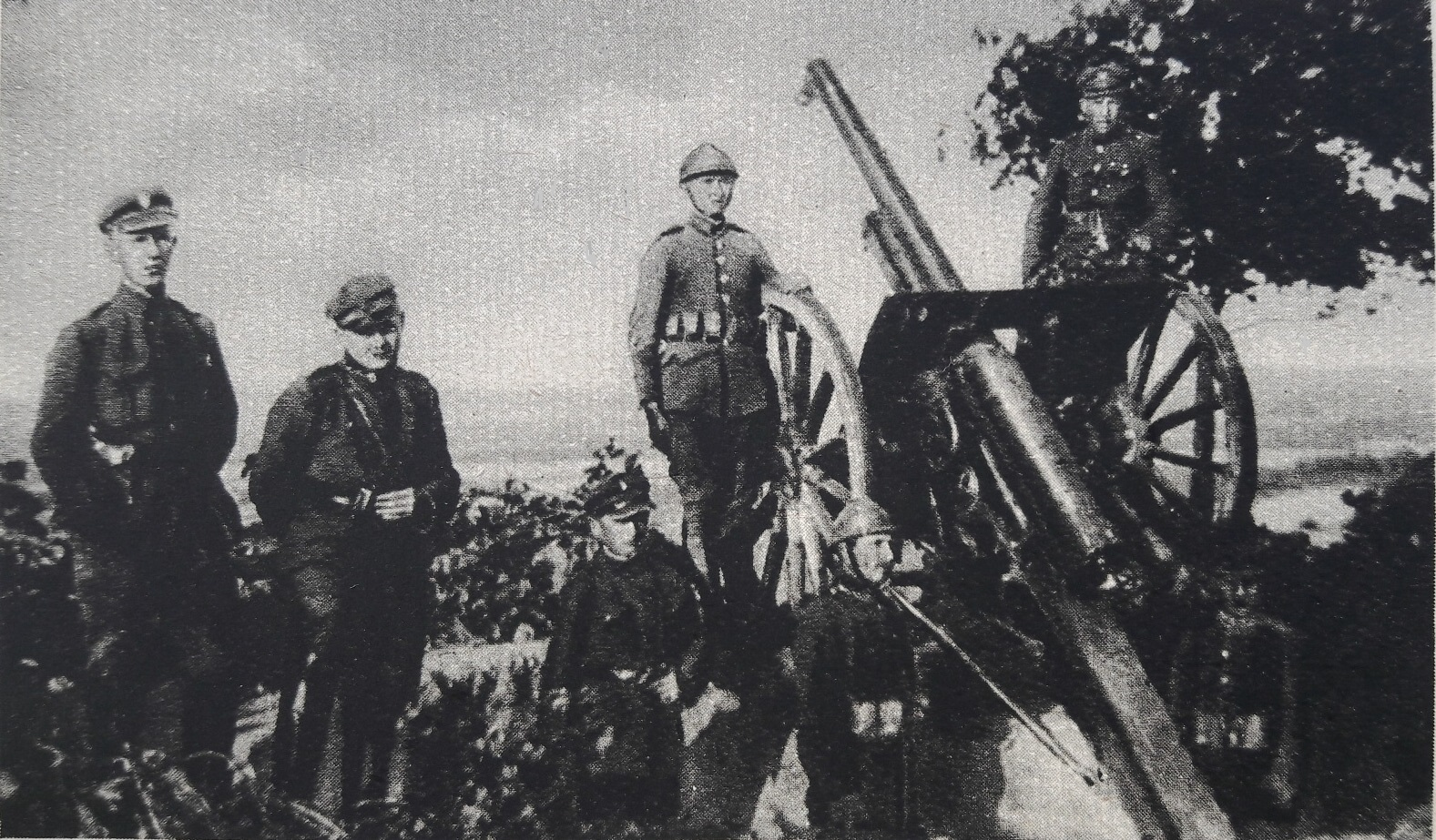
Polska artyleria przeciwlotnicza na Górze św. Włodzimierza pod Kijowem

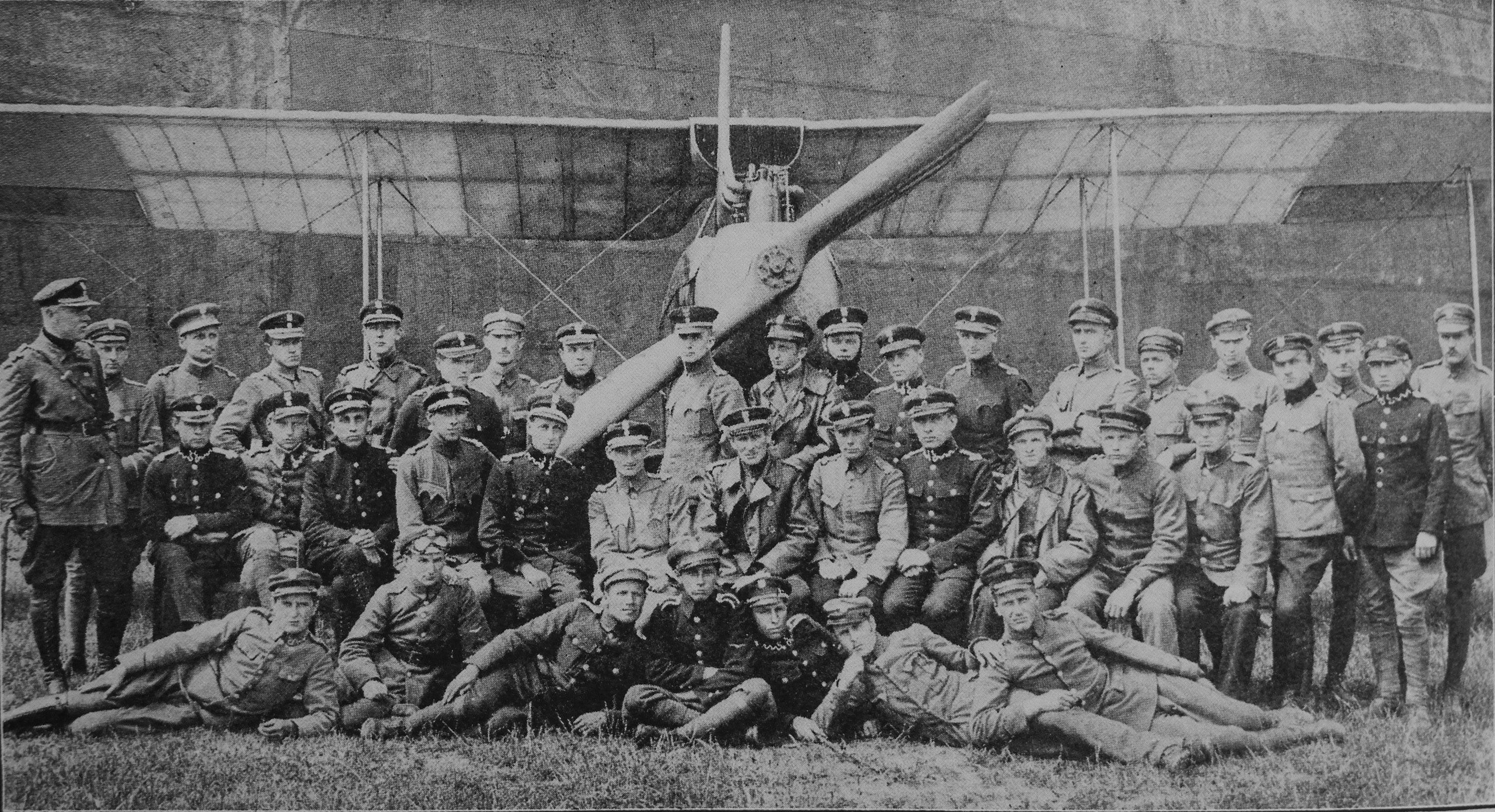
Krakowska Szkoła Pilotów w maju 1919 – dowództwo, instruktorzy i uczniowie

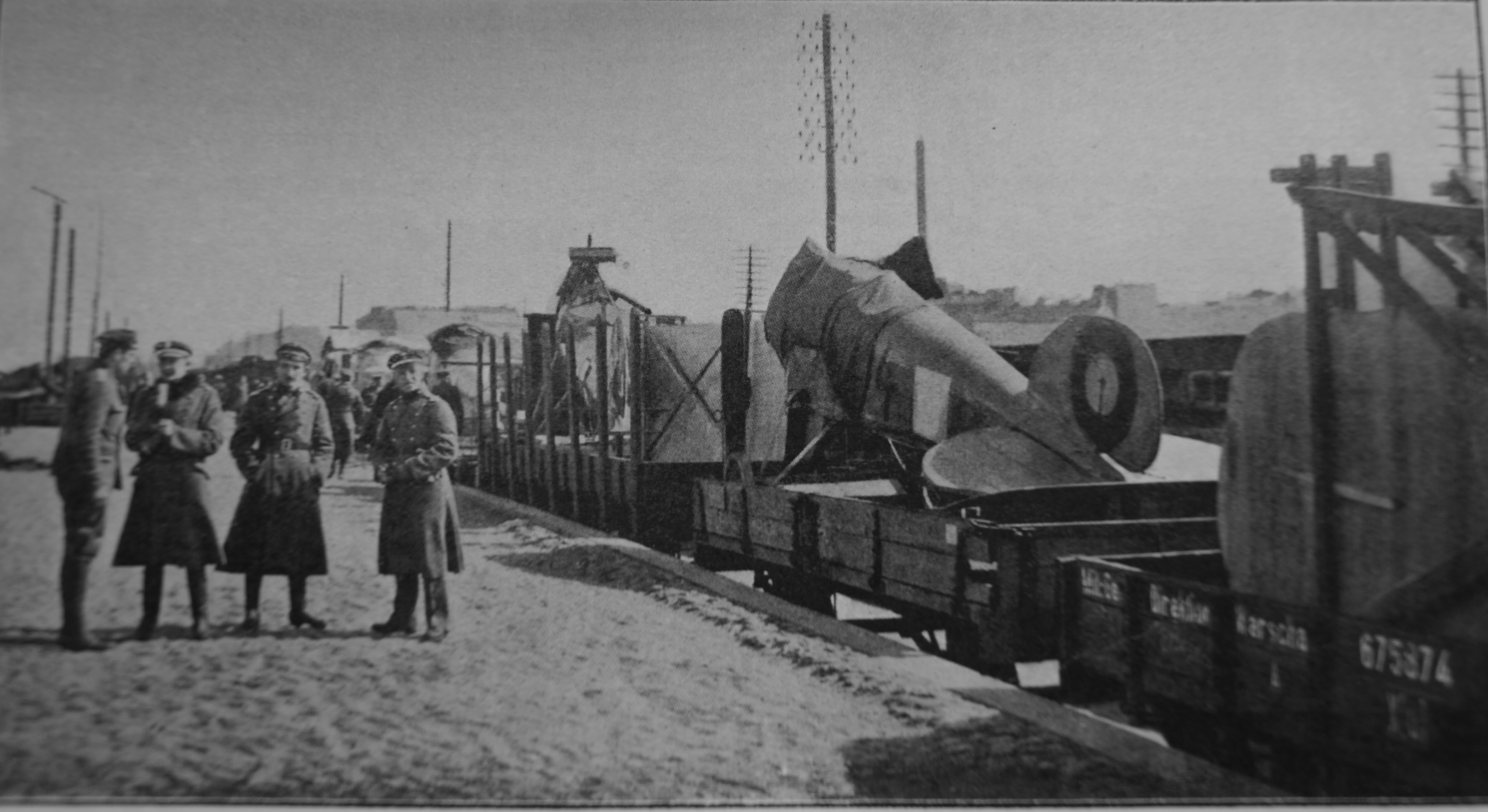
Odjazd 8 eskadry wywiadowczej na front w kwietniu 1919

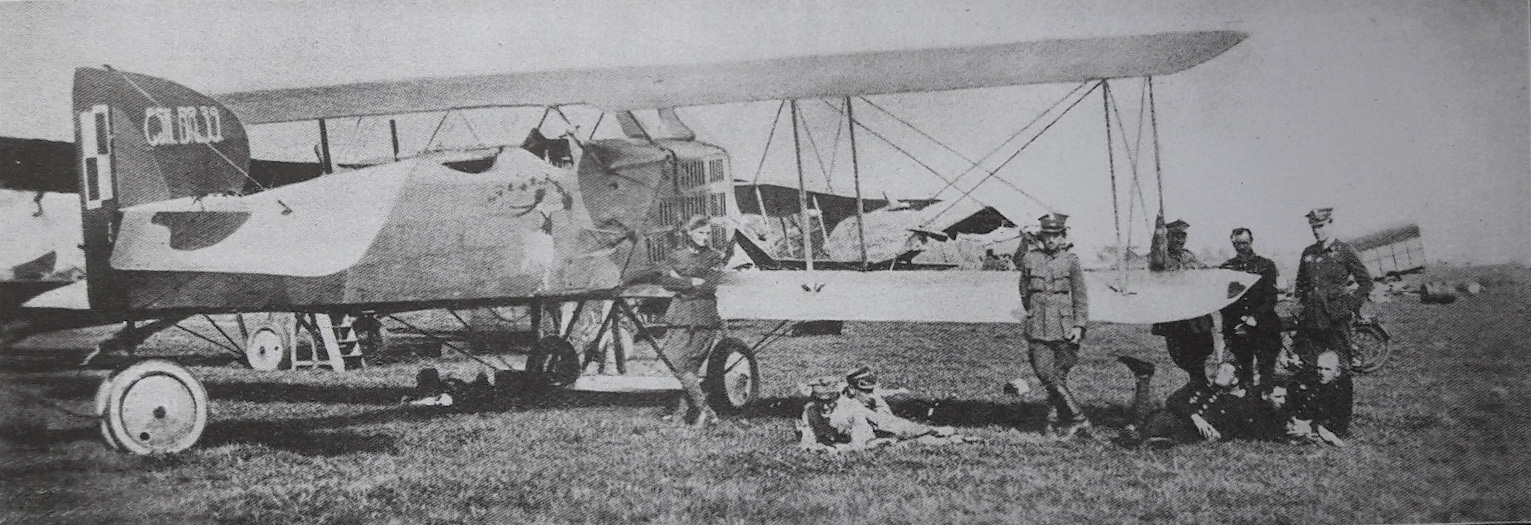
Lotnicy 16 eskadry wywiadowczej na pierwszym bojowym lotnisku w Kremeńczukach; kwiecień 1920

Wojsko Polskie w początkach funkcjonowania dzieliło się na bronie oraz rodzaje wojsk i służb. Do broni głównych zaliczone zostały piechota, jazda i artyleria. Do rodzajów wojsk zaliczono także wojska saperskie, marynarkę wojenną, lotnictwo oraz wojska łączności, kolejowe, samochodowe i taborowe, a także wojska etapowe, żandarmerię wojskową i Wojskową Straż Graniczną. Do marca 1921 funkcjonowały, zmieniające niekiedy nazwę, następujące służby: intendentury, uzbrojenia, sanitarna, weterynarii, sprawiedliwości, oświatowo-kulturalna, propagandowa, duszpasterska, geograficzna, poborowa oraz budownictwa i poczty polowej.

### Rodzaje wojsk (bronie)
Piechota
Piechota była najliczniejszą bronią główną. Jej najwyższym związkiem taktycznym była dywizja składająca się czterech pułków piechoty (dwie brygady piechoty) i posiadająca własny okręg uzupełnień. Struktura organizacyjna dywizji piechoty ustalona została rozkazem z 16 lipca 1919 i zmodyfikowana rozkazem z 28 marca 1920. Ponadto w skład dywizji wchodziła organiczna brygada artylerii w składzie pułku artylerii polowej i dywizjonu artylerii ciężkiej oraz batalion saperów, szwadron dragonów (strzelców konnych) i kompania telegraficzna. Dywizja liczyć miała w stanie żywieniowym około 650 oficerów, 19 700 podoficerów i szeregowców, 6500 koni i 2000 wozów. Brygada piechoty składała się z 2 pułków piechoty, a w skład pułku wchodziły 3 bataliony piechoty.
Jazda
Jazda zaliczana była do broni głównych. Obok jazdy samodzielnej od lutego 1919 przystąpiono do formowania oddziałów jazdy dywizyjnej.
Wczesną wiosną zdecydowano się na tworzenie Brygad Jazdy. Zaplanowano sformowanie pięciu brygad, ostatecznie zorganizowano dziewięć. W styczniu 1920 ujednolicono struktury jazdy. Wszystkie brygady miały składać się z 3 pułków jazdy i dywizjonu artylerii konnej. W połowie kwietnia polska jazda liczyła 20 500 żołnierzy. W operacjach przeciwko Armii Czerwonej jazdę łączono przejściowo w dywizje i grupy operacyjne.
Artyleria
Artyleria zaliczana była do broni głównych. Po pierwszym, żywiołowym okresie tworzenia pododdziałów artylerii, sformowano około 80 baterii o różnym składzie i uzbrojeniu; w drugim etapie, trwającym do maja 1919, baterie łączone w dywizjony. W lipcu zapadła decyzja o posiadaniu przez dywizję piechoty organicznej artylerii, występującej pod nazwą brygada artylerii. Do wiosny sformowano 18 brygad artylerii na potrzeby istniejących dywizji piechoty. Wraz z formowaniem brygad jazdy od lata 1919 przystąpiono do organizowania dywizjonów artylerii konnej. Początkowo utworzono 5 dywizjonów. W dyspozycji ND WP znajdowała się artyleria najcięższa.
Broń pancerna
Broń pancerna w Wojsku Polskim odgrywała rolę ograniczoną i nie występowała w formie jednorodnych struktur. W skład tej broni wchodziły czołgi, pociągi pancerne i samochody pancerne. Na bazie pułku czołgów przybyłych z „błękitną armią” zorganizowany został 1 pułk czołgów, wyposażony we czołgi Renault 17FT. Samochody pancerne były zgrupowanie w trzech dywizjonach samochodów pancernych i dwóch samodzielnych plutonach. Najważniejszą częścią składową polskiej broni pancernej były pociągi pancerne. W latach wojny powstało około 90 pociągów pancernych, zazwyczaj improwizowanych i o dość krótkiej służbie wojskowej.
Wojska inżynieryjno-saperskie
Wojska inżynieryjno-saperskie wchodziły organicznie w skład dywizji piechoty. Do końca sierpnia 1919 sformowano pułk inżynieryjny, pięć batalionów saperów, batalion mostowy, batalion maszynowy oraz plutony saperów w formowanych pułkach piechoty i jazdy. Od 21 czerwca bataliony saperów przydzielane dywizjom piechoty przejmą ich numerację.
Marynarka Wojenna
Marynarka Wojenna stanowiła specyficzny rodzaj wojsk, bowiem nie dysponowała morską flotą wojenną, a jedynie flotyllą rzeczną: Flotyllą Pińską i Flotyllą Wiślaną, ale nawet one nie występowały łącznie.
Lotnictwo
Lotnictwo odgrywało dość istotną rolę wśród rodzajów wojsk. Do maja 1919 zgromadzono 217 samolotów i innego sprzętu lotniczego. Tylko niewielka jego część nadawała się do latania. Rozkaz szefa SG WP z 20 grudnia 1918 powołał Dowództwo Wojsk Lotniczych oraz nakazał tworzenie grup lotniczych. Etat eskadry lotniczej początkowo przewidywał 6 samolotów. Do wiosny 1919 sformowano 11 eskadr, z których 10 wywiadowczych, a jedna łącznikowa. Dysponowały one zaledwie 32 sprawnymi samolotami.
1 lutego 1920 zreorganizowano lotnictwo frontowe i podzielono na 6 grup lotniczych (dywizjonów). Pogrupowane eskadry bojowe przydzielano poszczególnym armiom. 11 sierpnia 1920 dokonano kolejnej reorganizacji lotnictwa. Zlikwidowano dowództwa dywizjonów, a eskadry zostały bezpośrednio podporządkowane szefom lotnictwa frontów i armii.
Wojska łączności
Wojska łączności zaliczane były do rodzajów wojsk. Wraz z tworzeniem związków taktycznych piechoty, jazdy i artylerii, w ich składach powstawały kompanie łączności. Ponadto tworzone były plutony telefoniczne dla pułków piechoty. Sformowano też 10 kompanii telegraficznych ciężkich i tyleż kompanii telegraficznych parkowych z przeznaczeniem dla dowództw związków operacyjnych. W odwodzie ND WP znajdowały się też kompanie telegraficzne budowlane. Niemal równocześnie powstawały pododdziały radiotelegraficzne dla obsługi wojskowych radiostacji polowych. 5 września 1920 wprowadzono nową organizację formacji wojsk łączności. Utworzono 7 kompanii telegraficznych budowlanych, 9 kompanii telegraficznych ciężkich i 6 kompanii telegraficznych parkowych, a także 7 zapasowych kompanii telegraficznych oraz 6 szkolnych kompanii telegraficznych. Stan liczebny tych wojsk wynosił około 28 000 żołnierzy.
Wojska kolejowe
Wojska kolejowe zabezpieczały zaopatrywanie wojsk. Od lutego 1919 tworzono kombinowane kolejowe bataliony budowlano-ruchowe. W styczniu 1920 funkcjonowało 6 takich batalionów. Ponadto w podległości MSWojsk. znajdowały się 3 bataliony zapasowe, batalion szkolny oraz kompania zapasowa formacji specjalnych. Od wiosny 1920 do istniejących batalionów kolejowych i batalionów budowlano-ruchowych dodano po dwie kompanie, uznając je za bataliony pierwszej linii. Do wojsk operacyjnych włączono też 3 samodzielne kompanie drugiej linii.
Wojska samochodowe
Wojska samochodowe dysponowały pododdziałami wchodzącymi w skład formacji frontowych. Utworzono 10 dywizjonów samochodowych, składających się z kolumn samochodowych. Dywizjony nie były sztywno podporządkowane poszczególnym armiom. Łącznie w Wojsku Polskim miało znajdować się 63 kolumny samochodowe, w tym 24 kolumny samochodów ciężarowych, 5 samochodów osobowych, 4 samochodów sanitarnych, 4 samochodów pancernych, 3 zapasowe, 2 szkolne i 21 kolumn bliżej nieokreślonych. W skład wojsk samochodowych wchodziły ponadto: 2 oddziały motocyklowe, park samochodowy, pluton samochodowy, rezerwa samochodowa NDWP, 3 składy samochodowe, szkoła kierowców samochodowych i 8 warsztatów.
Wojska taborowe
Wojska taborowe zapewniały transport między magazynami centralnymi i związkami operacyjnymi a związkami taktycznymi oraz w ramach związków taktycznych i oddziałów. Podstawą były tabory konne zorganizowane w kolumny taborowe. Ich liczbę ocenia się na około 100.
Żandarmeria wojskowa
Żandarmeria wojskowa funkcjonowała zarówno na zapleczu, w strefie przyfrontowej i frontowej. 15 maja 1919 zreorganizowano żandarmerię DOGen. Każdemu okręgowi którym przydzielono od 7 do 12 plutonów. Dla wojsk operacyjnych i etapowych utworzono żandarmerię polową; podległa ona ND WP. Jej pododdziałami były plutony występujące na szczeblu związku taktycznego lub twierdzy oraz rozmieszczone w powiatach podległych Dowództwom Okręgów Etapów.
Wojska etapowe
Wojska etapowe były ogniwem pośrednim między wojskami tworzonymi na zapleczu kraju a uczestniczącymi w działaniach wojennych. Od 1 maja 1919 likwidacji uległy punkty etapowe podległe MSWojsk., a w strefie frontowej przeszły w podporządkowanie ND WP. Dowództwa okręgów etapowych dysponowały batalionami etapowymi czasowo łączonymi w brygady etapowe. Łącznie sformowano 40 batalionów etapowych. W poszczególnych armiach były to najczęściej 2-3 brygady etapowe. W końcowym etapie wojny w samych tylko batalionach etapowych znajdowało się około 30 000 tys. żołnierzy. W wyniku demobilizacji wojska etapowe zostały rozwiązane.
Wojskowa Straż Graniczna/Strzelcy Graniczni
Wojskowa Straż Graniczna była formacją podległą MSWojsk., przeznaczoną do ochrony i obrony granicy państwowej z Niemcami i częściowo z Litwą. Jej pułki wzięły udział w wojnie polsko-sowieckiej.

### Służby
Intendentura
Intendentura odgrywała najważniejszą rolę wśród służb Wojska Polskiego. Miano intendentury nosił tylko pion intendentury polowej, a w literaturze przedmiotu wydziela się takie człony jak: zaopatrywanie wojsk w żywność, umundurowanie, uposażenie, pasza dla koni i materiały pędne oraz smary.
Służba uzbrojenia
Służba uzbrojenia zapewniała zaopatrzenie zarówno wojsk operacyjnych, jak i tyłowych w broń i amunicję. Na szczeblu armii znajdował się park uzbrojenia armii, kompanie parkowe, a także warsztaty uzbrojenia o numerze takim samym jak macierzysta armia. Dysponowano także specjalnymi pociągami amunicyjnymi. W związku taktycznym znajdowały się parki uzbrojenia oraz warsztaty uzbrojenia. W oddziałach i pododdziałach nie było już jednak przedstawicieli tej służby. Uzbrojenie i amunicja dostarczane były do oddziałów przez czołówki wystawiane przez parki uzbrojenia dywizji.
Służba sanitarna
Służba sanitarna rozpoczęła swoją działalność jeszcze przed oficjalnym powstaniem odrodzonego Wojska Polskiego. Jej podstawowym problemem był niedobór kadr medycznych, wyposażenia oraz medykamentów. Do wojska powołano wszystkich lekarzy (w tym lekarki), studentów i studentki medycyny oraz osoby legitymujące się przeszkoleniem sanitarnym w wieku 17-50 lat. Uzupełnienie wyposażenia medycznego starano się rozwiązywać poprzez zakupy zagraniczne. 29 października 1919 r. dokonano podziału zakładów sanitarnych na stałe i ruchome (polowe). Pierwsze podporządkowane były DOGen., drugie podlegały dowództwom związków operacyjnych.
Służba weterynaryjna
Służba weterynaryjna należała do ważniejszych służb Wojska Polskiego z uwagi na dużą liczbę wykorzystywanych przez wojsko koni. Szefowie służby weterynaryjnej funkcjonowali w strukturach kwatermistrzostwa związków operacyjnych oraz przy dowództwach związków taktycznych piechoty i jazdy. Jednocześnie powstały armijne składnice weterynaryjne i szpitale koni o numeracji tych związków operacyjnych, zaś przy dywizjach piechoty i brygadach jazdy – szpitale dla koni o numeracji odpowiadającej macierzystej formacji.
Służba sprawiedliwości
Służba sprawiedliwości zapewniała obsługę prawną instytucji centralnych i jednostek wojska. 1 lutego 1919 ogłoszona została ustawa powołująca sądy wojskowe, w tym sądy pułkowe, sądy przy DOGen. i Naczelny Sąd Wojskowy. Powoływano też prokuraturę wojskową, w tym Naczelnego Prokuratora WP, a także ustanawiano oficerski korpus sądowy. Naczelnym prokuratorem wojskowym został szef Departamentu Wojskowo-Prawnego. Sukcesywnie ukazywały się kolejne dokumenty normatywne dla tej służby.
Służba oświatowo-kulturalna
Służba oświatowo-kulturalna sprawowała opiekę nad życiem kulturalnym żołnierzy. Kierownicy oświatowi prowadzili Żołnierskie Szkoły Nauczania Początkowego, biblioteki żołnierskie oraz kolportowali książki i pisma wojskowe. Od lata 1919 rozpoczęto tworzenie struktur służby oświatowo-kulturalnej także w formacjach frontowych. Od początku 1920 kierownicy oświatowi prowadzili gospodarkę materiałową i finansową w obszarze swej służby.
Służba propagandowa
Służba propagandowa w zasadzie oddziaływała przede wszystkim na formacje frontowe, a jej zadaniem było stworzenie żołnierza o wysokim morale, gotowego do walki o zachowanie niepodległości i suwerenności państwa oraz o kształt jego granic.
Służba duszpasterska
Służba duszpasterska zapewniała żołnierzom obsługę duszpasterską. W listopadzie 1918 utworzony został w Wojsku Polskim Konsystorz Polowy, a w jego skład weszli szefowie sekcji wyznania katolickiego, greckokatolickiego, protestanckiego, prawosławnego i mojżeszowego. W marcu 1919 w miejsce Konsystorza Polowego powołano Kurię Biskupią jako biskupstwo polowe dla wyznania rzymskokatolickiego, na czele z ks. bp. Stanisławem Gallem, a 1 kwietnia utworzono Sekcję Religijno-Wyznaniową dla Wyznań Niekatolickich. Jesienią 1919 Przy NDWP utworzono Urząd Duszpasterstwa ND. Był to organ wspólny dla wyznań katolickich i niekatolickich. W lutym 1920 Urząd Duszpasterstwa podporządkowany został Generalnemu Inspektorowi Służb.
Służba geograficzna
Służba geograficzna zapewniała wojskom mapy i szkice. Ponadto prowadziła aktualizację map wydanych przez armie byłych państw rozbiorowych, głównie niemieckich i austro-węgierskich. Od 8 stycznia 1919 funkcjonowała strukturach MSWojsk. pod nazwą Instytut Wojskowo-Geograficzny. Komórki kartograficzne znajdowały się ponadto w sztabach niektórych związków operacyjnych. W lutym IWG został usamodzielniony i włączony w skład Sztabu Generalnego.
Służba poborowa
Służba poborowa odpowiedzialna była za dostarczanie rekruta do wojsk. Pod koniec grudnia 1918 wydana została przez MSWojsk. Tymczasowa instrukcja dla władz poborowych, która regulowała zasady prowadzenia poboru oraz ustanawiała kompetencje tej służby. 25 października 1919 dokonano reorganizacji aparatu zaciągowego do wojska. Wprowadzono jednolite zasady prowadzenia poboru oraz zasadę, iż każda Powiatowa Komenda Uzupełnień będzie odpowiedzialna za dostarczanie rekruta dla wydzielonego pułku piechoty. Powołano 52 nowe powiatowe placówki poborowe i od tej pory funkcjonowało ich 110.
Służba budownictwa
Służba budownictwa przejmowała i zagospodarowywała obiekty wojskowe pozostawionych po armiach państw zaborczych. Pod koniec czerwca 1919 powołano urząd Inspektora Budynków Wojskowych, któremu służba podlegała.
Służba poczty polowej
Służba poczty polowej powołana została 4 lutego 1919 i składała się z Centralnego Zarządu Poczt Polowych w Warszawie, Głównej Poczty Polowej w Warszawie i ekspozytur w Przemyślu, Lwowie i Lublinie. Funkcjonowała w strukturach wojsk frontowych i etapowych. Zapewniała między innymi możliwość kontaktu listowego żołnierzy na froncie z rodzinami i znajomymi w głębi kraju i tym samym utrzymywała pożądany stopień morale żołnierzy.
Obozy jenieckie
Obozy jenieckie – Wydział Jeńców Departamentu I od wiosny 1919 podlegały MSWojsk. W wojskach operacyjnych za sprawy jenieckie odpowiadał Główny Kwatermistrz SGND WP poprzez Sekcję Jeńców Oddziału Materiałowego. Od jesienią 1919 przy dowództwach frontów powstały Inspektoraty Punktów Zbornych i Obozów Jenieckich, podporządkowane kwatermistrzowi frontu. Podlegały im kompanie robocze jeńców. Ponadto w sztabach frontów, w ramach Oddziału IV, usytuowane zostały Referaty do Spraw Jeńców. Pod koniec 1919 funkcjonowało pięć obozów jenieckich: w Strzałkowie, Wadowicach, Łańcucie, Pikulicach i Brześciu nad Bugiem oraz trzy obozy dla internowanych: w Dąbiu, Dęblinie i Modlinie. Od wiosny do jesieni 1920 tworzone były tymczasowe obozy jenieckie na Ukrainie. Na ewidencję obozów jenieckich i w innych miejscach ich przetrzymywania przebywało jesienią 1920 około 105 000 jeńców z Armii Czerwonej.

## Polska administracja wojskowa

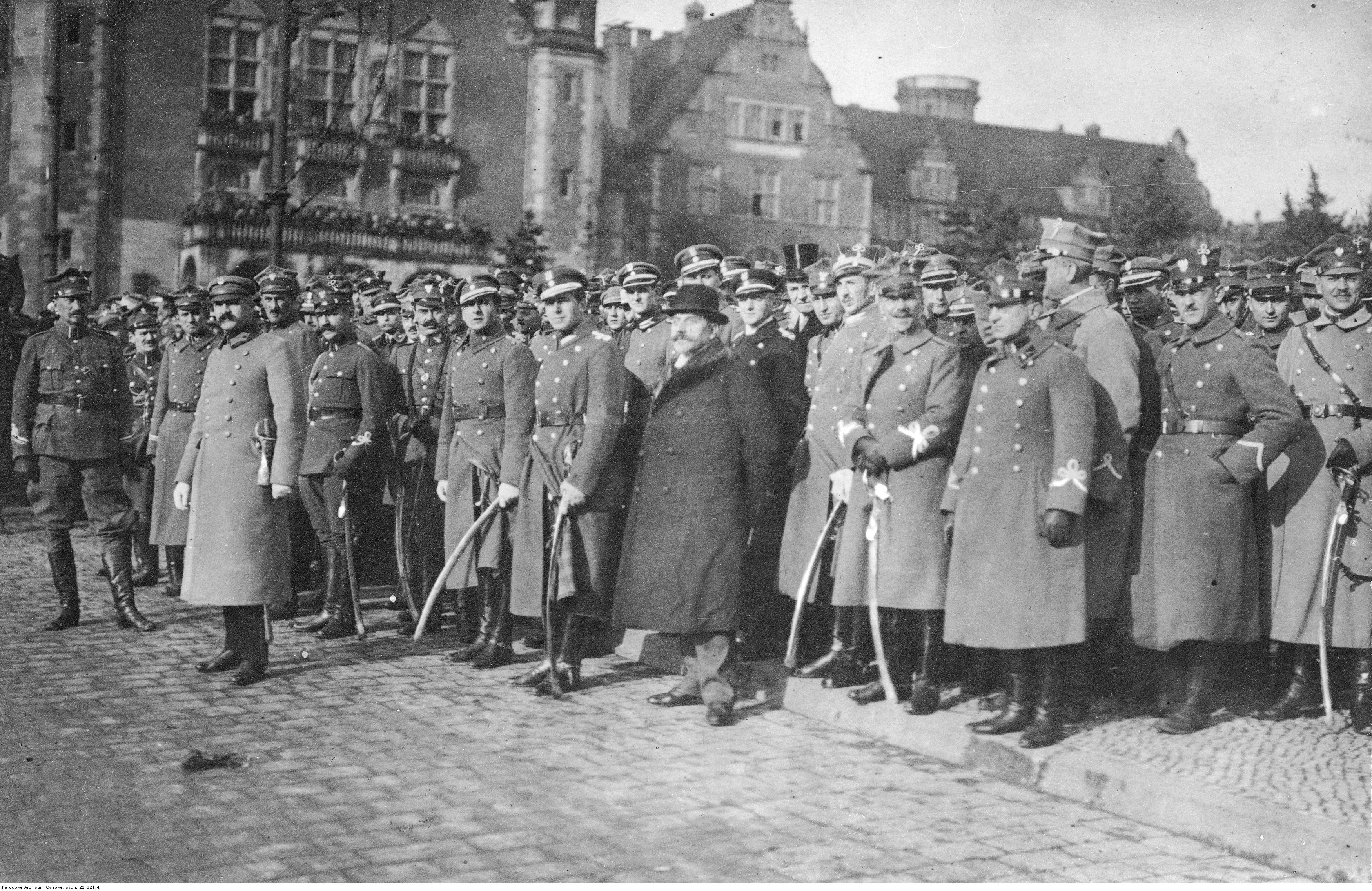
Wizyta Naczelnika Państwa Józefa Piłsudskiego w Poznaniu 27.X.1919

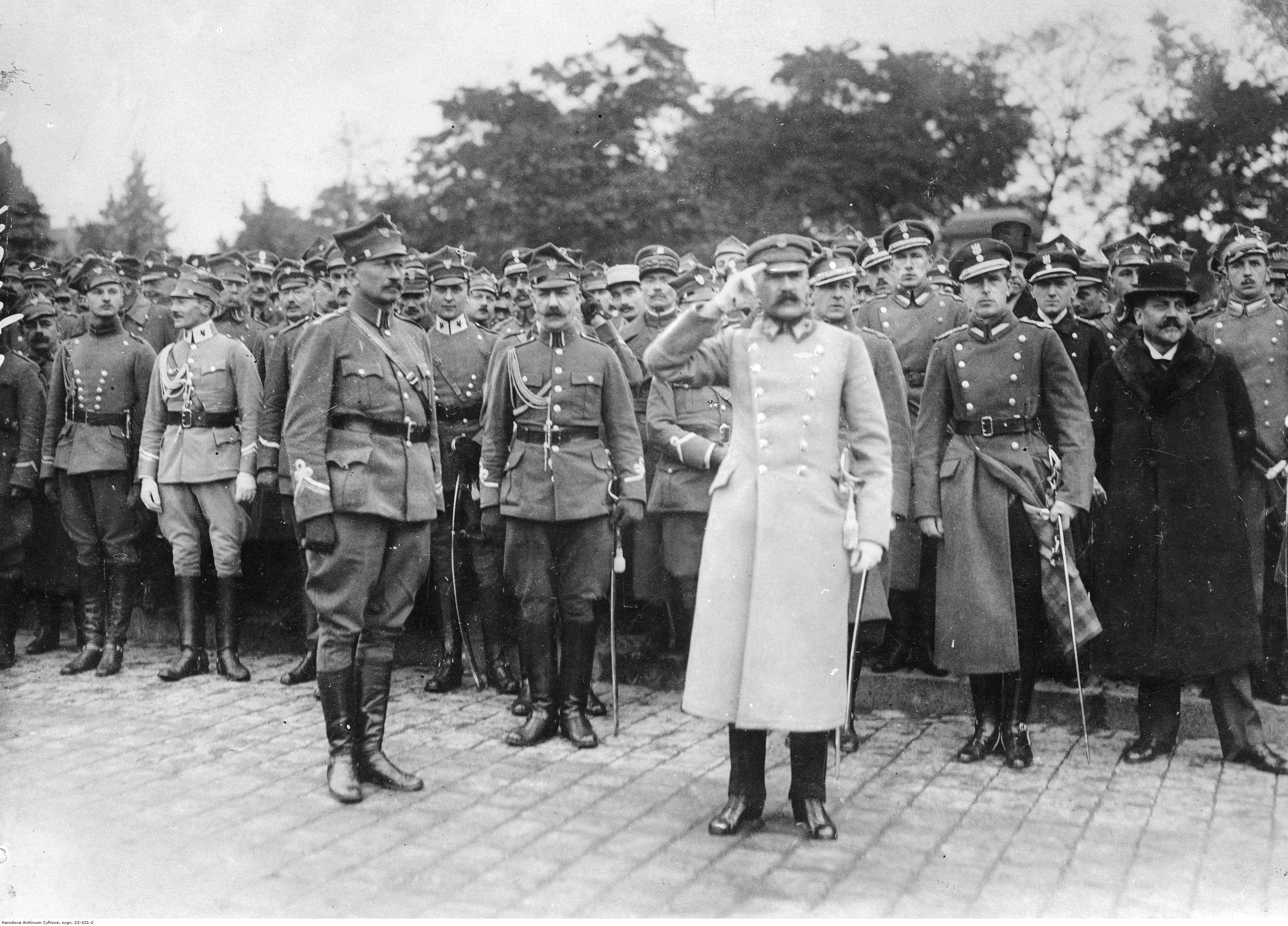
Naczelnik Państwa Józef Piłsudski w otoczeniu oficerów wojsk wielkopolskich odbiera defiladę; Poznań 27.X.1919

Struktura terenowej administracji wojskowej wprowadzona została 17 listopada 1918. Została ona podporządkowana Ministerstwu Spraw Wojskowych i składała się początkowo z pięciu Dowództw Okręgów Generalnych. Były to DOGen. w Warszawie, Lublinie, Kielcach, Łodzi i Krakowie. DOGen. I Warszawa składał się z okręgów wojskowych: warszawskiego, siedleckiego, ciechanowskiego i łomżyńskiego. W skład DOGen. II Lublin wchodziły okręgi wojskowe: lubelski i bielsko-podlaski. DOGen. III Kielce to okręgi radomski, kielecki, piotrkowski i częstochowski. DOGen. IV Łódź nadzorowało okręgi wojskowe: łódzki, kaliski, łowicki i włocławski. Do DOGen. V Kraków włączono okręgi wojskowe: krakowski i przemyski, a kilka dni później dołączono do niego OW: śląski, podhalański, tarnowski, wadowicki, rzeszowski i będziński.
W następnych miesiącach powstawały kolejne dowództwa okręgów generalnych. 29 grudnia utworzone został DOGen. Wilno, 5 czerwca 1919 DOGen. Lwów, 13 sierpnia DOGen. Pomorze z siedzibą w Inowrocławiu, a następnie Grudziądzu, 21 sierpnia DOGen. Poznań, 28 listopada DOGen. Grodno, 5 lipca 1920 DOGen. Równe z siedzibą w Kowlu, które to przestało funkcjonować już pod koniec tego miesiąca. Było to ostatnie DOGen. powstałe jeszcze w okresie wojny polsko-bolszewickiej
Dowództwo okręgu generalnego składało się początkowo z dowódcy i sztabu, w którego skład wchodziło 10 oddziałów i referat polityczny. Ten ostatni nadzorował prowadzenie wywiadu ofensywnego oraz kontrwywiadu na obszarze swej odpowiedzialności. Od kwietnia 1919 przy wszystkich DOGen. powstały wydziały artylerii. 7 lipca 1919 nastąpiła reorganizacja dowództw OGen. Zarządzeniem MSWojsk. zniesiono Dowództwa Okręgów Wojskowych i wprowadzono jednolity schemat organizacyjny. Od tej daty w skład DOGen. wchodziło dowództwo (dowódca i zastępca) oraz sztab liczący 15 oddziałów, 4 szefostwa i grupa oficerów inspekcyjnych. Ci ostatni mieli sprawować nadzór nad formowaniem i szkoleniem oddziałów piechoty i jazdy oraz podlegały im szkoły podoficerskie tych broni.
Kolejnej reorganizacji administracji wojskowej dokonano w czerwcu 1920. Zmniejszono liczbę DOGen. do dziewięciu. Pozostały: DOGen. I Warszawa, II Lublin, III Kielce, IV Łódź, V Kraków, VI Lwów, VII Poznań, VIIII Pomorze i IX Grodno. Odtąd sztab DOGen. składał się z 8 wydziałów, 5 oddziałów i 3 inspektoratów okręgowych. W pokojowej strukturze Wojska Polskiego zlikwidowano dowództwa Okręgów Generalnych., a na ich miejsce powołano 10 dowództw Okręgów Korpusów.
| Dowództwo Okręgu Generalnego | Dowódcy OGen.                                                                                              | Okręgi wojskowe    |
| ---------------------------- | --- | ------------------ |
| DOGen. nr I Warszawa         | gen. Kazimierz Sosnkowski gen. Karol Trzaska-Durski gen. Wacław Iwaszkiewicz                               | OW Warszawa        |
| DOGen. nr I Warszawa         | gen. Kazimierz Sosnkowski gen. Karol Trzaska-Durski gen. Wacław Iwaszkiewicz                               | OW Siedlce         |
| DOGen. nr I Warszawa         | gen. Kazimierz Sosnkowski gen. Karol Trzaska-Durski gen. Wacław Iwaszkiewicz                               | OW Ciechanów       |
| DOGen. nr I Warszawa         | gen. Kazimierz Sosnkowski gen. Karol Trzaska-Durski gen. Wacław Iwaszkiewicz                               | OW Łomża           |
| DOGen. nr II Lublin          | płk Edward Śmigły-Rydz gen. Bronisław Babiański                                                            | OW Lublin          |
| DOGen. nr II Lublin          | płk Edward Śmigły-Rydz gen. Bronisław Babiański                                                            | OW Bielsk Podlaski |
| DOGen. III Kielce            | gen. Wacław Iwaszkiewicz gen. Bolesław Olszewski gen. Bolesław Roja                                        | OW Radom           |
| DOGen. III Kielce            | gen. Wacław Iwaszkiewicz gen. Bolesław Olszewski gen. Bolesław Roja                                        | OW Kielce          |
| DOGen. III Kielce            | gen. Wacław Iwaszkiewicz gen. Bolesław Olszewski gen. Bolesław Roja                                        | OW Piotrków        |
| DOGen. III Kielce            | gen. Wacław Iwaszkiewicz gen. Bolesław Olszewski gen. Bolesław Roja                                        | OW Częstochowa     |
| DOGen. IV Łódź               | gen. Jan Romer gen. Aleksander Osiński gen. Kajetan Olszewski gen. Bolesław Roja gen. Władysław Frankowski | OW Łódź            |
| DOGen. IV Łódź               | gen. Jan Romer gen. Aleksander Osiński gen. Kajetan Olszewski gen. Bolesław Roja gen. Władysław Frankowski | OW Kalisz          |
| DOGen. IV Łódź               | gen. Jan Romer gen. Aleksander Osiński gen. Kajetan Olszewski gen. Bolesław Roja gen. Władysław Frankowski | OW Łowicz          |
| DOGen. IV Łódź               | gen. Jan Romer gen. Aleksander Osiński gen. Kajetan Olszewski gen. Bolesław Roja gen. Władysław Frankowski | OW Włocławek       |
| DOGen. V Kraków              | gen. Emil Gołogórski gen. Antoni Szymon                                                                    | OW Kraków          |
| DOGen. V Kraków              | gen. Emil Gołogórski gen. Antoni Szymon                                                                    | OW Przemyśl        |
| DOGen. V Kraków              | gen. Emil Gołogórski gen. Antoni Szymon                                                                    | OW Śląsk           |
| DOGen. V Kraków              | gen. Emil Gołogórski gen. Antoni Szymon                                                                    | OW Podhale         |
| DOGen. V Kraków              | gen. Emil Gołogórski gen. Antoni Szymon                                                                    | OW Tarnów          |
| DOGen. V Kraków              | gen. Emil Gołogórski gen. Antoni Szymon                                                                    | OW Wadowice        |
| DOGen. V Kraków              | gen. Emil Gołogórski gen. Antoni Szymon                                                                    | OW Rzeszów         |
| DOGen. V Kraków              | gen. Emil Gołogórski gen. Antoni Szymon                                                                    | OW Będzin          |
| DOGen. Wilno                 | |                    |
| DOGen. nr VI Lwów            | gen. Robert Lamezen-Salins gen. Emil Gołogórski                                                            |                    |
| DOGen. VIII Pomorze          | gen. Stefan Mokrzecki gen. Bolesław Roja gen. Zygmunt Zieliński                                            |                    |
| DOGen. nr VII Poznań         | gen. Zygmunt Zieliński gen. Kazimierz Raszewski                                                            |                    |
| DOGen. nr IX Grodno          | gen. Adam Mokrzecki                                                                                        |                    |
| DOGen. Równe                 | |                    |

## Kadra Wojska Polskiego
Kadra odradzającego się Wojska Polskiego stanowiła zlepek ludzi o różnym rodowodzie, wykształceniu wojskowym i ogólnym, doświadczeniu bojowym, wychowanych na różnych tradycjach i doktrynach wychowawczych. Rekrutowała się z byłych armii państw zaborczych, z Legionów Polskich, Polskiej Organizacji Wojskowej oraz z innych formacji polskich walczących na frontach I wojny światowej. Nie stanowiła monolitu. W tej sytuacji dochodziło w niej do wielu waśni i nieporozumień, i to niekiedy w ramach tego samego oddziału. Szczególnie konfliktorodny był podział na kadrę z byłych armii rozbiorowych i legionistów. Od połowy 1919 to także absolwenci polskich wojennych szkół oficerskich i podoficerskich. Początkowo rekrutowała się z zaciągu ochotniczego, a od stycznia 1919 podlegała również poborowi. Zarządzono pobór oficerów rezerwy z roczników 1896–1901 oraz wszystkich lekarzy medycyny i weterynarii do 35 roku życia.

### Weryfikacja kadry
Sprawami weryfikacji stopni wojskowych zajmowały się komisje weryfikacyjne. Najwięcej generałów zgłaszało się do szeregów Wojska Polskiego ze stanu nieczynnego z byłych armii zaborczych. Uznane zostały też awanse generalskie nadane przez ND Wojsk Wielkopolskich.
Pierwszą decyzją Ogólnej Komisji Weryfikacyjnej z 26 lutego 1920 nadano stopień pierwszego marszałka Polski Józefowi Piłsudskiemu. Pierwszym na stopień generała broni awansowany został Stanisław Szeptycki i kolejno generałowie Józef Haller i Józef Dowbor-Muśnicki. Zweryfikowano też kandydatów na stopień generała porucznika, nadając go 30 generałom i 113 generałom podporucznikom. Na 24 maja 1920 w Wojsku Polskim służyło 267 generałów, w tym 11 generałów broni, 71 generałów poruczników i 185 generałów podporuczników.
Gros polskiej kadry oficerskiej stopnie te uzyskała w byłych armiach zaborczych. Najliczniejsza wywodziła się z byłej armii austro-węgierskiej. Drugą co do wielkości grupę stanowili absolwenci szkół oficerskich byłej armii rosyjskiej. Najmniej liczna była grupa Polaków, która uzyskała stopnie oficerskie w armii niemieckiej. Do weryfikacji mogło przystąpić 20540 oficerów pochodzących z armii zaborczych. Spośród nich zweryfikowano 12 959, nie zweryfikowano zaś - 7069. Około 3500 oficerów wywodziło się z polskich formacji niepodległościowych, a liczbę absolwentów polskich szkół wojennych szacuje się na około 6800 oficerów i podchorążych. Cechą charakterystyczną polityki kadrowej prowadzonej w okresie walk o granice Polski była duża rotacja kadr, zwłaszcza na wysokich szczeblach dowodzenia. Część odwołanych wyższych dowódców liniowych opuszczała szeregi Wojska Polskiego, przechodząc, często na własną prośbę, do rezerwy.
Wśród kadry armii polskiej ważne miejsce zajmowali podoficerowie. Większość z nich wywodziła się początkowo z armii byłych państw zaborczych, w zdecydowanie mniejszym natomiast stopniu z polskich formacji niepodległościowych. Rekrutowali się głównie z niższych warstw społecznych. Niski stosunkowo poziom wiedzy ogólnej i wojskowej, jak też i niska kultura osobista wpływały niekorzystnie na oblicze korpusu podoficerskiego. Wraz z szybkim rozrostem liczebnym Wojska Polskiego i dużymi stratami wojennymi, w szeregach tego korpusu od 1920 zaczęli zdecydowanie dominować absolwenci licznych polskich wojennych szkół podoficerskich. Latem 1920 w szeregach wojska znajdowało się ponad 160 000 podoficerów.

### Kształcenie kadr

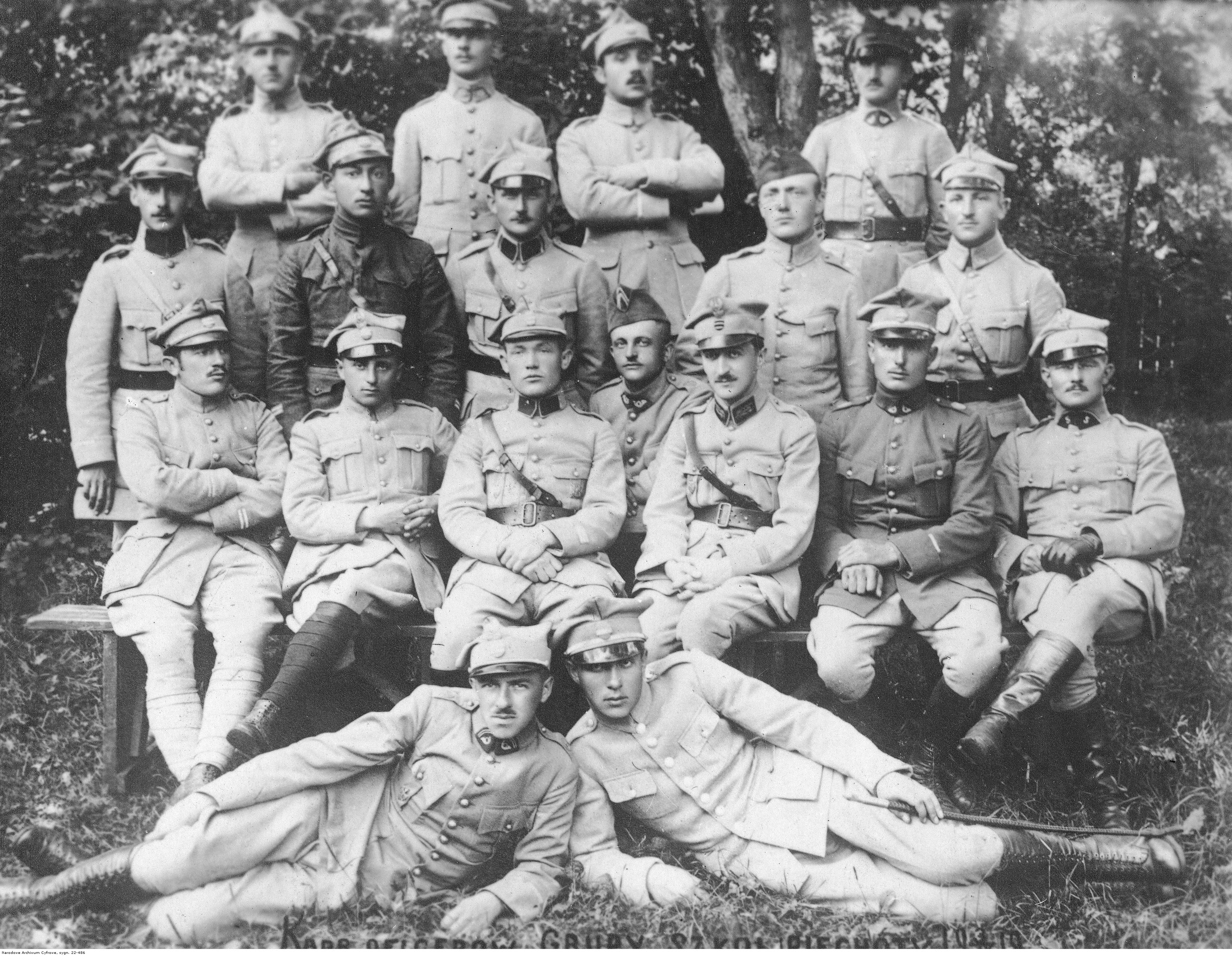
Kadra oficerów Grupy Szkoleniowej Piechoty; 3 września 1919

Niemal natychmiast po przystąpieniu do tworzenia Wojska Polskiego rozstrzygnąć musiano sprawę kształcenia kadr oficerskich, bowiem liczne wojny o granice wymuszały szybki jej wzrost. Brakowało jednak własnych doświadczeń i rozwiązań organizacyjnych. Przy organizacji sieci szkolnictwa wojskowego dużą rolę odegrali od wiosny 1919 oficerowie Francuskiej Misji Wojskowej. W styczniu 1920 109 oficerów francuskich skierowanych było do szkolnictwa wojskowego, a 90 pełniło rolę instruktorów wyszkolenia przy DOGen. Największą rolę Francuzi odegrali w funkcjonowaniu Wojennej Szkoły Sztabu Generalnego. Na przełomie 1918/1919 Wojsko Polskie dysponowało następującymi szkołami i kursami oficerskimi: Szkołą Podchorążych w Warszawie, Szkołą Podchorążych w Łobzowie, Szkołą Aplikacyjną Oficerów Piechoty w Rembertowie. Szkoły podchorążych dla szeregowych z cenzusem organizowane były przy istniejących już DOGen., Kursie Oficerów Gospodarczych w Warszawie i Szkole Żandarmerii Polowej w Warszawie, która przeniesiona była kolejno do Biedruska i Grudziądza.
Na początku 1919 zaczęły powstawać szkoły oficerskie przeznaczone dla broni głównych i pomocniczych. W marcu 1920 MS Wojsk, wydało zarządzenie w sprawie egzaminów wstępnych do szkół podchorążych piechoty. Egzamin miał składać się z trzech części: wiedza ogólna, matematyka z geometrią oraz historia i geografia. Dodatkowe punkty można było uzyskać za zasługi bojowe i służbę w oddziałach bojowych. 15 czerwca 1919 powstała w Warszawie Wojenna Szkoła Sztabu Generalnego. Ważną rolę odegrali w tym oficerowie Francuskiej Misji Wojskowej. Podstawowym celem tej szkoły było kształcenie kadr dla potrzeb Sztabu Generalnego.
Założono też, że oficerowie mianowani na stopień oficerski w czasie wojny i niemający wykształcenia nabytego w ramach normalnych szkół wojskowych typu pokojowego, mający stopień do podpułkownika włącznie, muszą uzupełnić swoje wiadomości poprzez ukończenie kursów uzupełniających poszczególnych rodzajów broni. Kursy dla oficerów starszych trwać miały 2 miesiące, dla kapitanów - 4 miesiące, a dla poruczników i podporuczników - 6 miesięcy. Szacunki wskazują, iż w latach 1918–1921 wypromowano blisko 7 000 oficerów.
Szkolenie kandydatów na podoficerów odbywało się dwutorowo. Prowadzone było w wojennych szkołach podoficerskich i pododdziałach szkolnych oddziałów liniowych. Dużym problemem dla tworzonego od podstaw odrodzonego Wojska Polskiego było szkolenie podoficerów pochodzących z poboru. Szkolenie to odbywało się bezpośrednio na linii frontu, na który docierał niekiedy ochotnik lub rekrut niemający nawet elementarnego przeszkolenia wojskowego. Przyjąć tylko można, że tego typu szkolenie przeszło kilkadziesiąt tysięcy podoficerów.

## Uzbrojenie i wyposażenie

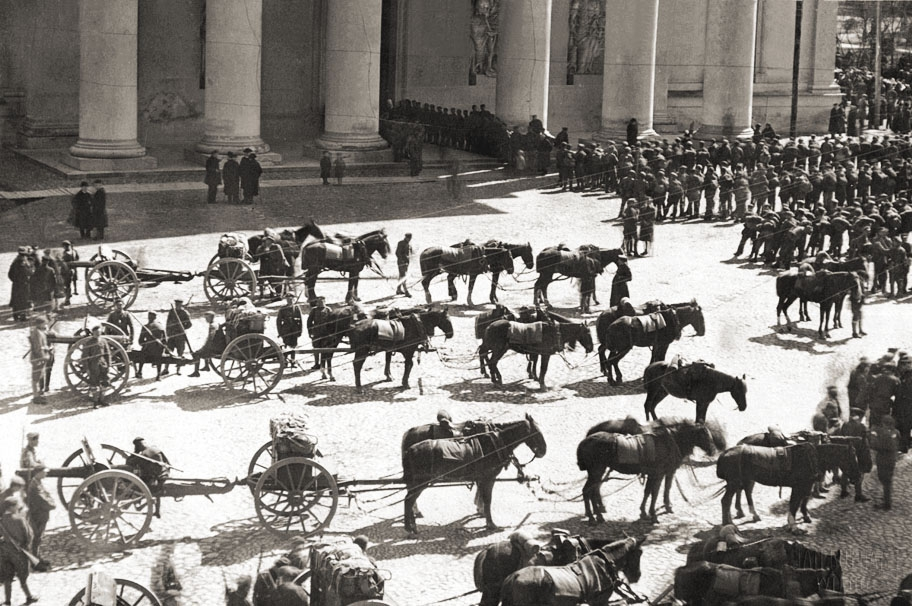
Artyleria Wojska Polskiego w Wilnie; kwiecień 1919

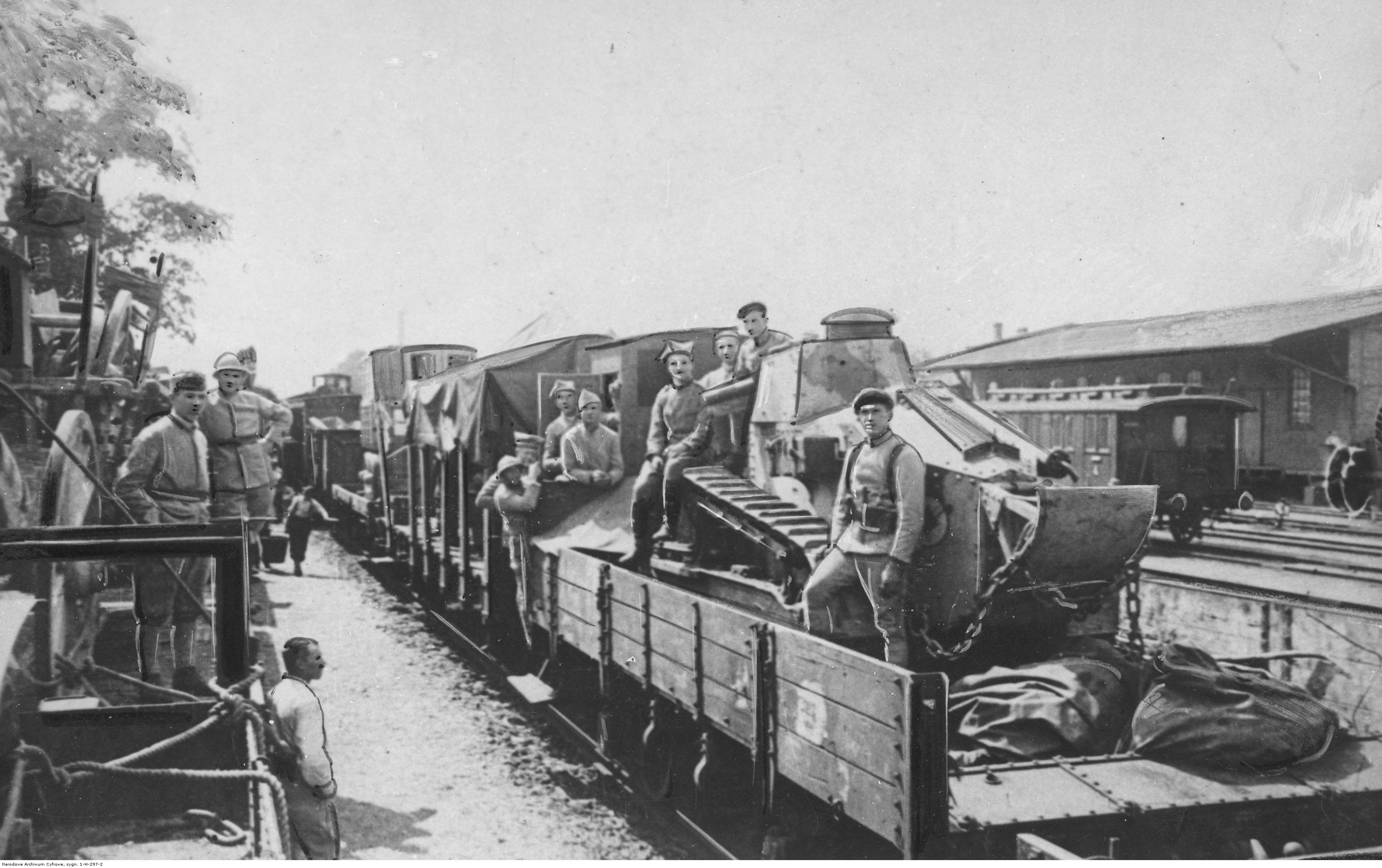
Transport oddziałów armii gen. Józefa Hallera z Francji do Polski – czołg Renault FT-17 na platformie kolejowej

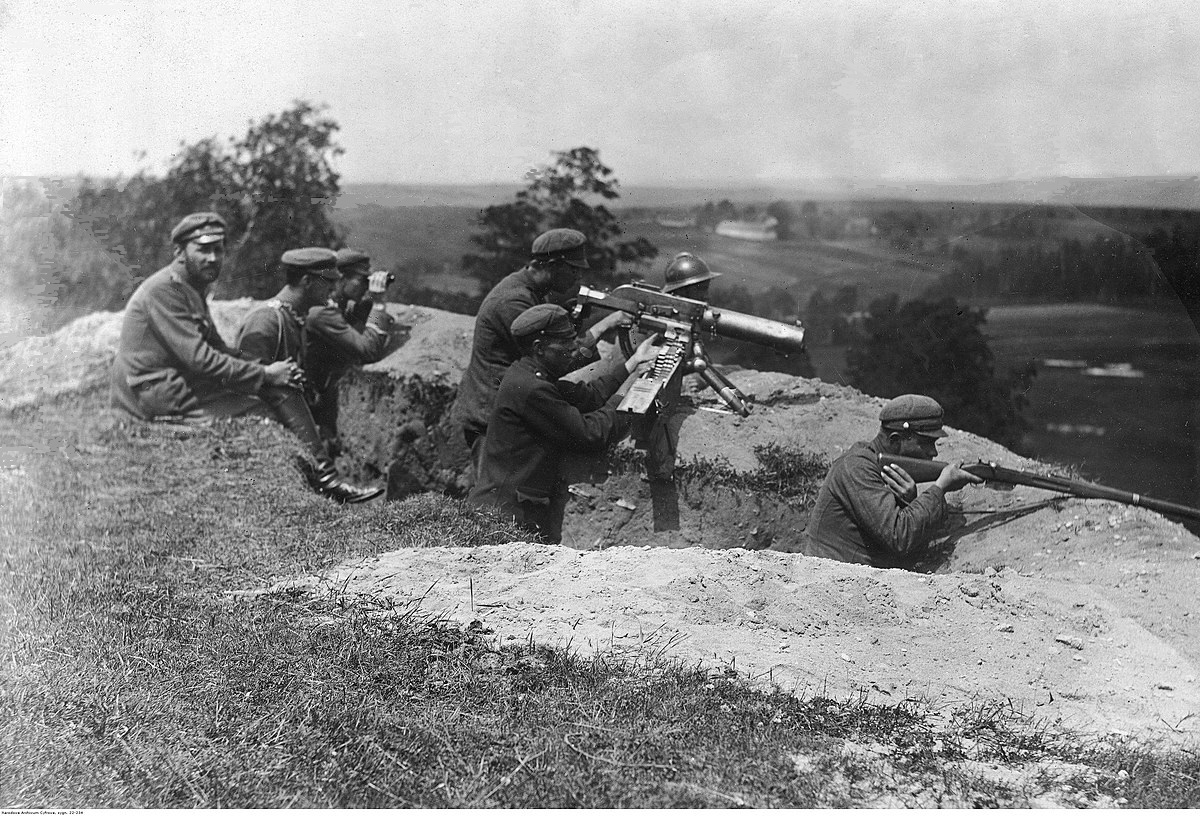
Polscy żołnierze z ciężkim karabinem maszynowym Schwarzlose wz. 07/12 na stanowisku bojowym podczas wojny polsko-bolszewickiej. Widoczny żołnierz celujący z karabinu Mannlicher M1895.

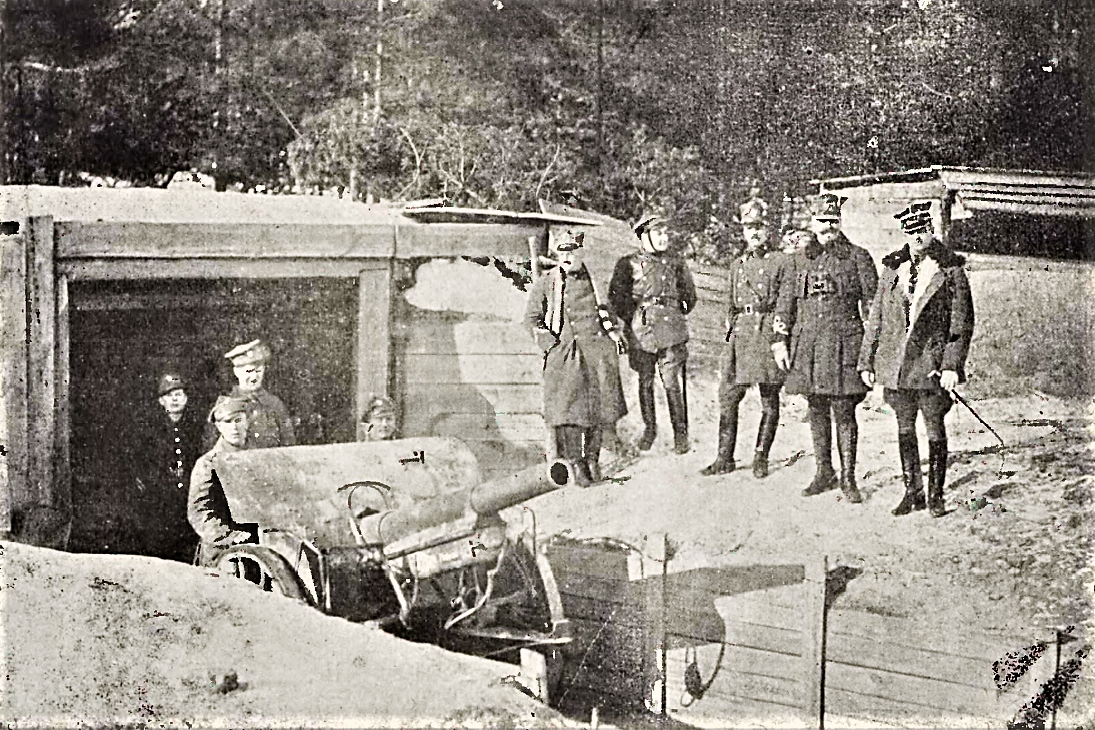
Inspekcja 6 odz. 14 pap Wlkp. pod Bobrujskiem; luty 1920

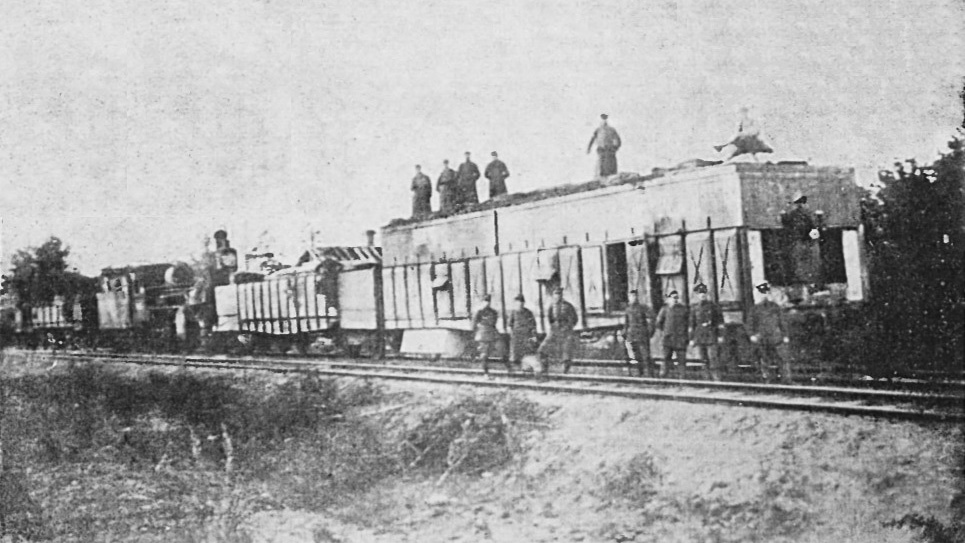
Sowiecki pociąg pancerny zdobyty przez żołnierzy 14 DP

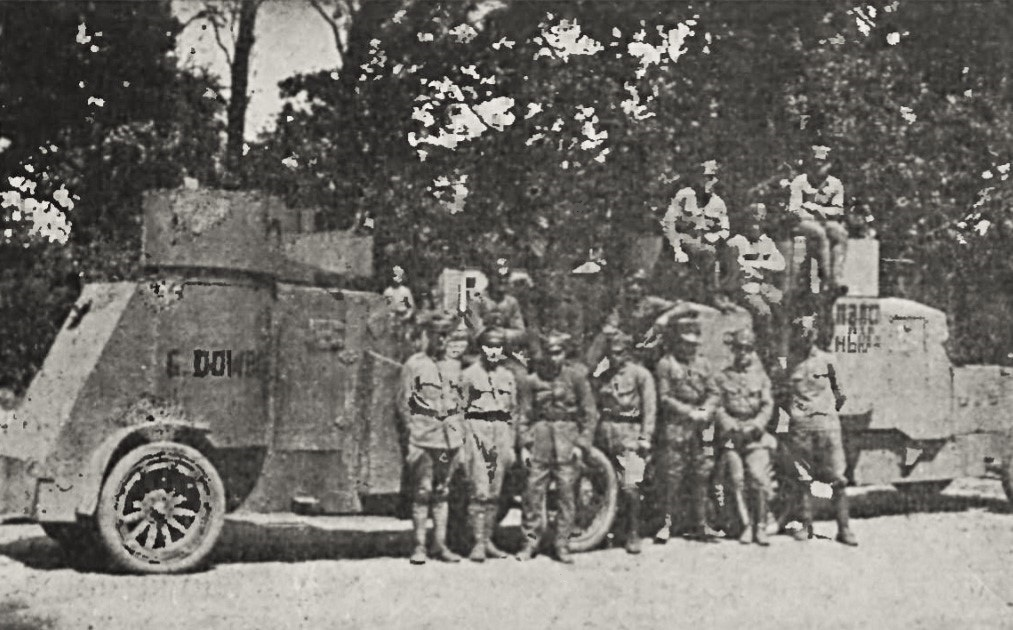
Sowieckie samochody pancerne zdobyte przez 8/14 pap 4 czerwca 1920

Formowanie struktur Wojska Polskiego było związane z koniecznością przezwyciężania ogromnych trudności w dziedzinie uzbrojenia i wyposażenia. Na ziemiach polskich nie było zakładów przemysłu zbrojeniowego, a co najwyżej niewielkie warsztaty remontowe. Początkowo wyposażanie wojsk opierało się na zasobach materiału wojennego pozostawionego przez armie państw rozbiorowych. Szczególnie odczuwalne były niedostatki uzbrojenia. Szacowano, iż opuszczające ziemie polskie (wyłączając z tego Wielkopolskę) obce wojska pozostawiły około 50 000 sztuk broni ręcznej i krótkiej. Niemcy pozostawili około 30 000 karabinów. 23 stycznia 1919 Wojsko Polskie miało posiadać około 100 000 karabinów i karabinków ręcznych i około 1200 karabinów maszynowych. Według szacunków, pod koniec stycznia 1919 w polskich arsenałach znajdowała się ręczna broń strzelecka pochodząca w 40% po armii austro-węgierskiej, 30% po niemieckiej, 20% stanowiła broń rosyjska i 10% innej produkcji.
Prowadzące wojnę z bolszewikami - i tym samym odciążające wojska gen. Antona Denikina – młode państwo polskie żądało od mocarstw zachodnich znaczącego doposażenia materiałowego. W Paryżu i Londynie złożono zapotrzebowanie na 1,2 mln kompletów mundurów, 150 000 karabinów, 400 dział lekkich, 240 dział ciężkich, 400 000 pocisków do dział 75 mm, 10 000 pocisków do dział 155 mm, 2500 lokomotyw i 70 000 wagonów. Sprzęt komunikacyjny miał pochodzić z Niemiec na podstawie ustaleń traktatu wersalskiego, a uzbrojenie i wyposażenie wojskowe z demobilu alianckiego. Do końca 1919 dostarczono Polsce tylko około 200 000 mundurów.
Niedobory próbowano pokryć też poprzez wymianę barterową. W lutym 1919 zakupiono w Austrii 25 000 karabinów Mannlicher i 5 mln naboi do nich. Zapłacono dostawą 600 wagonów ziemniaków. Od Węgier za 500 wagonów z węglem kupiono 20 mln naboi karabinowych i 20000 pocisków artyleryjskich. Poszukiwano też za granicą kredytów przeznaczonych na zakupy sprzętu. Początkowo jedynie Francja odpowiedziała na prośby rządu polskiego pozytywnie. Właśnie tam wysłano w marcu 1919 Polską Misję Zakupów kierowaną przez gen. Jana Romera, a później przez gen. Józefa Pomiankowskiego.
W 1919 rząd francuski udzielił Polsce łącznie 375 mln franków kredytu. Pod koniec roku zakupiono ponad 3000 wagonów materiału wojennego, w tym 2300 wagonów ze sprzętem artyleryjskim, 455 wagonów ze sprzętem samochodowym i 260 wagonów zawierających sprzęt lotniczy. Dokonano także pewnych zakupów pochodzących z demobilu po alianckiej Armii „Wschód”. Obejmowały one dostawę 1000 wagonów amunicji do karabinów i pocisków artyleryjskich. Na początku 1920 Francja przyznała Polsce nowy kredyt na zakup uzbrojenia i wyposażenia. Sprowadzono wówczas z Francji 1494 działa, ponad 10 mln pocisków artyleryjskich, 327 000 karabinów, 2800 karabinów maszynowych, 291 samolotów, 800 samochodów ciężarowych, 250 samochodów osobowych, 60 mln sztuk amunicji do karabinów niemieckich Mauser, ponad 500 000 kompletów umundurowania i 780 000 par butów.

### Typy uzbrojenia
Do jesieni 1919 oddziały piechoty polskiej jej uzbrojenie były w karabiny produkcji niemieckiej, austriackiej i rosyjskiej. Podstawą był karabin niemiecki Mauser wz. 98, w następnej kolejności austriacki Mannlicher wz. 95 i rosyjski Mosin wz. 91. Od jesieni 1919 coraz powszechniej na uzbrojenie piechoty wchodził francuski karabin Lebel wz. 86/93. Obok tych głównych typów karabinów piechota dysponowała także innymi, w tym karabinami włoskimi, amerykańskimi, belgijskimi i japońskimi. Problem różnorodności uzbrojenia próbowano rozwiązać przez wprowadzanie jednolitych karabinów na uzbrojenie poszczególnych dywizji. Także w zakresie broni maszynowej panowała w Wojsku Polskim duża różnorodność. Najpopularniejszymi wśród ciężkich karabinów maszynowych był rosyjski Maxim wz. 1910, niemiecki Maxim wz. 08, austriacki Schwarzlose wz. 07/12 i francuski Hotchkiss wz. 1914. Uzbrojenie oficera składało się z broni krótkiej. Używano trzech typów rewolwerów i siedmiu typów pistoletów.
W artylerii dominowało niemieckie działo polowe wz. 1896 n/A kalibru 105 mm, niemiecka haubica wz. 102/M kalibru 149,7 mm, francuska armata model 1894 kalibru 75 mm i armata 155 mm, francuska haubica kalibru 155 mm, austriacka armata wz. 1905 – 80 mm, haubica wz. 1899 oraz rosyjskie działo polowe 76 mm, haubica lekka 122 mm i haubica ciężka 150 mm.
Polską broń pancerną stanowiły czołgi, samochody pancerne i pociągi pancerne. Były to dwuosobowe, wolnobieżne czołgi francuskie Renault FT- 17 i nieliczne samochody pancerne. Na znaczną skałę wykorzystywano pociągi pancerne. Eksploatowane były pociągi przejęte po wojskach okupacyjnych, a także te zdobyte w wyniku walk z Armią Czerwoną. Wiele pociągów adaptowano do celów militarnych, dokonując stosownych przeróbek w warsztatach kolejowych Warszawy, Lwowa, Tarnowa, Nowego Sącza, Wilna i Poznania.
Polskie lotnictwo wojskowe początkowo używało maszyn pozostawionych przez wycofujące się wojska austriackie i niemieckie. Pod koniec 1919 zaczęły napływać pochodzące z zakupów samoloty i części zapasowe produkcji francuskiej. Jesienią 1920, w ramach darowizny, do Polski trafiła niewielka ilość samolotów brytyjskich.
Marynarka Wojenna (w zasadzie flotylle Wiślana i Pińska) do wiosny 1919 były niemal wyłącznie uzbrojone w prowizoryczne łodzie motorowe. Flotylla Wiślana dysponowała wówczas jednym statkiem „Wisła”, a Flotylla Pińska jednym statkiem „Bug”. Dopiero po operacji mozyrskiej zdobyto na Armii Czerwonej znaczną ilość wojskowego sprzętu wodnego, a jego największą wartość bojową stanowiły 3 opancerzone statki parowe i 10 łodzi motorowych. Bazę materiałową będącą w posiadaniu Flotylli Pińskiej utracono w całości latem 1920 wskutek odwrotu oddziałów polskich na zachód. Flotylla Wiślana w sierpniu 1920 powiększyła się o 7 adaptowanych statków oraz kilkanaście łodzi motorowych.
Jesienią 1920 Wojsko Polskie miało na uzbrojeniu około 2 000 dział, 7500 karabinów maszynowych i 800 000 karabinów. Najwięcej broni zakupiono we Francji: około 1200 dział, 4000 karabinów maszynowych i 500 000 karabinów ręcznych. Znaczne ilości broni zdobyto na Armii Czerwonej. Własne straty wojenne były też znaczne.

### Umundurowanie i inne wyposażenie
Początkowo Wojsko Polskie korzystano wykorzystywało zapasy materiałów wojskowych zgromadzonych w zdobycznych magazynach po armiach zaborczych. Zgromadzone w nich wyposażenie nie było w stanie zaspokoić potrzeb armii. Do tego część zapasów została rozgrabiona przez ludność cywilną. Własna produkcja umundurowania była utrudniona z uwagi na zniszczenie przez Niemców fabryk tekstylnych w Łodzi. Pewne partie mundurów, butów i bielizny oraz innego wyposażenia wojskowego produkowano w zakładach w Warszawie, Krakowie i Poznaniu. Łącznie wyprodukowano w kraju lub zakupiono w nim około miliona sztuk mundurów, w podobnej ilości par butów i pasów, ponad 600000 plecaków i chlebaków, ponad 2 mln kompletów bielizny oraz 850 000 płaszczy. Za granicą kupiono około 550 000 mundurów, 480 000 płaszczy, około miliona par obuwia.

### Główny Urząd Zaopatrzenia Armii
Do wiosny 1920 sprawami dostaw dla Wojska Polskiego zajmował się, podporządkowany bezpośrednio Radzie Ministrów, Główny Urząd Zaopatrzenia Armii kierowany przez inż. Ludwika Gorazdowskiego. Urząd przejął dawne agendy Ministerstwa Aprowizacji i miał zadanie gromadzenia potrzebnych wojsku materiałów i produktów żywnościowych. Organem pomocniczym GUZA był Komitet Doradczy składający się z 8 przedstawicieli ministerstw: Spraw Wojskowych, Aprowizacji, Przemysłu i Handlu, Skarbu, Rolnictwa i Dóbr Publicznych, Pracy i Opieki Społecznej, Spraw Zagranicznych, Kolei Żelaznych oraz 12 przedstawicieli organizacji społecznych. Przedstawicielem MSWojsk. w Komitecie Doradczym był płk inż. Wacław Marcolla. Późną jesienią 1919 utworzone zostały Okręgowe Urzędy Zaopatrzenia Armii. Działalność GUZA często dublowała się z zdaniami Departamentu Gospodarczego MSWojsk. Jego działania oceniane były przez wojsko dość negatywnie.

### Zakłady produkujące na potrzeby wojska
W latach 1919–1920 zdołano uruchomić pięć zbrojowni, ale zajmowały się one wyłącznie naprawą broni i sprzętu wojskowego. Największą z nich była zbrojownia w Warszawie. Regeneracją uzbrojenia zajmowało się też Towarzystwo Akcyjne Gerlach i Pulst w Warszawie. Przystosowywaniem amunicji do posiadanej broni zajmowały się warsztaty w forcie Kościuszko w Warszawie. Zakłady umieszczone w fortach Dąbrowski i Legionów nastawione były na składanie i elaborację granatów ręcznych. Produkcję zapalników artyleryjskich uruchomiono w Warszawie przy ulicy Złotej 72. Amunicję nabojów do karabinków Mauser produkowano w Warszawie przy ul. Szwedzkiej. Amunicję karabinową produkowała też Spółka Akcyjna „Pocisk” z wytwórniami na Pradze i w Rembertowie. Produkcją lotniczą zajmował się zakład przemysłu lotniczego w Warszawie specjalizujący się w produkcji licencyjnych włoskich Ansaldo i francuskich Potezów. Produkcją i naprawą sprzętu samochodowego zajmować się miały Centralne Warsztaty Samochodowe w Warszawie. Sprzęt radiotechniczny miał być składany w dwóch zakładach warszawskich: Towarzystwie Radiotechnicznym w Polsce Radiopol i Towarzystwie Radiotechnicznym Farad.

## Działania wojsk polskich w wojnie polsko-bolszewickiej
Początek konfliktu polsko-sowieckiego miał miejsce już jesienią 1918. W wydarzeniach zbrojnych na Białorusi w końcu grudnia 1918 i na Wileńszczyźnie z początkiem stycznia 1919 nie uczestniczyły regularne oddziały Wojska Polskiego, a jedynie kresowe oddziały samoobrony. Armia polska znajdowała się dopiero we wstępnej fazie formowania. W tym czasie na obszarach Białorusi i Litwy stacjonowały niemieckie wojska okupacyjne. Na opuszczanych przez Niemców terytoriach Białorusi zaczęły się tworzyć dwa ośrodki władzy. 7 grudnia w Mińsku powstała Rada Delegatów Robotniczych. O przejęciu władzy na tych terenach myślała także strona polska powołując do tego celu oddziały samoobrony. Obie strony działały w zasadzie konspiracyjnie. Po ustąpieniu niemieckich wojsk z obszarów Białorusi, tereny Mińszczyzny opuściły również liczące około 1900 oficerów i żołnierzy formacje zbrojne polskiej samoobrony pułkownika Fabiana Kobordo i przegrupowały się do Łap. Na opuszczonych obszarach z dniem 1 stycznia 1919 Sowieci proklamowali Białoruską Radziecką Republikę Socjalistyczną, a na jej obszar zaczęły napływać stopniowo oddziały Armii Czerwonej.
Także na Litwie do przejęcia władzy po ustępujących z tego obszaru niemieckich wojskach okupacyjnych szykowały się różne siły narodowościowe i polityczne. 1 stycznia 1919 polskie formacje Samoobrony Litwy opanowały Wilno i obaliły zaczynającą funkcjonować władzę sowiecką. Trzy dni później do walk o Wilno przystąpiły regularne oddziały Armii Czerwonej, w tym sformowany z Polaków 5 rewolucyjny pułk wileński. Pod ich naporem 5 stycznia oddziały Samoobrony Litwy opuściły Wilno, a polscy żołnierze przewiezieni zostali transportem kolejowym do Łap.

### Kampania roku 1919

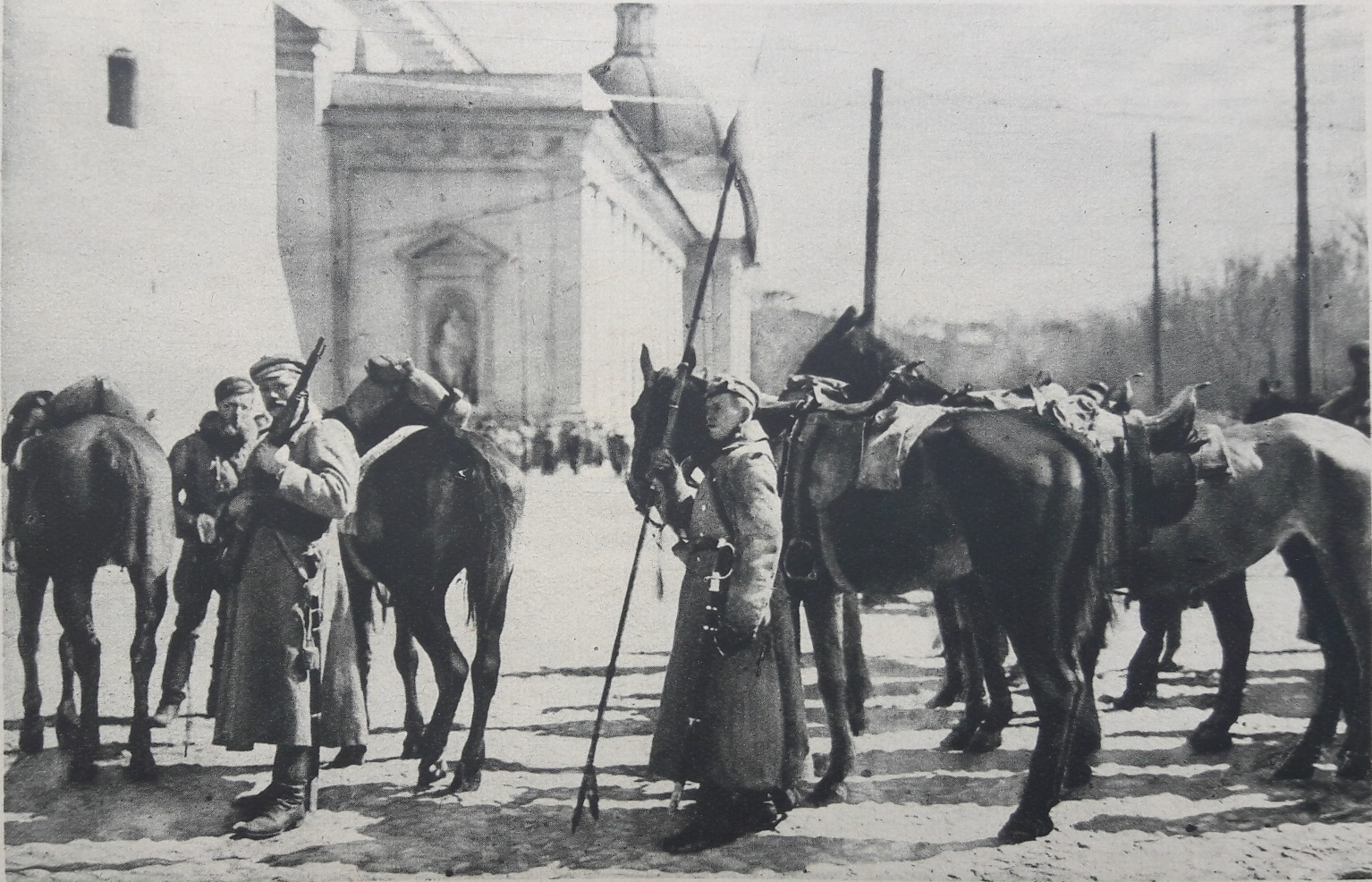
Patrol 4 pułku ułanów na Placu Katedralnym po zajęciu Wilna

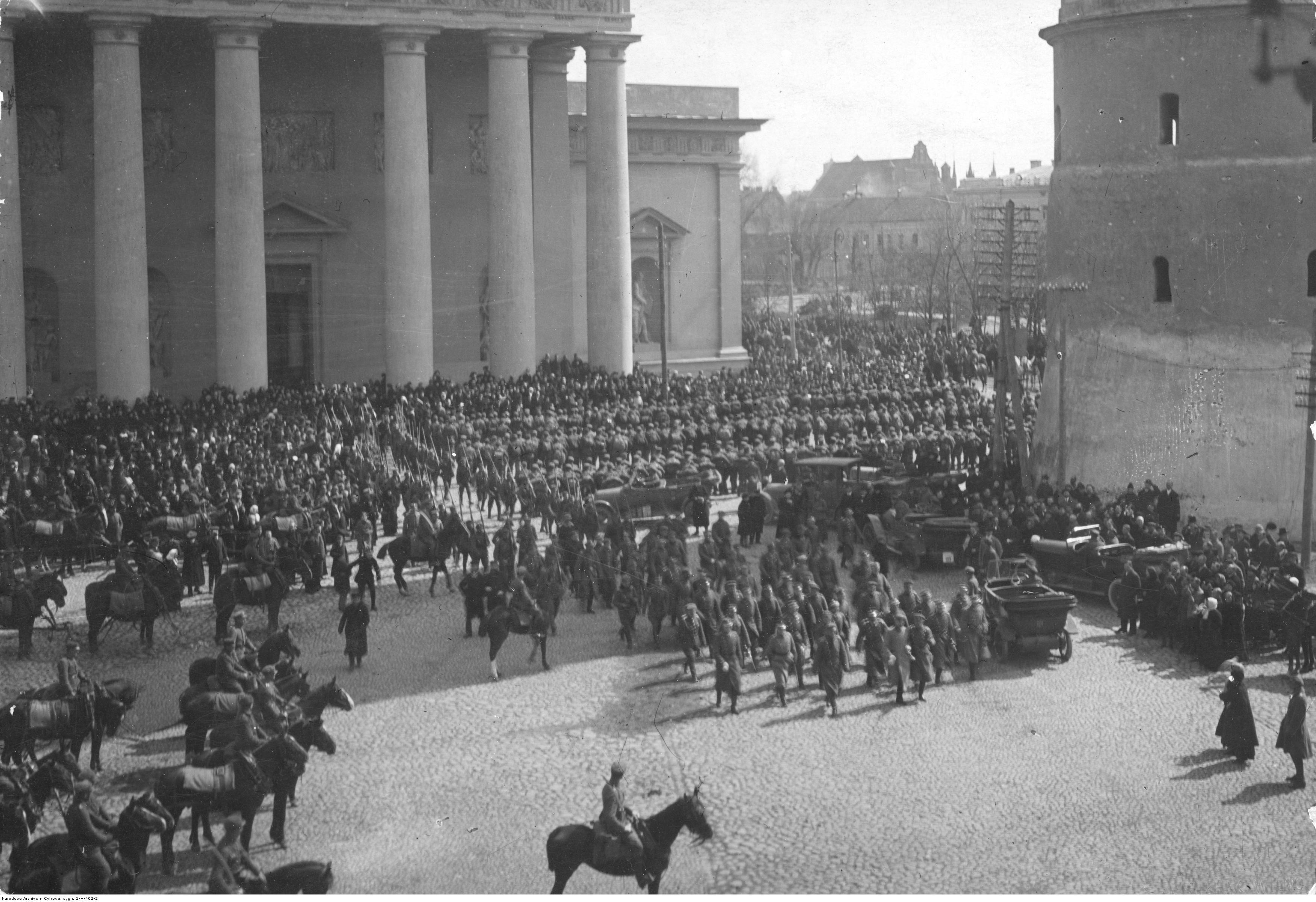
Zajęcie Wilna - wojsko przed katedrą wileńską po uroczystym nabożeństwie; kwiecień 1919

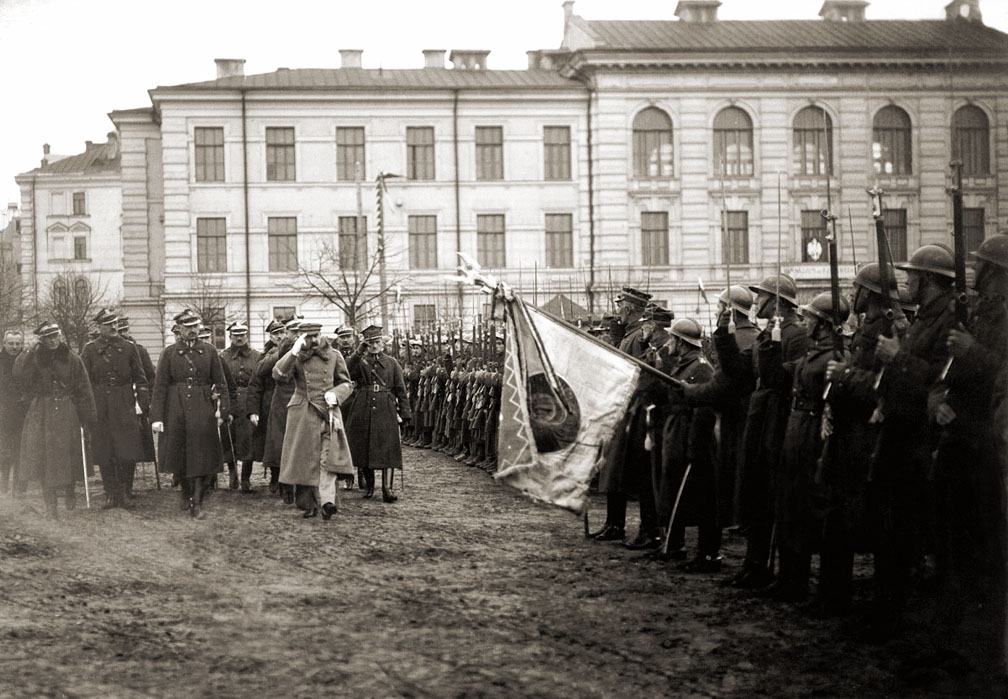
Wilno, Plac Łukiski, 19 kwietnia 1919 – przegląd oddziałów. Za Józefem Piłsudskim idą generałowie: Śmigły-Rydz, Szeptycki i Sosnkowski

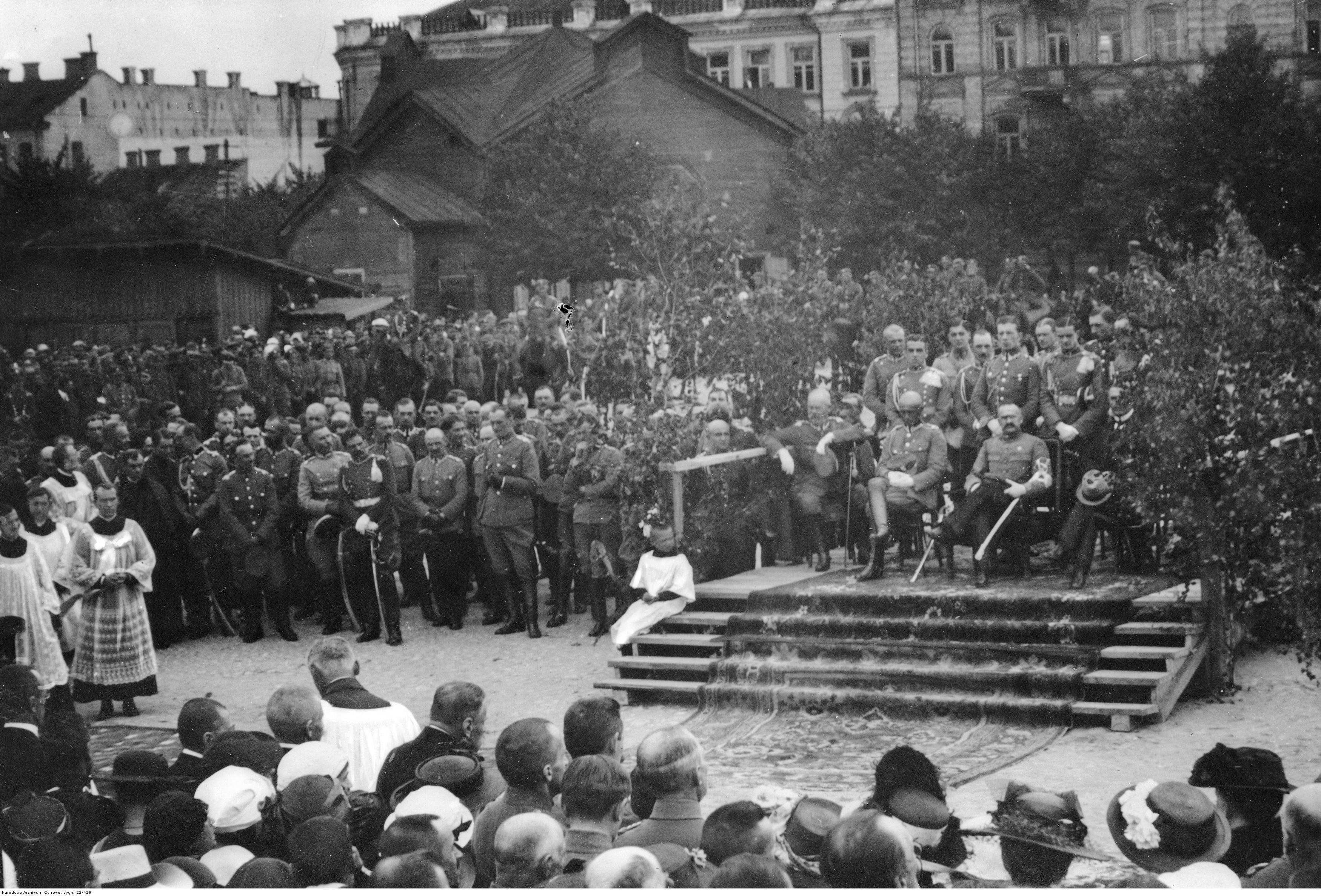
Naczelnik Państwa Józef Piłsudski w Wilnie po zajęciu miasta przez Wojsko Polskie

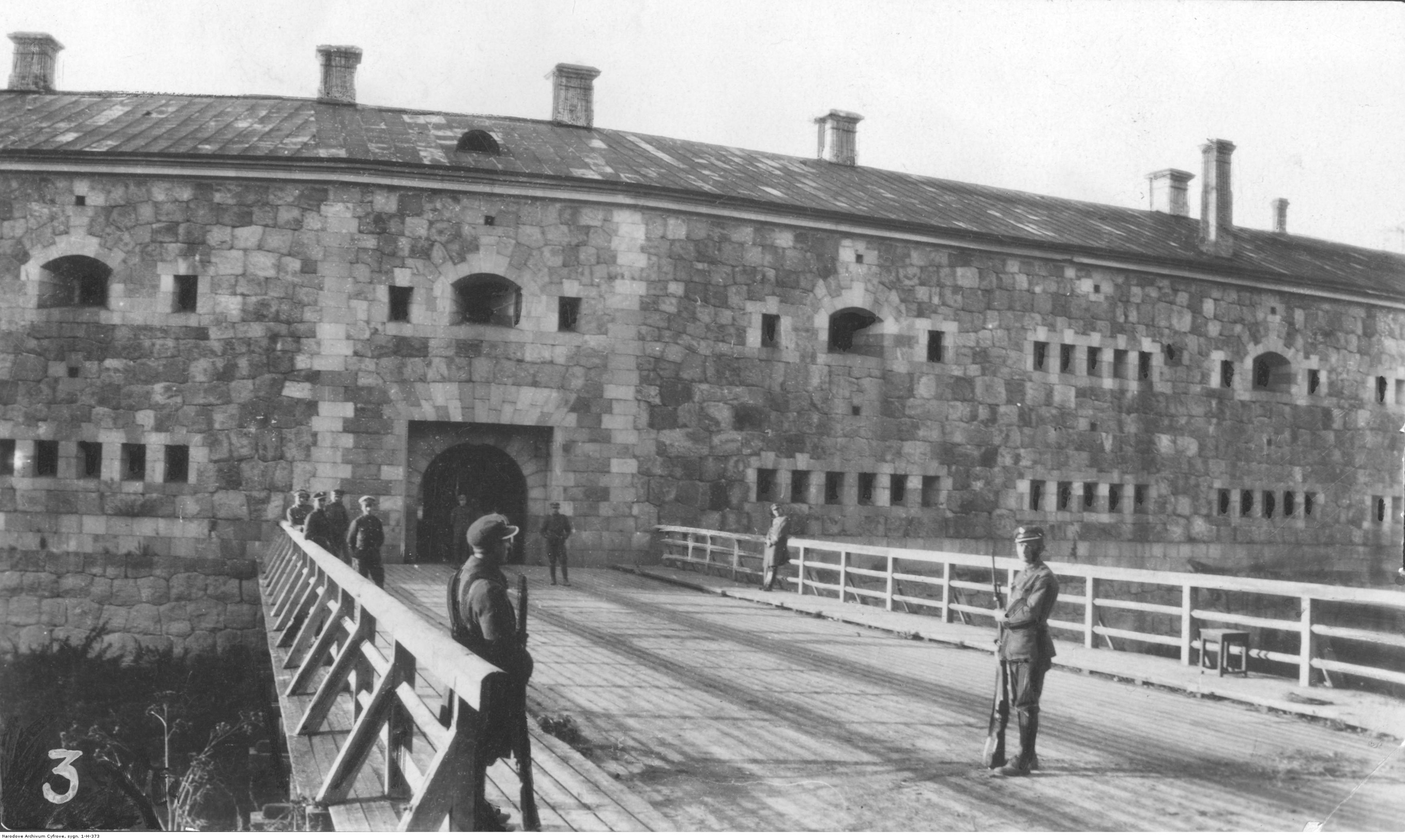
Warta polska w forcie dźwińskim po jego zdobyciu; 1920

Niemieckie czynniki wojskowe, naciskane przez głównodowodzącego wojsk alianckich marsz. Ferdynanda Focha, zmuszone zostały do podpisania umowy polsko-niemieckiej, ustalającej warunki przemarszu wojsk polskich przez niemiecką strefę okupacyjną. Wtedy z żołnierzy kresowej samoobrony sformowana została Dywizja Litewsko-Białoruska, a jej oddziały przerzucone zostały na teren Grodzieńszczyzny i ruszyły do działań w kierunku północno-wschodnim. 14 lutego 1919 spotkały się one w rejonie Mostów nad Niemnem z oddziałami Armii Czerwonej i polsko-sowiecki konflikt zbrojny stał się faktem.
Liczące 12 batalionów piechoty, 12 szwadronów jazdy i 3 baterie artylerii oddziały polskie działały na dwóch odcinkach. Formacjami odcinka południowego dowodził gen. Antoni Listowski, a odcinka północnego gen. Wacław Iwaszkiewicz. Już w pierwszych dniach marca Polacy opanowali Pińsk oraz Słonim i dotarli pod Lidę. 16 kwietnia 1919 Wojsko Polskie rozpoczęło operację zajęcia Wilna.
Realizacja głównego zadania przypadła manewrowej grupie jazdy płk. Beliny-Prażmowskiego oraz manewrowej grupie piechoty gen. Edwarda Rydza-Śmigłego. Natarcie pomocnicze w kierunku na Lidę wykonały oddziały generała Zygmunta Lasockiego, na Baranowicze i Nowogródek uderzyła grupa gen. Stefana Mokrzeckiego, a na Łuniniec gen. Listowskiego. Walki osłonowe pod Skidlem toczyły jednostki płk. Bolesława Freja. 17 kwietnia oddziały polskie opanowały Lidę, 18 kwietnia Nowogródek, a 19 kwietnia Baranowicze i Wilno. Utrata Wilna była dla Sowietów ciężką porażką, zarówno w wymiarze militarnym jak i politycznym. Dowództwo sowieckie zdecydowało się przywrócić poprzednie położenie. Pod Wilno ściągnięto odwody z Polesia oraz oddziały z frontu przeciwłotewskiego. Sowieci wykonali koncentryczne przeciwuderzenie z rejonu Szyrwint, Podbrodzia i Oszmiany. Wywiązały się kilkudniowe zacięte walki zakończane powodzeniem „grupy wileńskiej” gen. Edwarda Rydza-Smigłego.
Po ustabilizowaniu się frontu, na południowym odcinku frontu polsko-sowieckiego, od Maniewicz na Wołyniu i dalej na wschodnich przedpolach Pińska aż do Szczary, działały oddziały grupy operacyjnej generała Listowskiego. Dalej na północ od Szczary, przez Baranowicze, Nowogródek, Bogdanów, Smorgonie, jezioro Narocz, Hoduciszki, Ignalino, Łyngmiany, front obsadziły wojska nowo utworzonego Frontu Litewsko-Białoruskiego generała Szeptyckiego. W jego składzie operowały grupy: gen. Mokrzeckiego w rejonie Baranowicz, gen. Lasockiego w rejonie Nowogródka, płk. Ferdynanda Zarzyckiego na wschód od Lidy i gen. Edwarda Rydza-Śmigłego w rejonie Wilna. Kiedy ustąpiło zagrożenie wojną z Niemcami, Polacy przystąpili do ofensywy. Od lipca do późnej jesieni wojska Frontu Litewsko-Białoruskiego zajęły Słuck, Mińsk i Bobrujsk, na północy dotarły do Dyneburga i pod Połock, a na południu opanowały Łuniniec. W końcu 1919 front wschodni przebiegał w sposób następujący: Uszyca–Płoskirów–Starokonstantynów–Słucz–Uborć–Ptycz, a dalej na północ przez Bobrujsk, wzdłuż Berezyny, a następnie przez Lepel i Połock do Dyneburga. Na północnym skrzydle wojska polskie nawiązały łączność z armią łotewską i w toku wspólnej z nią walki zdobyły Dyneburg. Na froncie polsko-sowieckim nastąpiło wówczas nieformalne zawieszenie broni.

### Działania zbrojne wiosną 1920
Działania wojenne na froncie wschodnim wznowiono wiosną 1920. Nastąpiła reorganizacja wojsk polskich. Dotychczasowe Fronty zastąpiono armiami. Front na odcinku od Dniestru do Prypeci obsadziły 6 Armia gen. Iwaszkiewicza, 2 Armia gen. Listowskiego i 3 Armia gen. Rydza-Śmigłego. W sumie liczyły 10 ekwiwalentnych dywizji piechoty, jedną dywizję jazdy i 2 samodzielne brygady jazdy. Naprzeciw nich stała sowiecka 12 Armia Sergiusza Mieżeninowa i 14 Armia Hieronima Uborewicza z Frontu Południowo-Zachodniego. Na północnym odcinku frontu, między Prypecią a Dźwiną, zostały rozmieszczone oddziały polskiej 4 Armii, obsadzającej Polesie i linię Berezyny, grupa operacyjna generała Leonarda Skierskiego w rejonie Borysowa i 1 Armia rozmieszczona nad Dźwiną. W odwodzie stały oddziały Armii Rezerwowej generała Sosnkowskiego. Siły operujące na północnym odcinku frontu liczyły łącznie 12 dywizji piechoty i 2 brygady jazdy. Miały one prowadzić działania obronne przeciw sowieckim 15 i 16 Armii ze składu Frontu Zachodniego Tuchaczewskiego.
Wyprawa kijowska

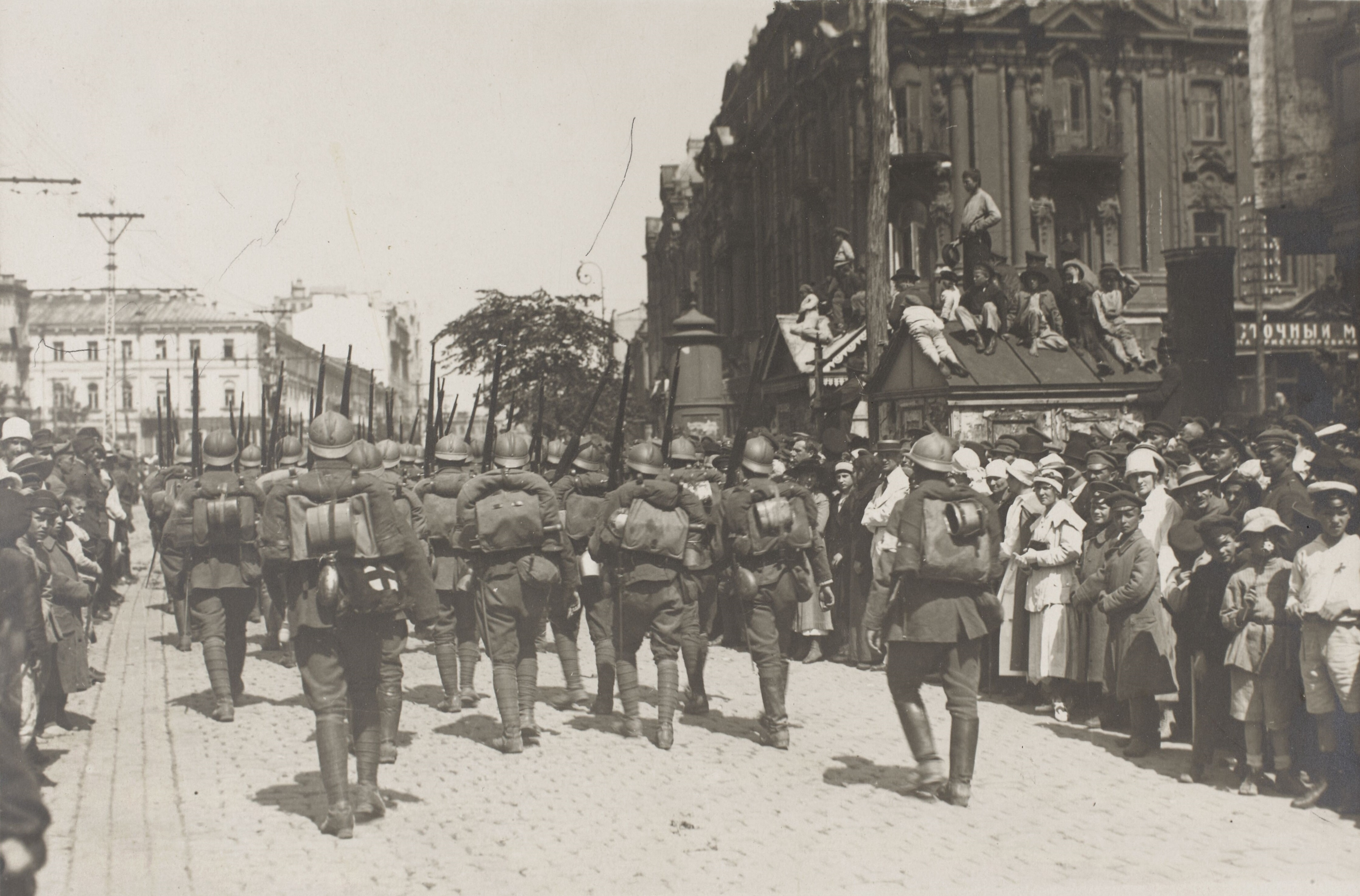
Wojsko Polskie wkracza do Kijowa; 7 maja 1920

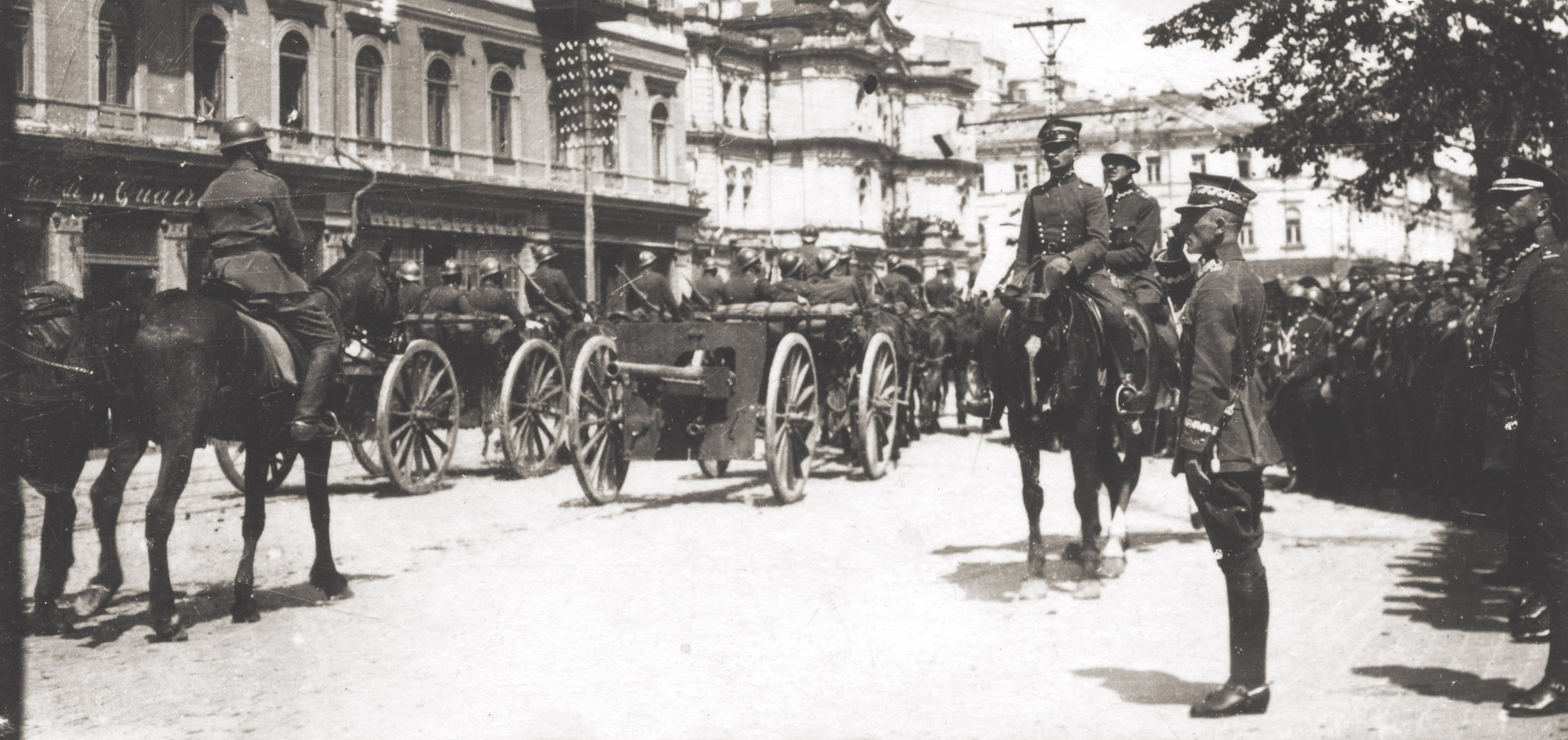
Gen. Edward Rydz-Śmigły przyjmuje defiladę na Chreszczatyku, 9 maja 1920

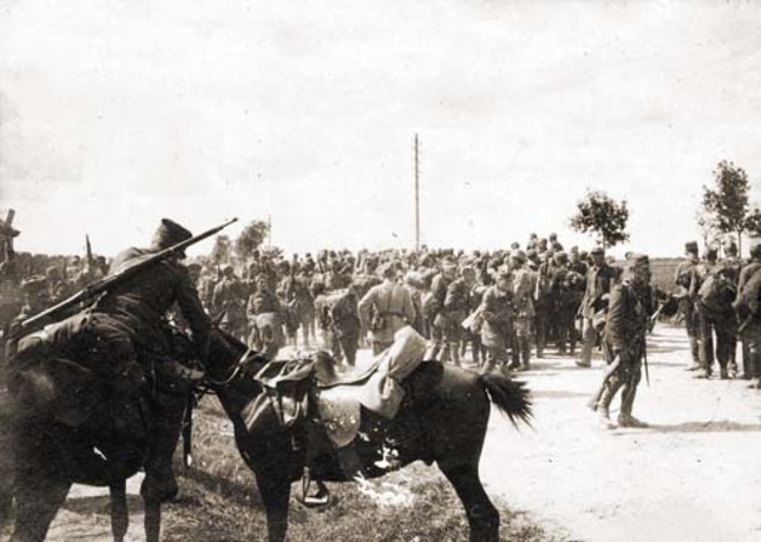
Odwrót oddziałów 3 Armii Wojska Polskiego spod Kijowa, czerwiec 1920

Wiosną 1920 Naczelne Dowództwo WP przygotowało ofensywny plan uderzenia na Ukrainie. Na przełomie drugiej i trzeciej dekady kwietnia Józef Piłsudski zdawał sobie sprawę z tego, że wbrew jego przewidywaniom, Armia Czerwona większość swoich sił skupiła nie na Ukrainie, lecz na obszarach północnych, ale nie zdecydował się już na zmianę koncepcji. Wiosenną kampanię 1920 roku oparto więc na planie obarczonym poważnym ryzykiem.
25 kwietnia 1920 ruszyła ofensywa na Ukrainie kierowana osobiście przez Józefa Piłsudskiego. Już 26 kwietnia wojska polskie zajęły Żytomierz, a nazajutrz opanowały Berdyczów i ważny węzeł kolejowy Koziatyn. Na południu oddziały 6 Armii generała Iwaszkiewicza opanowały Winnicę, Bar i Żmerynkę. Na północy wojska polskie zdobyły Czarnobyl i zbliżyły się do Dniepru w rejonie ujścia Prypeci.
W wyniku tych operacji sowiecka 12 Armia utraciła w dużej mierze zdolność prowadzenia działań bojowych. Oddziały polskie dotarły do rzeki Teterew, osiągnęły linię kolejową Koziatyn–Żmerynka i na pozycjach tych zostały przejściowo zatrzymane. Po wznowieniu akcji ofensywnej wojska Piłsudskiego dotarły do Kijowa i 7 maja 1920 zajęły miasto.

### Ofensywa sowiecka
Bitwa nad Berezyną
W tym czasie na północnym odcinku frontu Armia Czerwona przegrupowywała się do zakrojonych na wielką skalę operacji zaczepnych. Na odcinku od Dźwiny po Prypeć koncentrowały się związki operacyjne i taktyczne Frontu Zachodniego Michaiła Tuchaczewskiego. Główne uderzenie miała wykonać na odcinku połocko-witebskim 15 Armia Augusta Korka. Natarcie pomocnicze z rejonu Żłobina miało przypaść w udziale związkom taktycznym 16 Armii Nikołaja Sołłohuba.
14 maja 1920 Sowieci uderzyli nad Berezyną i w pierwszym okresie działań odnosili terytorialne sukcesy. Naczelne Dowództwo Wojska Polskiego postanowiło zażegnać niebezpieczeństwo nad Berezyną w sposób zaczepny. Bezpośrednie dowodzenie przejął Naczelny Wódz. W rejonie Święcian koncentrowała się nowo sformowana Armia Rezerwowa gen. Kazimierza Sosnkowskiego. Również wojska gen. Szeptyckiego przyjmowały ugrupowanie zaczepne.
31 maja rozpoczęła natarcie grupa gen. Leonarda Skierskiego. Po całodziennych walkach przerwano front sowiecki i opanowano linię rzeki Wiejny. W kolejnych dniach kontynuowano natarcie i oddziały polskie wyszły nad Mraj, a 5 czerwca opanowano Dokszyce. W tym czasie grupa pułkownika Gustawa Orlicz-Dreszera wyszła nad Berezynę i opanowała Berezynę Górną.
Armia Rezerwowa gen. Sosnkowskiego główne uderzenie wykonała swoim prawym skrzydłem, między jeziorami Narocz i Batoryn a bagnistym brzegiem Dzisny, w ogólnym kierunku na Głębokie. 2 czerwca rozpoczęły się walki o przełamanie pozycji sowieckich rozmieszczonych na linii „starych okopów niemieckich”. Polskie 8 i 11 Dywizja Piechoty uzyskały powodzenie już pierwszego dnia, ale Armii Rezerwowej nie udało się zamknąć w pełni pierścienia okrążenia.
W bitwie nad Berezyną żadna ze stron nie zrealizowała w pełni zakładanych przez siebie celów. Armia Czerwona po raz pierwszy przejawiła inicjatywę operacyjną i swoją ofensywą wyczerpała wszystkie rezerwy polskiego Naczelnego Dowództwa. Wojskom Tuchaczewskiego nie udało się jednak zniszczyć polskiej 1 Armii, a oddziałom Wojska Polskiego, mimo sukcesów terenowych w trakcie trwania kontrofensywy, nie udało się rozbić sowieckiej 15 Armii. Zasadniczą przyczyną polskiego niepowodzenia było nierówne tempo natarcia skrzydeł, spowodowane twardym oporem nieprzyjaciela na kierunku północnym.
Działania odwrotowe na Ukrainie
Także na Ukrainie Sowieci planowali działania ofensywne. Do natarcia szykowały się związki operacyjne Frontu Południowo-Zachodniego Aleksandra Jegorowa. Jego 12 Armia miała prowadzić operacje wiążące nad Dnieprem, na odcinku od ujścia rzeki Teterew na północy po Kaniów na południu, a 14 Armia winna była przystąpić do podobnych akcji na odcinku południowym od Dniepru po Dniestr. Rozstrzygające uderzenie wykonać miała Armia Konna Siemiona Budionnego. 26 maja 1920 Armia Czerwona rozpoczęła przeciwnatarcie strategiczne na Ukrainie. Kilka dni później oddziały 1 Armii Konnej Budionnego przełamały polską obronę, wyszły na tyły wojsk polskich i zajęły Żytomierz oraz Berdyczów. Przerwanie frontu pod Samhorodkiem i Ozierną było punktem zwrotnym w działaniach na Ukrainie. Oddziały polskie rozpoczęły wymuszony odwrót na zachód, a inicjatywę na niemal trzy miesiące przejęła Armia Czerwona. 10 czerwca, zagrożona okrążeniem polska 3 Armia generała Rydza-Śmigłego opuściła Kijów, wycofując się na Korosteń. Będąc w odwrocie, około 10 lipca polska 6 Armia wycofała się na rubież Zbrucza, a 2 i 3 Armia oparły obronę na Styrze.
Działania odwrotowe na Białorusi
5 lipca 1920 natarcie strategiczne znad Auty i Berezyny podjęły armie Frontu Zachodniego, wspierane na prawym skrzydle przez 3 Korpus Kawalerii Gaja-Gaja. Wojska polskie zostały zmuszone do generalnego odwrotu, a szybkie postępy korpusu kawalerii stwarzały wciąż groźbę ich oskrzydlenia. Próby zwrotów zaczepnych, podejmowane przez oddziały polskie, nie dawały wyników. 14 lipca utracono Wilno, w 5 dni później Grodno.
Działania nad Bugiem
Kilka dni później działania wojenne przeniosły się na Podlasie i północną część Mazowsza. Na północnym i centralnym odcinku frontu wojska polskie znajdowały się w nieustannym odwrocie. 1 sierpnia Armia Czerwona zajęła Brześć i sforsowała Bug na północ od miasta.
Tym sposobem plany zatrzymania przeciwnika na linii Bugu nie zostały zrealizowane.
W drugiej dekadzie sierpnia nastąpiła kulminacyjna faza działań wojennych. Dwa sowieckie fronty: Front Zachodni Michała Tuchaczewskiego i Front Południowo-Zachodni Aleksandra Jegorowa, początkowo oddzielone od siebie olbrzymim kompleksem bagien poleskich, nadal współdziałały ze sobą dość luźno. W miarę ich postępu luka operacyjna w centrum frontu, wypełniona tylko słabymi formacjami, poszerzała się jeszcze bardziej. Jegorow, a także jego komisarz Józef Stalin, nie podporządkowywali się decyzjom Naczelnego Dowództwa Armii Czerwonej przewidującym przesunięcie 1 Armii Konnej Budionnego i 12 Armii Woskanowa z małopolskiego i wołyńskiego teatru działań wojennych na kierunek warszawski i oddanie obu tych armii do dyspozycji Michaiła Tuchaczewskiego.
Działania wojsk na kierunku warszawskim

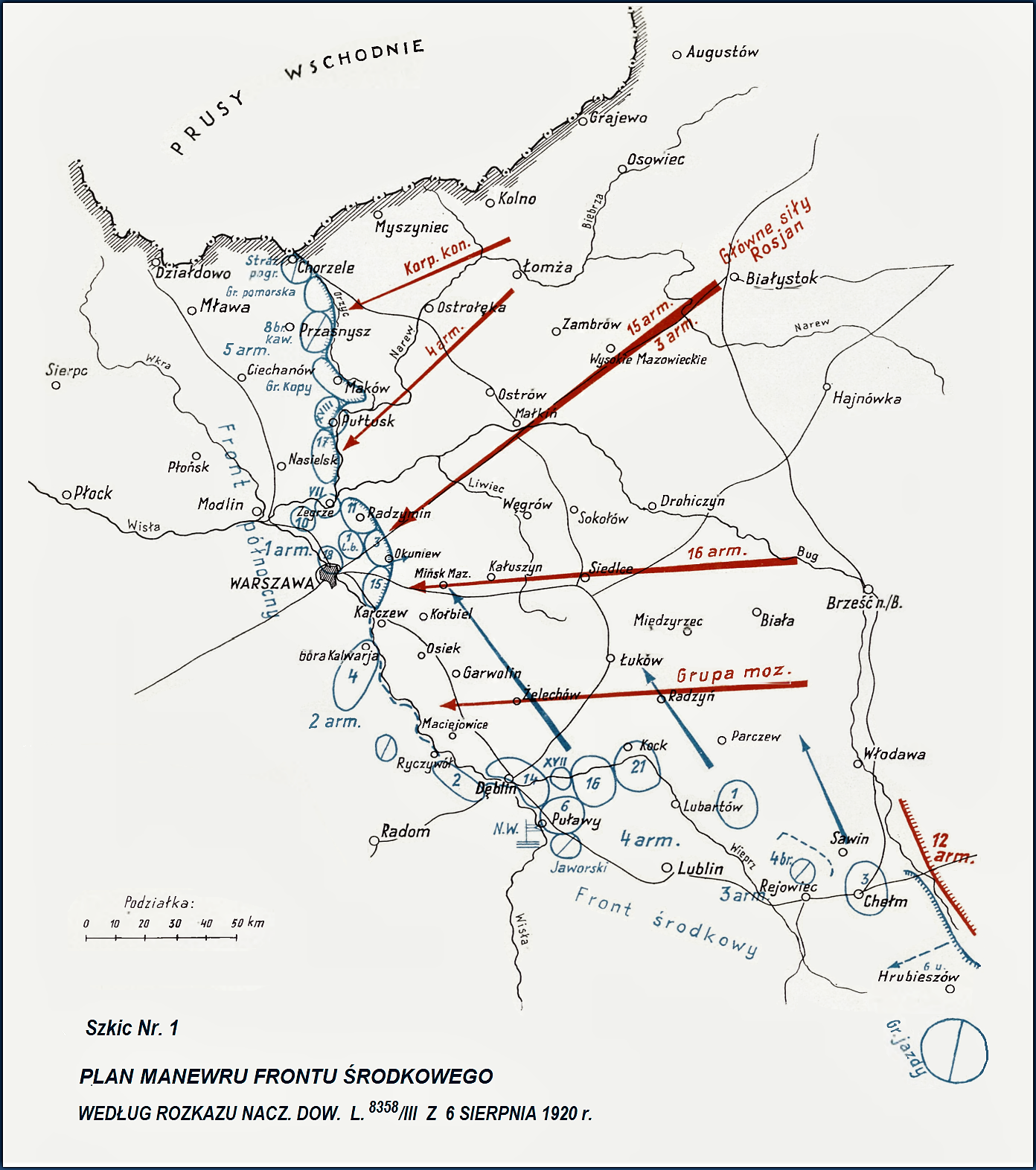
Adam Borkiewicz, Zarys planu manewru Frontu Środkowego...

Front Zachodni Michaiła Tuchaczewskiego nadal rozwijał powodzenie. 4 Armia Siergiejewa i Korpus Gaja parły w kierunku Grudziądza i Torunia i otrzymały zadanie sforsowania Wisły na odcinku od Dobrzynia po Włocławek. 15 Armia Korka otrzymała do forsowania odcinek między Płockiem a Wyszogrodem, a 3 Armia Włodzimierza Łazarewicza skierowane została na Modlin i miała forsować Wisłę między Wyszogrodem a Modlinem. Bezpośrednio na Warszawę nacierała 16 Armia Sołłohuba. Osłonę lewego skrzydła 16 Armii zapewniała dwudywizyjna Grupa Mozyrska Tymoteusza Chwiesina. Maszerowała ona od Włodawy nad Wisłę na północ od Dęblina.
W tym czasie polskie wojska operacyjne zorganizowane były w trzy wyższe związki operacyjne. Na północnym Mazowszu bronił się Front Północny gen. Józefa Hallera, w skład którego wchodziła 5 Armia gen. Władysława Sikorskiego, broniąca obszaru Modlina, 1 Armia gen. Franciszka Latinika, operująca na przedmościu warszawskim na odcinku od Serocka po Górę Kalwarię i 2 Armia gen. Bolesława Roi rozlokowana na lewym brzegu Wisły od Góry Kalwarii po Dęblin. Poniżej Warszawy operował Front Środkowy gen. Rydza-Śmigłego w składzie 4 Armia gen. Skierskiego, broniąca pasa od Dęblina do Kocka, i 3 Armia gen. Zielińskiego, rozlokowana od Kocka po Brody. Na południu rozmieszczony był Front Południowy gen. Iwaszkiewicza ze swoimi wojskami rozciągniętymi od Brodów po granicę rumuńską. Podlegała mu 6 Armia gen. Władysława Jędrzejewskiego i armia ukraińska gen. Omelianowicza-Pawlenki. Ponadto na północy od Torunia do Wyszogrodu rozmieszczone zostały siły osłony: Grupa Dolnej Wisły w składzie 20 Dywizja Piechoty (dawna 2 Dywizja Litewsko-Białoruska) oraz bataliony zapasowe i ochotnicze.
W toku walk obronnych na przedpolach Warszawy utworzona została nad Wieprzem operacyjna grupa manewrowa, nad którą dowodzenie przejął Naczelny Wódz Józef Piłsudski. W jej skład weszły: 14 Dywizja Piechoty gen. Daniela Konarzewskiego, 16 Dywizja Piechoty płk. Aleksandra Ładosia i 21 Dywizja Piechoty gen. Andrzeja Galicy z 4 Armii, oraz 1 Dywizja Piechoty Legionów płk. Stefana Dęba-Biernackiego, 3 Dywizja Piechoty Legionów gen. Leona Berbeckiego, Brygada Jazdy Ochotniczej mjr. Feliksa Jaworskiego i 4 Brygada Jazdy. Na wybranym odcinku, od Dęblina do Kocka, strona polska uzyskała przewagę strategiczną.

### Operacja warszawska

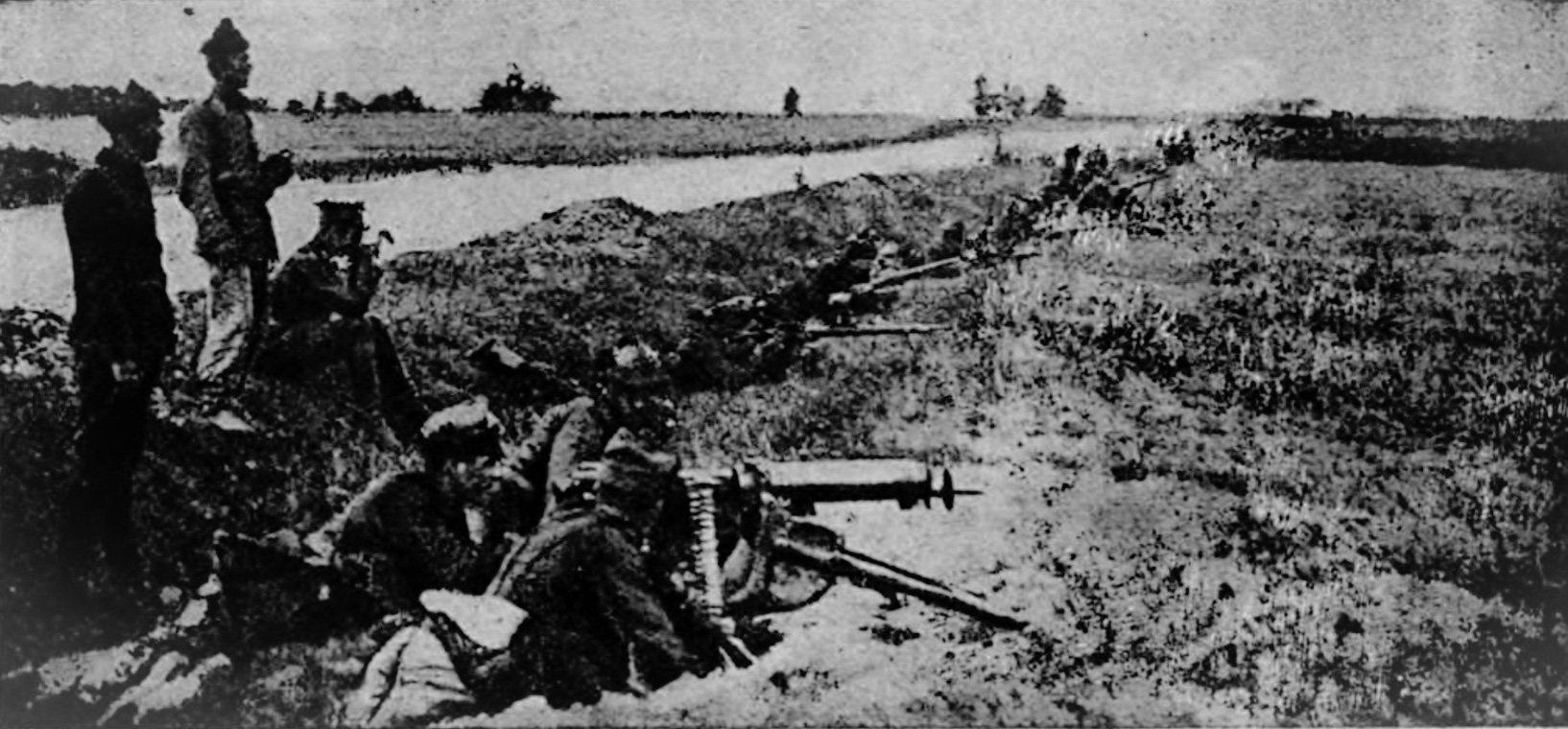
Przygotowania do obrony na terenie podwarszawskim; sierpień 1920

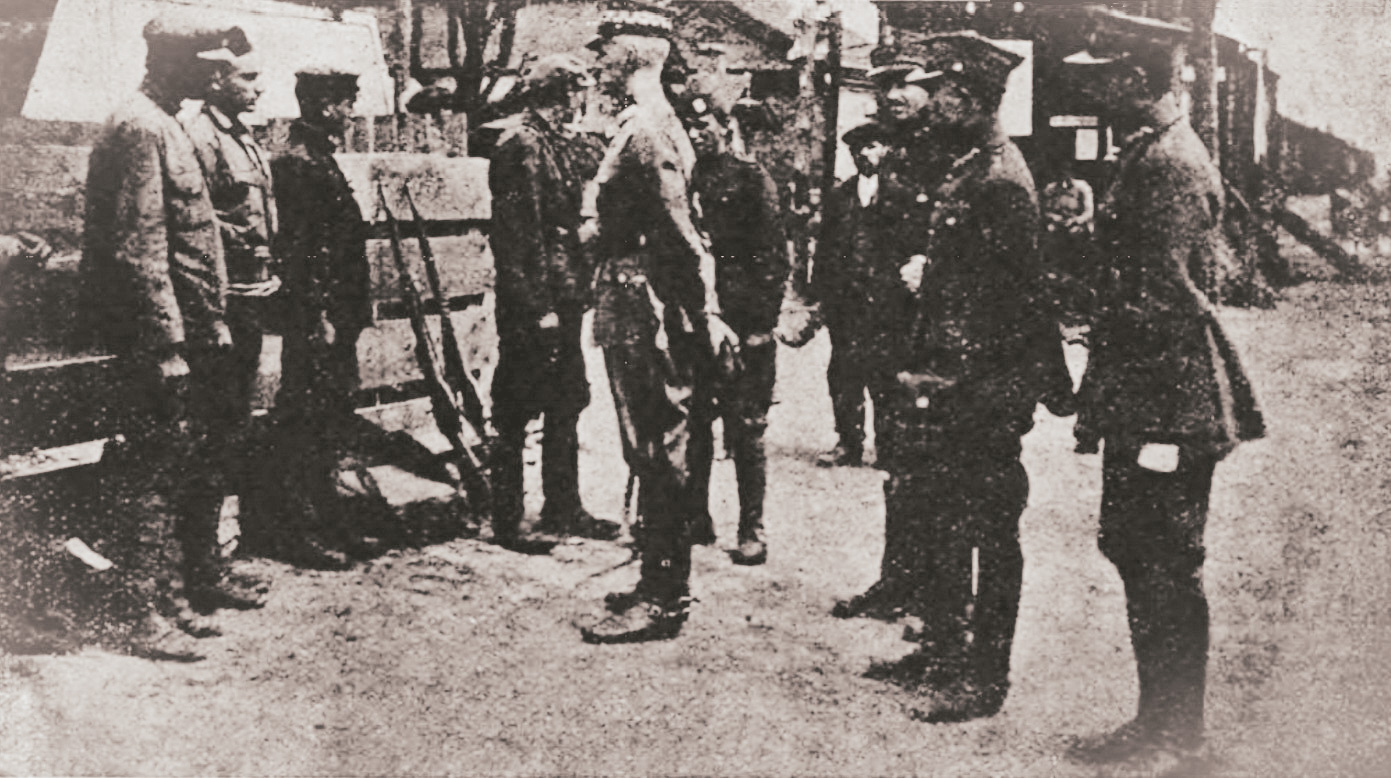
Generał Władysław Sikorski w rozmowie z ochotnikami przed uderzeniem 5 Armii spod Modlina

13 sierpnia rozpoczęła się operacja Wojska Polskiego, która przeszła o historii wojskowości jako Bitwa Warszawska. W jej przebiegu można wyróżnić trzy kompleksy wydarzeń. Była to bitwa o warszawskie przedmoście, walki 5 Armii nad Wkrą i kontruderzenie znad Wieprza. W tym dniu na polskie pozycje uderzyła jedna dywizja 3 Armii Łazarewicza i jedna z 16 Armii Sołłohuba. Pokonały one polską 11 Dywizję Piechoty płk. Bolesława Jażwińskiego, a w rękach Sowietów znalazł się Radzymin. Aby odciążyć 1 Armię gen. Latinika osłaniającą Warszawę, dowódca Frontu Północnego nakazał niebędącej jeszcze w pełnej gotowości bojowej 5 Armii przejść do działań zaczepnych z obszaru Modlina.
14 sierpnia zacięte walki toczyły się na odcinku od Wiązownej po Radzymin. Siły polskie stawiały wszędzie twardy opór i nacierające wojska przeciwnika nie uzyskały poważniejszych sukcesów. 15 sierpnia koncentryczne natarcie 10 Dywizji Piechoty gen. Żeligowskiego i 1 Dywizji Litewsko-Białoruskiej gen. Jana Rządkowskiego spowodowało, że odzyskany został Radzymin i formacje polskie wróciły na pozycje utracone przed dwoma dniami.
W strefie Modlina wydarzenia zbrojne początkowo nie dawały również wyraźnego rozstrzygnięcia; 5 Armia gen. Sikorskiego 14 sierpnia przeszła do natarcia w kierunku Nasielska. Dopiero 16 sierpnia, koncentryczne uderzenie wyprowadzone z południowo-wschodnich fortów Modlina i znad Wkry, doprowadziło do opanowania Nasielska i prowadzenia natarcia na Serock i Pułtusk. Na lewym skrzydle frontu na Płock, Włocławek i Brodnicę z powodzeniem nacierała 4 Armia Siergiejewa i 3 Korpus Kawalerii Gaja. W rejonie Nieszawy Armia Czerwona przystępowała już do forsowania Wisły. Na południowym odcinku Frontu Północnego, czyli od Góry Kalwarii po Dęblin, oddziały obu walczących wojsk nawiązały styczność bojową.
Uderzenie znad Wieprza
Pod wpływem meldunków, które napływały z rejonu Warszawy oraz Włocławka i Brodnicy, Naczelny Wódz Wojska Polskiego marsz. Józef Piłsudski zdecydował się przyspieszyć uderzenie znad Wieprza. Rano 16 sierpnia dywizje polskiej grupy manewrowej uderzyły na szerokim froncie w bok słabej sowieckiej Grupy Mozyrskiej i już w drugim dniu natarcia dotarły do szosy Warszawa-Brześć, a tym samym zagroziły tyłom sowieckich wojsk nacierającym na Warszawę. Prawe skrzydło natarcia osłaniała 3 Dywizja Piechoty, kierująca się na Włodawę i Brześć. W tym czasie z warszawskiego przedmościa jednostki piechoty 1 Armii, wsparte czołgami, wyprowadziły silne uderzenie wiążące w kierunku na Mińsk Mazowiecki.
Wyniki uderzenia z południa już w pierwszym dniu natarcia były znaczne. 3 Dywizja Piechoty Legionów zajęła Włodawę, 1 Dywizja Piechoty Legionów odcinek Wisznice-Wohyń, a dywizje 21, 16 i 14 osiągnęły rubież rzeki Wilgi, zajęły Garwolin i wysunęły się patrolami pod Wiązowną. Do odwodu grupy manewrowej weszła, przerzucona z zachodniego brzegu Wisły, 2 Dywizja Piechoty Legionów. 17 sierpnia siły polskie osiągnęły linię Biała Podlaska-Międzyrzec-Siedlce-Kałuszyn-Mińsk Mazowiecki. Zarysowała się przewaga strategiczna wojsk polskich na całym froncie toczonej operacji warszawskiej. Wojska sowieckie rozpoczęły odwrót.

### Kampania jesienna

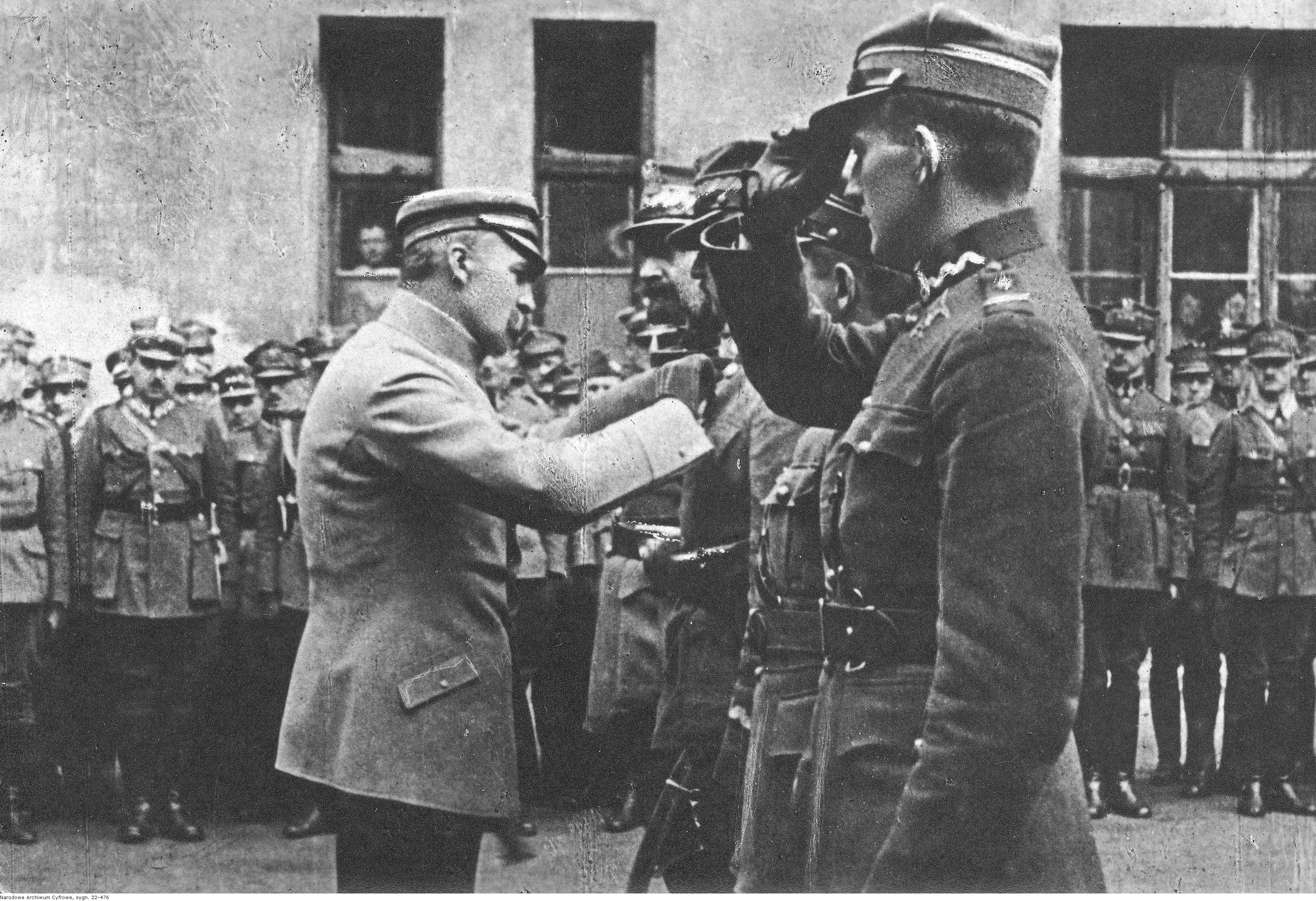
Naczelnik Państwa Józef Piłsudski odznacza oficerów krzyżem Virtuti Militarii V kl.; Plac Saski, 14 września 1920

Po wielkiej bitwie nad Wisłą północny odcinek frontu polsko-sowieckiego zatrzymał się na zachód od linii Niemen – Szczara. Na froncie panował względny spokój, a obie strony reorganizowały swoje oddziały. Wojska Frontu Zachodniego odtworzyły ciągłą linię frontu już 27 sierpnia. Obsadziły one rubież Dąbrówka – Odelsk – Krynki – Grodno – Grodek Kamieniec Litewski. Stąd Tuchaczewski zamierzał w przeprowadzić koncentryczne natarcie na Białystok i Brześć, by dalej ruszyć na Lublin. Uderzenie pomocnicze na południu miała wykonać między innymi 1 Armia Konna Siemiona Budionnego.
Reorganizując siły, Naczelne Dowództwo Wojska Polskiego zlikwidowało dowództwa frontów i rozformowało 1. i 5. Armię. Na froncie przeciwsowieckim rozwinięte zostały 2., 3., 4. i 6. Armia. 4 Armia gen. Leonarda Skierskiego została przerzucona z rejonu Łomży na wschód.
We wrześniu 1920 działania wojenne znowu przybrały na sile. Zacięte walki toczyły się na Wołyniu, głównie w rejonie Równego i na Białorusi. 10 września, na odprawie w Brześciu ścisłych dowództw 2 i 4 Armii, Józef Piłsudski nakreślił zarys planu nowej bitwy z wojskami sowieckiego Frontu Zachodniego. Rozpoczęły się prace sztabowe nad planem bitwy niemeńskiej. Pomyślana ona była jako pewna kontynuacja operacji warszawskiej, przy założeniu, że jej celem będzie ostateczne rozgromienie wojsk Frontu Zachodniego. Myślą przewodnią było związanie głównych sił przeciwnika w centrum poprzez natarcie w kierunku na Grodno i Wołkowysk. Jednocześnie północna grupa uderzeniowa, skoncentrowana na lewym skrzydle 2 Armii, miała szybkim marszem przeciąć skrawek terytorium litewskiego i wyjść na głębokie tyły oddziałów Armii Czerwonej, zaangażowanych w bój o Grodno i Wołkowysk.

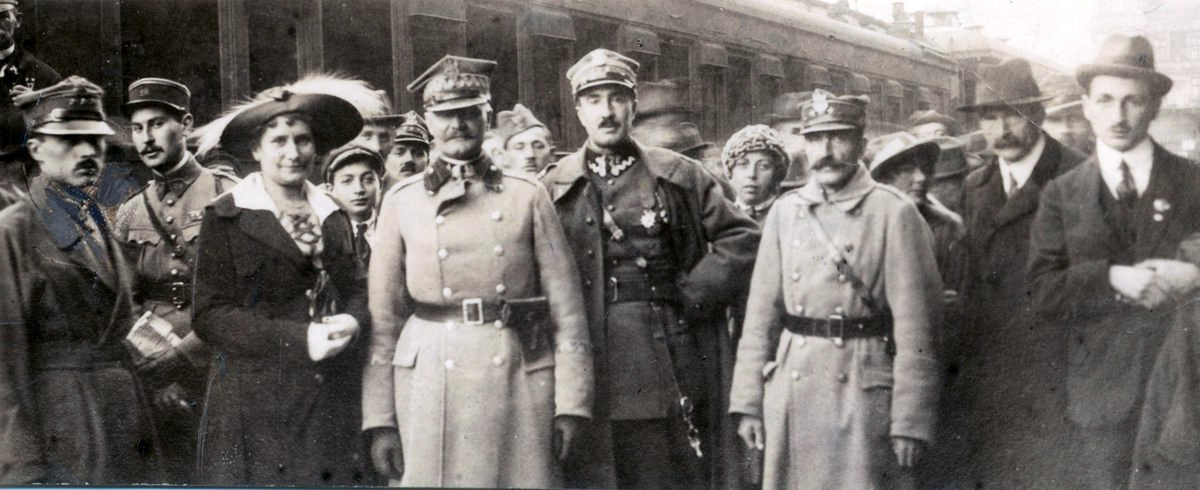
Delegacja WP na rokowania ryskie; w środku gen. Mieczysław Kuliński

W wyniku długotrwałych zmagań nastąpiło wzajemne wyczerpanie sił i obustronne dążenie do zawarcia traktatu pokojowego. Na ukształtowanie się takiego stanowiska wywarła znaczny wpływ postawa wielu krajów. Polskie czynniki rządowe zaczęły przejawiać skłonność ku zakończeniu działań wojennych, a i strona sowiecka też nie była zainteresowana w ich przedłużaniu. 12 października 1920 doszło do podpisania układu rozejmowego i preliminariów traktatu pokojowego.